# Die 53 Stationen des Tōkaidō (Hoeidō-Ausgabe)

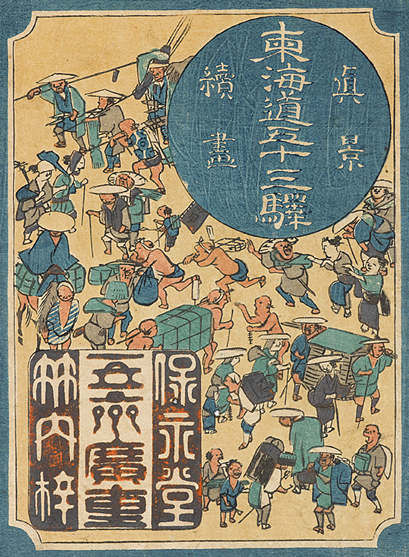
Illustration auf dem Umschlag, mit dem die erste vollständige Ausgabe der Serie um 1835 erschienen ist.

Die 53 Stationen des Tōkaidō (jap. 東海道五十三次之内, Tōkaidō gojūsan tsugi no uchi), bekannt als Die 53 Stationen des Tōkaidō (Hoeidō-Ausgabe bzw. Hoeidō-Edition) (東海道五十三次之内保永堂版, Tōkaidō gojūsan tsugi no uchi Hoeidō-ban), ist eine Serie von Farbholzschnitten, die in der ersten Hälfte der 1830er Jahre von dem japanischen Künstler Utagawa Hiroshige entworfen wurde. Mit den Entwürfen für diese Serie begründete Hiroshige seinen Ruf als bedeutendster Landschaftskünstler Japans im Bereich des Farbholzschnitts während der letzten Jahrzehnte der Edo-Zeit. Benannt ist die Serie nach dem Serientitel und dem Zusatz Hoeidō, dem registrierten Firmennamen des Verlegers Takenouchi Magohachi, der für die Produktion des größten Teils der Drucke verantwortlich zeichnete.
Die Hoeidō-Ausgabe war die erste Serie Hiroshiges mit dem Titel Die 53 Stationen des Tōkaidō. Bis zum Tod des Künstlers im Jahr 1858 folgten mindestens neun Serien mit demselben Titel und mindestens 13 weitere, die den Tōkaidō und dessen Stationen zum Thema hatten.
Die Serie umfasst 55 Drucke, beziehungsweise, mit den späteren zweiten Versionen von sechs Drucken, insgesamt 61 Blätter. Herausgegeben wurde die Serie zunächst gemeinsam von den beiden Verlegern Tsuruya Kiemon und Takenouchi Magohachi. Nach der Veröffentlichung von elf gemeinsam produzierten Drucken und einem nur unter seinem Namen erschienenen Druck schied Tsuruya Kiemon aus unbekannten Gründen als Herausgeber aus und Takenouchi Magohachi führte das Projekt allein weiter. Vor dem Erscheinen der 53 Stationen des Tōkaidō war Hiroshige ein weitgehend unbekannter Farbholzschnittkünstler. Die Beliebtheit der Drucke und der damit verbundene Verkaufserfolg machten ihn hinter Kunisada und Kuniyoshi zum beliebtesten Farbholzschnittkünstler seiner Zeit. Die Drucke der Serie erfuhren zahlreiche Neuauflagen und wurden so lange nachgedruckt, bis die ersten Druckplatten verschlissen waren und durch neue ersetzt werden mussten. Bereits in der Meiji-Zeit existierten viele unterschiedliche Versionen von verschiedenen Verlegern. Mit der Entdeckung japanischer Kunst durch westliche Sammler, zunächst aus den USA, dann auch aus Frankreich, Großbritannien und Deutschland, erlangten die Drucke Hiroshiges, und insbesondere die Drucke seiner ersten Serie Die 53 Stationen der Tōkaidō, im Westen Bekanntheit. Die Serie enthält einige der besten Arbeiten des Künstlers, wie zum Beispiel die Stationen Mariko, Kambara, Shōno und Kameyama. Diese Drucke zählen neben Hokusais Großer Welle zu den bekanntesten japanischen Farbholzschnitten außerhalb Japans.

## Veröffentlichung
Hiroshige war um 1830 ein weitgehend unbekannter Künstler, der bis dahin nur wenige Aufträge für den Entwurf von Farbholzschnitten erhalten hatte. Um 1830 übertrug ihm der Verleger Kawaguchiya Shōzō den Auftrag, eine Serie von großformatigen Drucken (das heißt Drucke im ōban-Format) von Ansichten bekannter Orte in Edo zu gestalten („Berühmte Ansichten der Osthauptstadt“, Tōto meisho, 東都名所). Die Serie war kein überragender Erfolg, erlebte jedoch bereits mehrere Auflagen, wie unterschiedliche Druckzustände belegen. Die Serie, die Hiroshige als Künstler der Landschaftsdrucke (fūkeiga, 風景画) bekannt machte, war die Serie dem Titel „Die 53 Stationen des Tōkaidō“ (Tōkaidō gojūsan tsugi no uchi).
Zu Beginn der 1830er Jahre erschienen die ersten Drucke dieser Serie und waren ebenso wie die vorhergehende Serie im ōban-Querformat angelegt. Gemeinsame Verleger der ersten elf Drucke waren Tsuruya Kiemon und Takenouchi Magohachi, der Druck der Station Okabe wurde alleine von Tsuruya Kiemon herausgegeben und die weiteren 43 Drucke produzierte Takenouchi Magohachi alleine. Wer die Idee für dieses Projekt hatte und wer wen zuerst angesprochen hat, ist nicht mehr zu klären. Für Takenouchi Magohachi war es das erste Projekt als Verleger, Tsuruya Kiemon war ein alteingesessenes Verlagshaus. Nach Tsuruya Kiemons Ausscheiden, über dessen Gründe nichts bekannt ist, führte Takenouchi Magohachi das Projekt alleine fort.

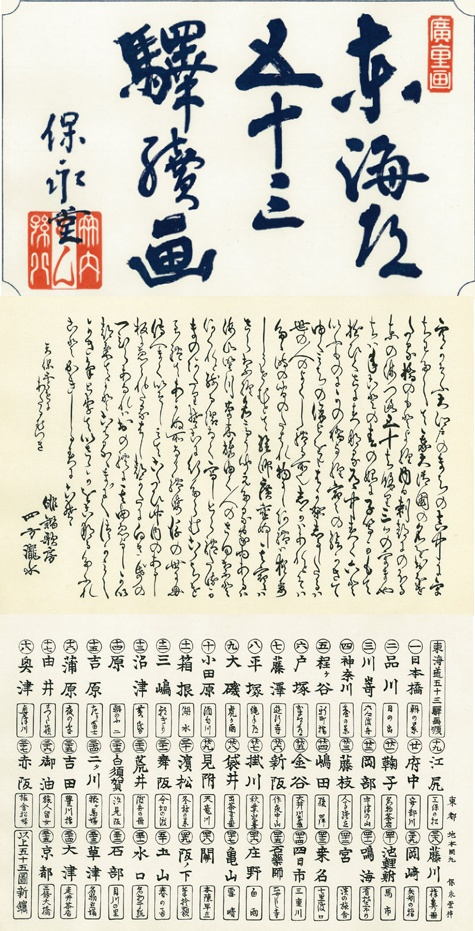
Titel auf dem Vorsatzblatt, Vorwort und Inhaltsverzeichnis der ersten Gesamtausgabe

Die Drucke zeigen Szenen rund um die Stationen des Tōkaidō, der damals wichtigsten Überlandverbindung von Edo nach Kyōto, und deren umliegende Landschaften sowie zusätzlich den Startpunkt Nihonbashi in Edo und die Endstation bei Kyōto (damals auch Keishi genannt). Sie sind nicht in der Reihenfolge der Stationen entstanden; allenfalls orientierte sich die Reihenfolge der Entwürfe lose an der Abfolge der Raststationen.
Beim Publikum und den zeitgenössischen Kritikern fanden die Drucke großen Anklang und wurden, nachdem alle Einzeldrucke erschienen waren, von Takenouchi Magohachi in zwei Bänden in Buchform herausgegeben. Der Titel auf dem Einband der Bücher lautete „Aufeinanderfolgende Bilder der 53 Stationen des Tōkaidō“ (Shinkei Tōkaidō gojūsan eki tsuzukie, 真景東海道五十三駅続畫). Der Serientitel auf den Drucken selbst blieb unverändert. Allerdings waren die Drucke in den beiden Bänden mittig vertikal gefaltet, da die Bücher im chūban-Format (halbes ōban-Format) erschienen. Viele der heute erhaltenen Drucke der Serie weisen diese Mittelfalte als Hinweis darauf aus, dass sie ursprünglich aus einem dieser Bücher stammen. Heute ist kein vollständiges Exemplar der Erstauflage dieser Bücher mehr bekannt.
Schätzungen zufolge wurden von einzelnen Blättern der Serie bis zu 25.000 Exemplare von den ersten Druckplatten gefertigt, bis diese nicht mehr zu gebrauchen waren. Bereits im 19. Jahrhundert waren neue Platten geschnitten worden, um weitere Auflagen anzufertigen. Im 20. Jahrhundert erfolgten weitere Neuauflagen und selbst im 3. Jahrtausend werden noch immer Drucke dieser Serie als Farbholzschnitte und Reproduktionen verkauft.
Ein größerer Teil der Drucke wurde nach der Erstveröffentlichung einer Überarbeitung unterzogen (Änderung der Farbpalette, Ausfüllen kleiner Fehlstellen, Weglassen einzelner Konturlinien etc.), so dass sie in zahlreichen unterschiedlichen Varianten erhalten sind. Ob diese Veränderungen auf Überlegungen Hiroshiges oder des Verlegers oder gar beider zurückzuführen ist, ist heute nicht mehr feststellbar. Gesichert ist, dass einige der Änderungen bereits nach der ersten Auflage erfolgt sein müssen, da einzelne Blätter im Zustand der Erstauflage extrem selten sind. Von sechs Stationen wurde in der zweiten Hälfte der 1830er Jahre eine zweite Druckversion angefertigt, die möglicherweise verlorengegangene oder beschädigte Druckplatten ersetzten. Diese neuen sind den vorhergehenden Versionen ähnlich, aber nicht mit ihnen identisch.
Der kommerzielle Erfolg der Serie Hiroshiges stand im engen Zusammenhang mit dem immens angewachsenen Reiseverkehr in Japan in den ersten Jahrzehnten des 19. Jahrhunderts, die eine Gesellschaft hervorgebracht hatten, die „süchtig nach Reisen und verrückt nach Souvenirs“ war. Unmittelbarer Vorgänger von Hiroshiges Serie waren Katsushika Hokusais Drucke der „36 Ansichten des Berges Fuji“, die in ihrem Format und der Bildgestaltung, Darstellung von Menschen, eingebettet in eine sie umgebende Landschaft, Vorbildcharakter sowohl für Hiroshige als auch andere Landschaftsmaler seiner Zeit hatten.
Mit seiner Serie traf Hiroshige jedoch noch mehr als Hokusai den Geschmack breiter Bevölkerungsschichten und setzte den Gedanken des Ukiyo als der „heiteren, vergänglichen Welt“ vollendet in den japanischen Landschaftsdruck um. Neu an Hiroshiges künstlerischer Landschaftsauffassung war nicht, dass er „lebendige Straßenszenen mit geschäftigen Menschen aus dem einfachen Volk (zum) Gegenstand der künstlerischen Auseinandersetzung“ machte. Solche Genreszenen waren zuvor bereits unter anderem von Utagawa Toyohiro und Hokusai gezeichnet worden. Neu an Hiroshiges Bildern war die harmonische Eingliederung der Menschendarstellung in weitläufige Landschaften. Er gestaltete lyrische Bilder, in denen der Betrachter die Stimmung der Natur ungetrübt von philosophischem Nachsinnen über Natur und Mensch unmittelbar wahrnehmen konnte. Die Drucke der Serie waren durchdrungen von expressiver poetischer Sensibilität. Hiroshiges innovativer Stil und die Wahl des horizontalen ōban-Formats stellten einen neuen Schwerpunkt in der Auffassung des Tōkaidō dar und präsentierten eine neue Art des Landschaftsdruckes. Ihre andauernde Popularität und ihr Einfluss auf andere Künstler sind die Gründe für Hiroshiges Ruhm.

## Entstehungsgeschichte
Zur Entstehung der Serie hatte Hiroshige III., Schüler Hiroshiges I. und zweiter Ehemann von dessen Tochter, im Jahr 1894 kurz vor seinem Tod beiläufig in einem Zeitungsinterview geäußert, dass die Drucke der Serie auf Entwürfe zurückzuführen seien, die Hiroshige I. als Angehöriger einer offiziellen Delegation des Shōgun angefertigt habe. Die Delegation habe im Jahr 1832 den Auftrag gehabt, ein Pferd als Geschenk des Shōgun Tokugawa Ienari von Edo an den Kaiserhof in Kyōto zu überbringen. Unterwegs habe Hiroshige seine Reiseeindrücke in Skizzen festgehalten und nach seiner Rückkehr nach Edo im 9. Monat des Jahres Tenpō 3 (entspricht in etwa dem September des Jahres 1832) dem Verleger Takenouchi Magohachi angeboten, die Skizzen als Vorlagen für eine Farbholzschnittserie umzuarbeiten. Diese Geschichte übernahm zunächst Iijima Kyōshin in sein 1894 erschienenes Buch „Biografien der Ukiyo-e-Künstler der Utagawa-Schule“ (Utagawa retsuden, 浮世絵師歌川列伝). Dann wurde sie 1930 von Minoru Uchida in dessen erste umfassende Biografie Hiroshiges aufgenommen. Von da an fand sie sich ungeprüft in der gesamten Literatur, die über Hiroshige erschienen ist. Zum Teil wurde sie soweit ausgeschmückt, dass Hiroshige möglicherweise sogar im Auftrag des Shōgun seine Skizzen angefertigt habe.
Suzuki äußerte 1970 in seinem Buch „Hiroshige“ erste Zweifel an dieser Entstehungsgeschichte, indem er auf die Ähnlichkeit der Hiroshige-Drucke der Stationen Ishibe und Kanaya mit den entsprechenden Abbildungen im bereits 1797 erschienenen Tokaidō meisho zue hinwies. Matthi Forrer griff 1997 diese Zweifel auf und wies auf die Unmöglichkeit hin, dass die Serie in 15 Monaten von Oktober 1832 bis zum Ende des Jahres 1834 fertiggestellt worden sein konnte. Weitere Zweifel äußerte Timothy Clark 2004 und bezog sich dabei auf einen 1998 von Jun’ichi Okubo in Japan veröffentlichten Artikel. Clark hält die Geschichte von der Beteiligung Hiroshiges an einer offiziellen Delegation für einen Schwindel. 2004 erschien die bislang umfassendste Monografie über Hiroshiges erste Tōkaidō-Serie von Jūzō Suzuki, Yaeko Kimura und Jun’ichi Okubo, Hiroshige Tōkaidō gojūsantsugi: Hoeidō-ban. Die Autoren wiesen darin nach, dass 26 der 55 Drucke der Serie auf zeitgenössische Vorlagen anderer Künstler zurückzuführen sind. Zudem sei eine Beteiligung von Hiroshige (bzw. Andō als seinem bürgerlichen Namen) an einer shōgunalen Delegation in den erhaltenen Akten nicht verzeichnet. Ebenso wenig ist eine solche Reise im noch zu Lebzeiten Hiroshiges erschienenen Ukiyo-e ruikō („Verschiedene Gedanken über Ukiyo-e“, 浮世絵類考), einer Art zeitgenössischen Who’s who der Farbholzschnittkünstler, erwähnt. Dass die Drucke der Serie nicht auf eigene Skizzen Hiroshiges zurückzuführen seien, sondern auf Vorlagen zeitgenössischer Reiseführer, äußerte Andreas Marks im Zusammenhang mit seinen Beschreibungen der Verlegertätigkeit Takenouchi Magohachis in den Jahren 2008 und 2010. Nachdem Marks für sein Buch Kunisada’s Tōkaidō weitere Bücher nachweisen konnte, aus denen Hiroshige Anregungen für die Gestaltung seiner Drucke entnommen hat, kommt er zu dem Ergebnis, dass die Geschichte von der Entstehung der Drucke als Reiseskizzen nicht länger aufrechtzuerhalten sei.

## Datierung
In Übereinstimmung mit der überlieferten Entstehungsgeschichte im Zusammenhang mit der im Dienste des Shōgun unternommenen Reise und der darin dokumentierten Rückkehr Hiroshiges nach Edo im September 1832 wird in der Literatur als Entstehungsjahr der ersten Drucke der Serie das Jahr 1832 angegeben. Das üblicherweise angegebene Datum für die Fertigstellung der Serie spätestens zum Jahresende 1833 folgt aus dem Vorwort des Autors Yomo no Takisui (andere Lesung des Namens: Yomo Ryūsai), das der ersten Gesamtausgabe vorangestellt und mit dem ersten Monat des Jahres Tenpō 5 (in etwa Januar 1834) datiert ist.

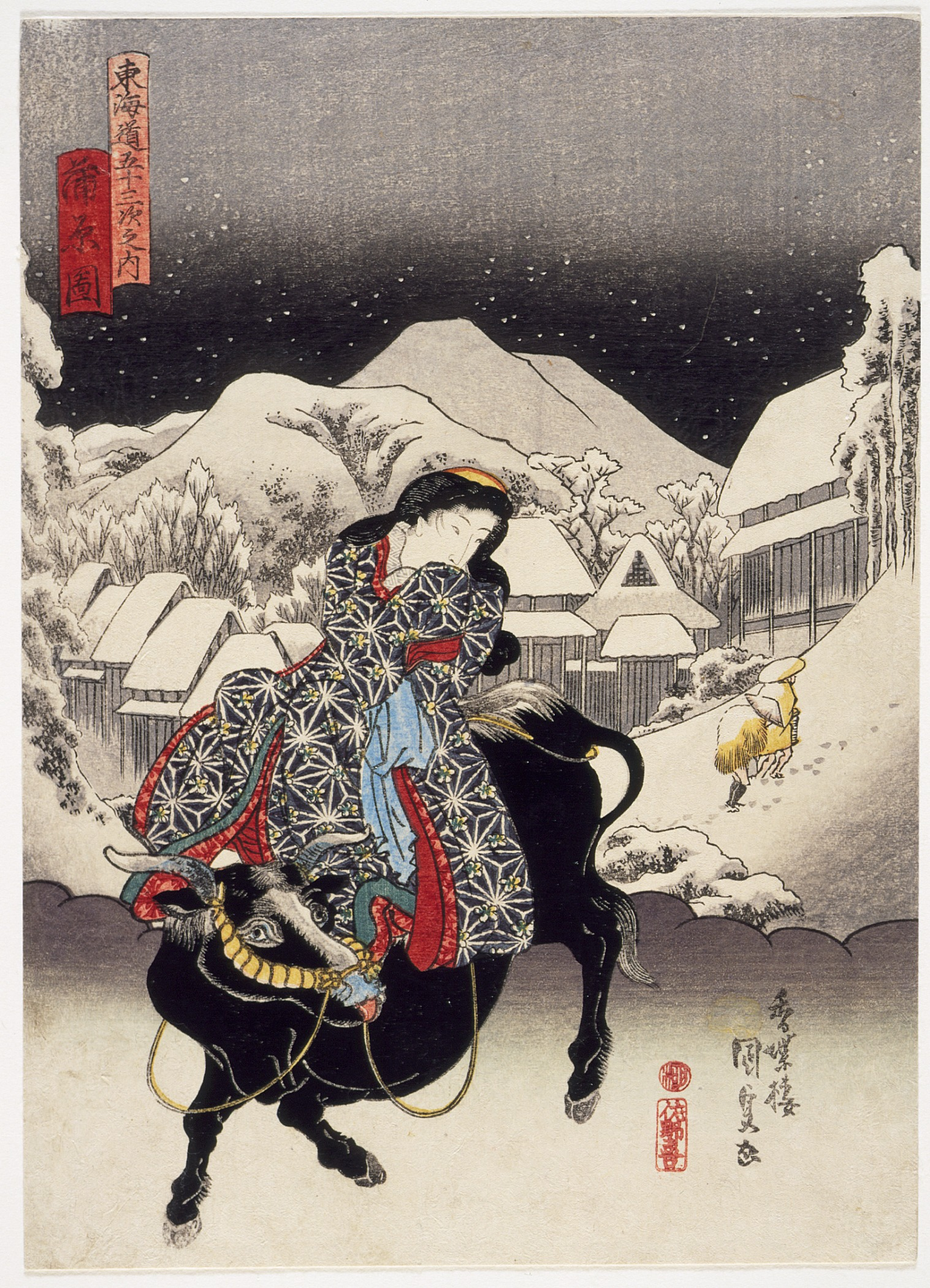
Kunisada, Station Kambara, aus der Serie „Die 53 Stationen des Tōkaidō“, ca. 1835

Matthi Forrer geht davon aus, dass das Datum der Fertigstellung durch das Vorwort der Gesamtausgabe korrekt angegeben ist, äußert jedoch Zweifel, ob eine Serie von 55 ōban-Drucken innerhalb von nur 15 Monaten zwischen Oktober 1832 und Dezember 1833 hätte fertiggestellt werden können. Keine andere Farbholzschnittserie im ōban-Format hatte in Japan bis dahin einen solchen Umfang gehabt. Der Verleger Takenouchi Magohachi war Sohn eines Pfandleihers und vor der Produktion der Hiroshige-Drucke nicht als Verleger in Erscheinung getreten. Seine finanziellen Ressourcen bzw. seine Kreditwürdigkeit waren nicht ausreichend, das erforderliche Kapital für die Druckplatten, das Papier, die Farben und die Entlohnung für Holzschneider, Drucker und Künstler sowie die Kosten für einen Laden zum Verkauf der Drucke in so kurzer Zeit aufzubringen. Auch wenn zu Beginn der Produktion mit Tsuruya Kiemon ein alteingesessener Verleger beteiligt war, erscheint nach Forrer eine solch kurze Zeitspanne von 15 Monaten außergewöhnlich kurz. Er folgert daraus, dass sich die Fertigstellung der Drucke über einen längeren Zeitraum erstreckt haben müsse und somit die ersten Drucke im Jahr 1831 oder sogar bereits 1830 erschienen sein müssten.
Jūzō Suzuki äußert darüber hinaus Zweifel am Datum der Fertigstellung der Serie zum Jahresende 1833. Ihm zufolge sei im Impressum der Gesamtausgabe als Adresse die Anschrift eines Ladens angegeben, den Takenouchi Magohachi nicht vor dem Neujahrstag 1836 eröffnet habe.
Suzuki ist ebenfalls davon überzeugt, dass Kunisadas bijin-Serie Tōkaidō Tōkaidō gojūsan tsugi no uchi, bei deren Drucken der Hintergrund in 43 Fällen nach der Vorlage von Hiroshiges Serie gestaltet war, im Jahr 1833 begonnen und im Jahr 1835 vollendet worden war. Die Tatsache, dass 13 der Drucke von Kunisadas Serie einen Hintergrund haben, der von dem der Hiroshige-Drucke abweicht, interpretiert Suzuki so, dass Hiroshige seine Serie im Jahr 1835 noch nicht vollständig entworfen hatte. Kunisadas Verleger, Moriya Jihei und Sanoya Kihei, hätten jedoch darauf gedrängt, die Serie zu vollenden, und daher seien für die letzten, noch fehlenden Drucke Hintergründe aus dem Tokaidō meisho zue und ähnlichen Büchern ausgewählt worden.
Yaeko Kimura war die erste, die wissenschaftliche Nachforschungen zur Biografie Takenouchi Magohachis anstellte und dabei unter anderem die verschiedenen von ihm verwendeten Verlegersiegel verglich. Ihrer Ansicht nach könne eine Gesamtausgabe von Hiroshiges Tōkaidō nicht vor dem Neujahrstag 1836 erfolgt sein.
Da weitere Anhaltspunkte für die exakte Datierung der Drucke der Serie fehlen, kann ihre Entstehungszeit insgesamt nur ungefähr auf die erste Hälfte der 1830er Jahre eingegrenzt werden.

## Bildgestaltung
Die Drucke sind im horizontalen (yoko-e) ōban-Format (ca. 39 × 26 cm) ausgeführt. Die bedruckte Fläche ist an allen vier Seiten mit einer dünnen schwarzen Linie von der unbedruckten Papierfläche abgegrenzt. Die Ecken sind nach innen abgerundet, so dass sich zusammen mit den jeweils ca. 1,5 cm breiten Rändern der Eindruck eines gerahmten Bildes ergibt. Bei vielen erhaltenen Drucken sind diese Ränder teilweise oder ganz bis auf den Druckrand beschnitten, wodurch der visuelle Eindruck der Drucke stark verändert wird. Besonders auffällig ist dies bei den Drucken der Stationen Hara und Kakegawa, bei denen ein Bildelement den oberen Rahmen „durchbricht“ und bei denen das durch den Beschnitt verursachte Fehlen dieses Elements die Gesamtkomposition des Druckes zerstört.
Auf allen Drucken sind in irgendeiner Form Reisende auf der Tōkai-Straße dargestellt. Abgebildet sind sie in Verbindung mit Wegen, Flusslandschaften, Bergen, Seen und Meerespanoramen sowie Szenen an oder in Raststationen oder Tempeln. Manchmal sind die Reisenden nur winzig klein in Gruppen als Staffage in der Landschaft zu sehen, manchmal sind sie gestalterisches Element der Drucke und mit individuellen Zügen gezeichnet. Die Drucke folgen keinem Programm, außer dem der Darstellung von Reisenden in unterschiedlichen Szenarien. Die auf den Drucken dargestellten Szenen zeigen keine bestimmte Jahreszeit, stattdessen wechseln sich die jahreszeitlichen Impressionen unsystematisch ab; abgebildet sind Szenen aus allen vier Jahreszeiten, mit Sonne, Regen oder Schneefall. Ebenso unterschiedlich und unsystematisch sind die in den Drucken zu erkennenden Tageszeiten: Zu sehen sind Szenen mit Sonnenauf- und -untergang sowie Szenen, die sich im Tagesverlauf oder im Einzelfall auch nachts abspielen.
An einer freien Stelle innerhalb der Bildkomposition befindet sich der Serientitel „Tōkaido gojūsan tsuki no uchi“. Die kanji des Titels sind in zwei bzw. drei Spalten geschrieben. In jeweils einem Fall ist der Titel in einer Spalte (Station Okabe) bzw. einer Zeile (Station Fuchū) geschrieben. Links vom Serientitel befindet sich leicht abgesetzt der Name der jeweiligen Station und wiederum davon links der Untertitel des jeweiligen Druckes; in einigen wenigen Fällen findet sich der Untertitel direkt unterhalb des Stationsnamens. Serientitel und Stationsnamen sind in Schwarz gedruckt; die Untertitel befinden sich in einer roten Kartusche, die in Negativ- oder Positivdruck ausgeführt ist.
Vom Serientitel abgesetzt, in vielen Fällen auf der gegenüberliegenden Seite des Blattes, ist die Signatur Hiroshiges (Hiroshige ga, 廣重画) in schwarzen kanji gedruckt. Unterhalb der Künstlersignatur findet sich ein rotes Verlegersiegel in unterschiedlichen Formen. Bei der zweiten Version des Druckes der Station Odawara findet sich ein zusätzliches rotes Verlegersiegel rechts oberhalb des Serientitels.
Das Zensursiegel kiwame (極 für ‚geprüft‘) befand sich ursprünglich bei allen Drucken auf dem linken unteren Randbereich der Blätter. Bei den ersten drei Stationen, Nihonbashi, Shinagawa und Kawasaki, sowie der Station Totsuka wurde nach der Überarbeitung der Bildkomposition das ursprüngliche gemeinsame Siegel der Verleger Senkakudō und Hoeidō durch ein kalebassenförmiges Siegel Hoeidōs mit einem integrierten Zensursiegel ersetzt und somit das kiwame-Siegel am linken Rand überflüssig. Auf den zweiten Versionen der Drucke der Stationen Kanagawa und Odawara ist das kiwame-Siegel ebenfalls vom linken Rand entfernt und durch ein Verlegersiegel mit integriertem kiwame-Siegel ersetzt worden.

## Überblick über die Drucke
Die Drucke selbst sind nicht nummeriert. Sie sind in der Reihenfolge wiedergegeben, wie sie sich aus dem Verlauf der Tōkai-Straße und den an ihr gelegenen Raststationen ergibt. Der Startpunkt ist dabei die Nihon-Brücke in Edo und der Endpunkt die Brücke über den Sanjō bei Kyōto.

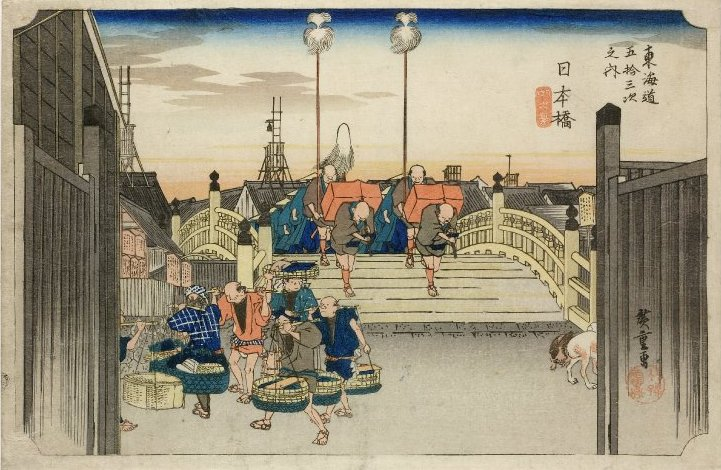
(Aufbruch) Nihonbashi 日本橋
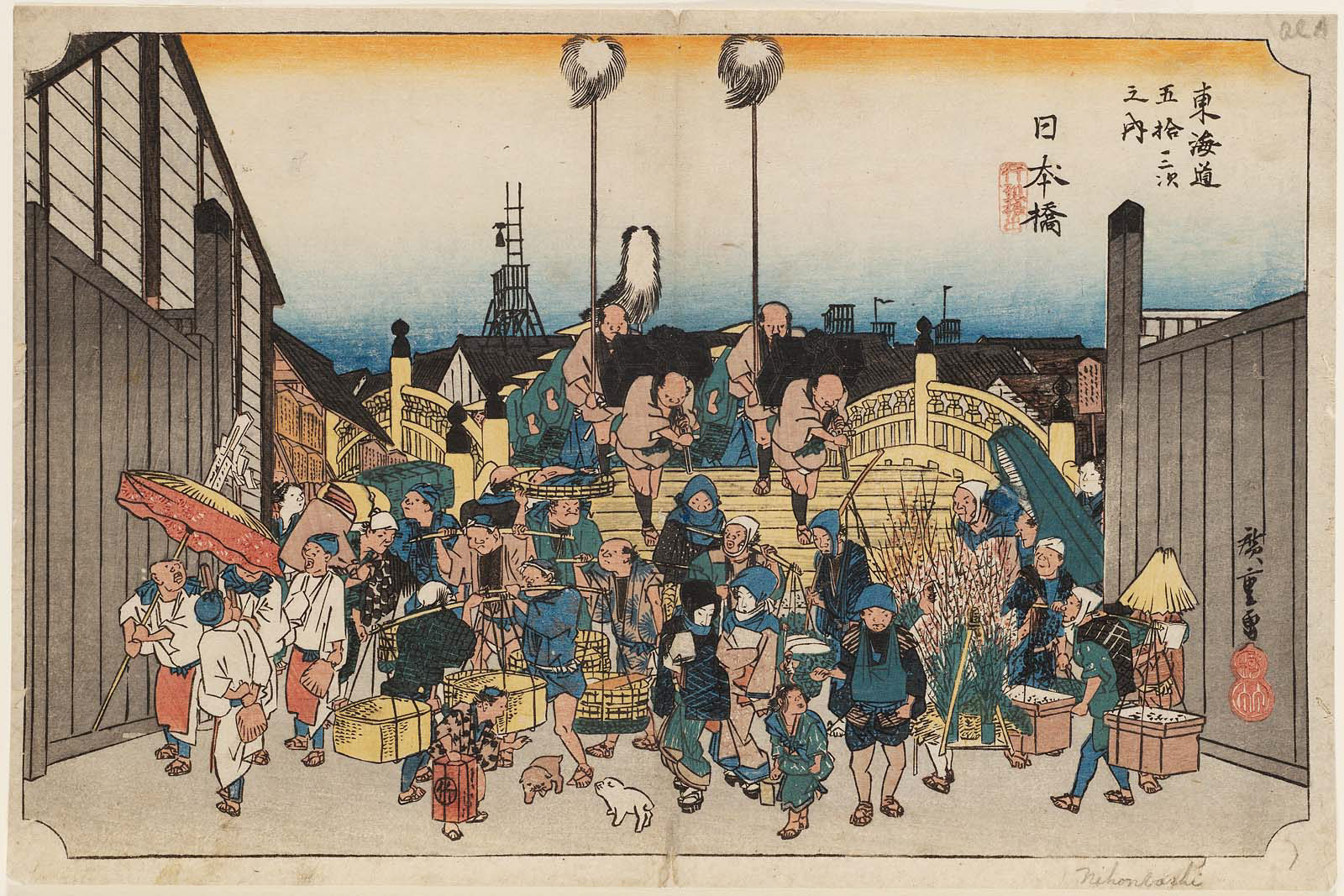
2. Version
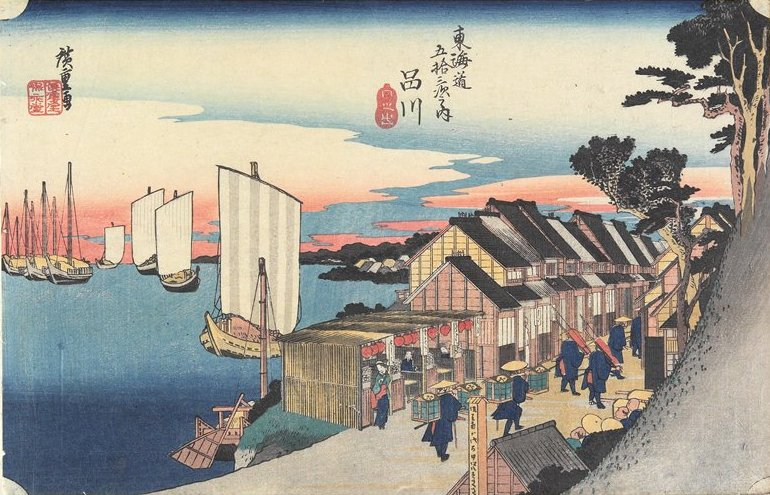
1. Station: Shinagawa 品川
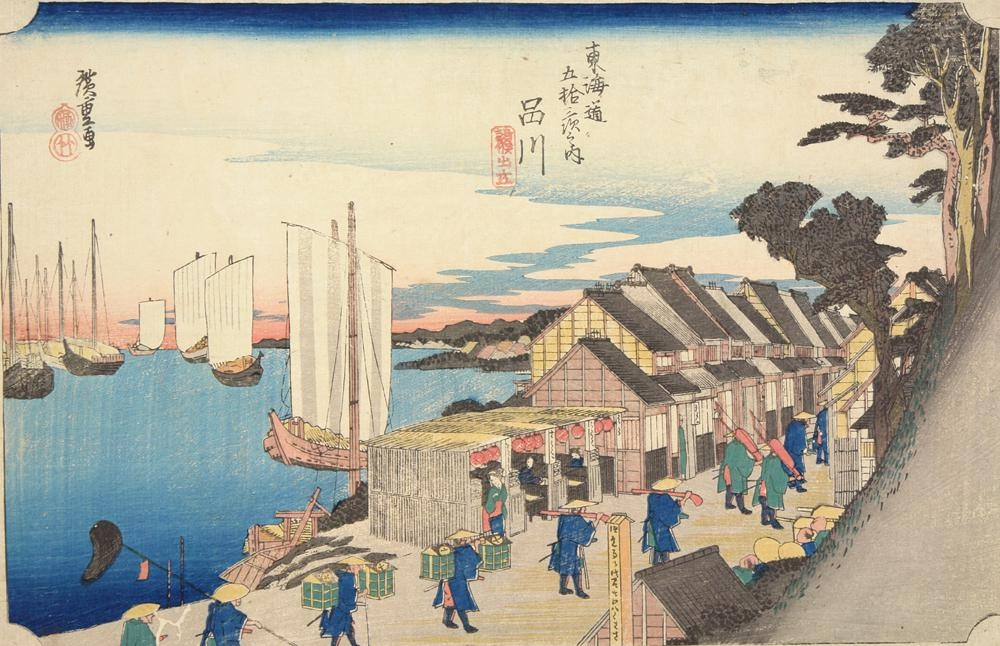
2. Version
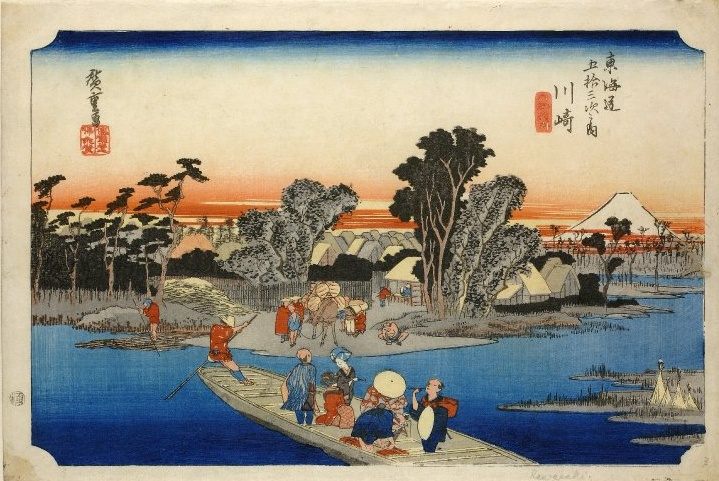
2. Station: Kawasaki 川崎
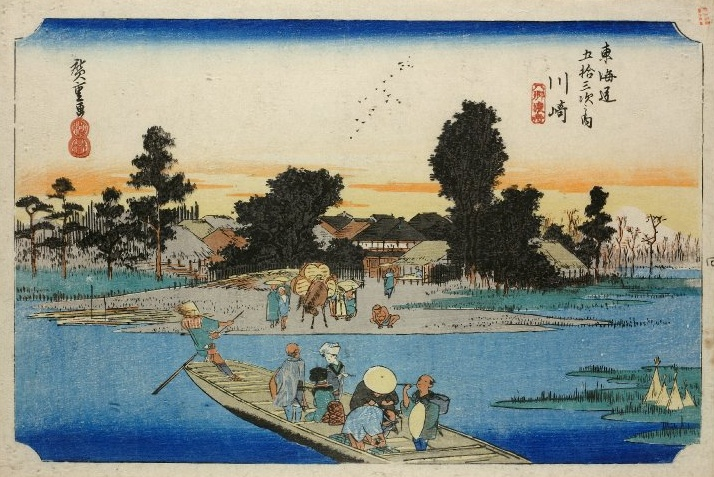
2. Version
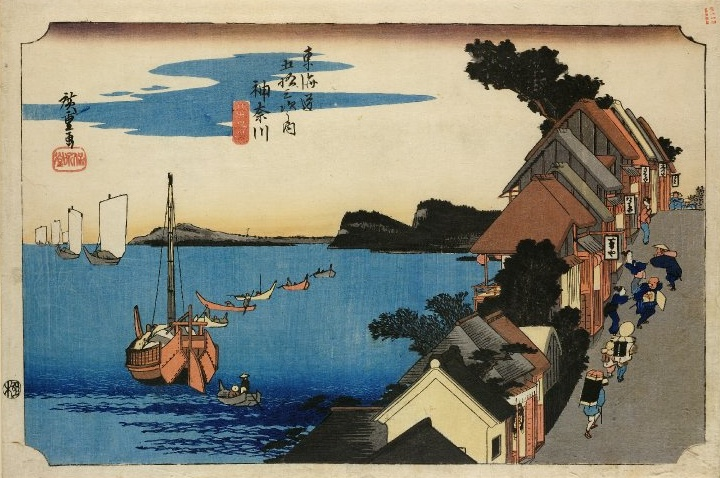
3. Station: Kanagawa 神奈川
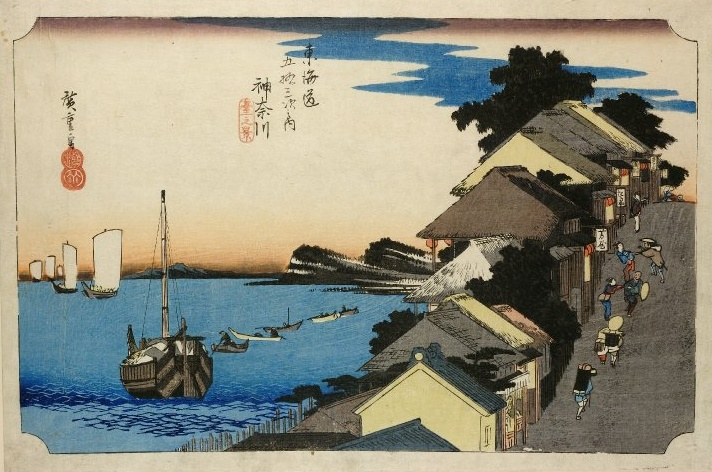
2. Version
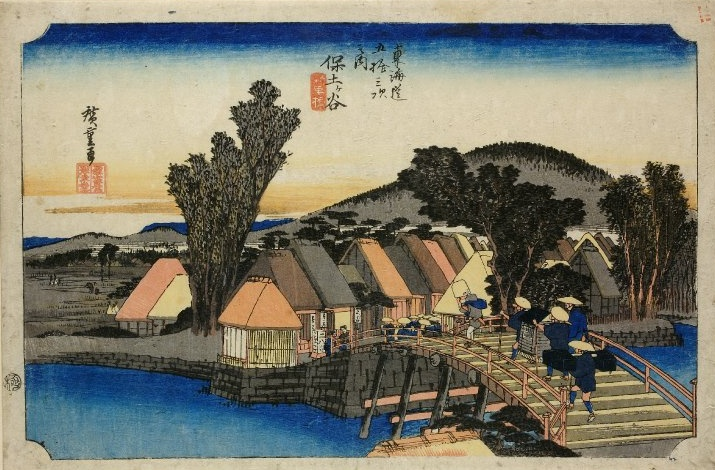
4. Station: Hodogaya 程ヶ谷, 保土ヶ谷
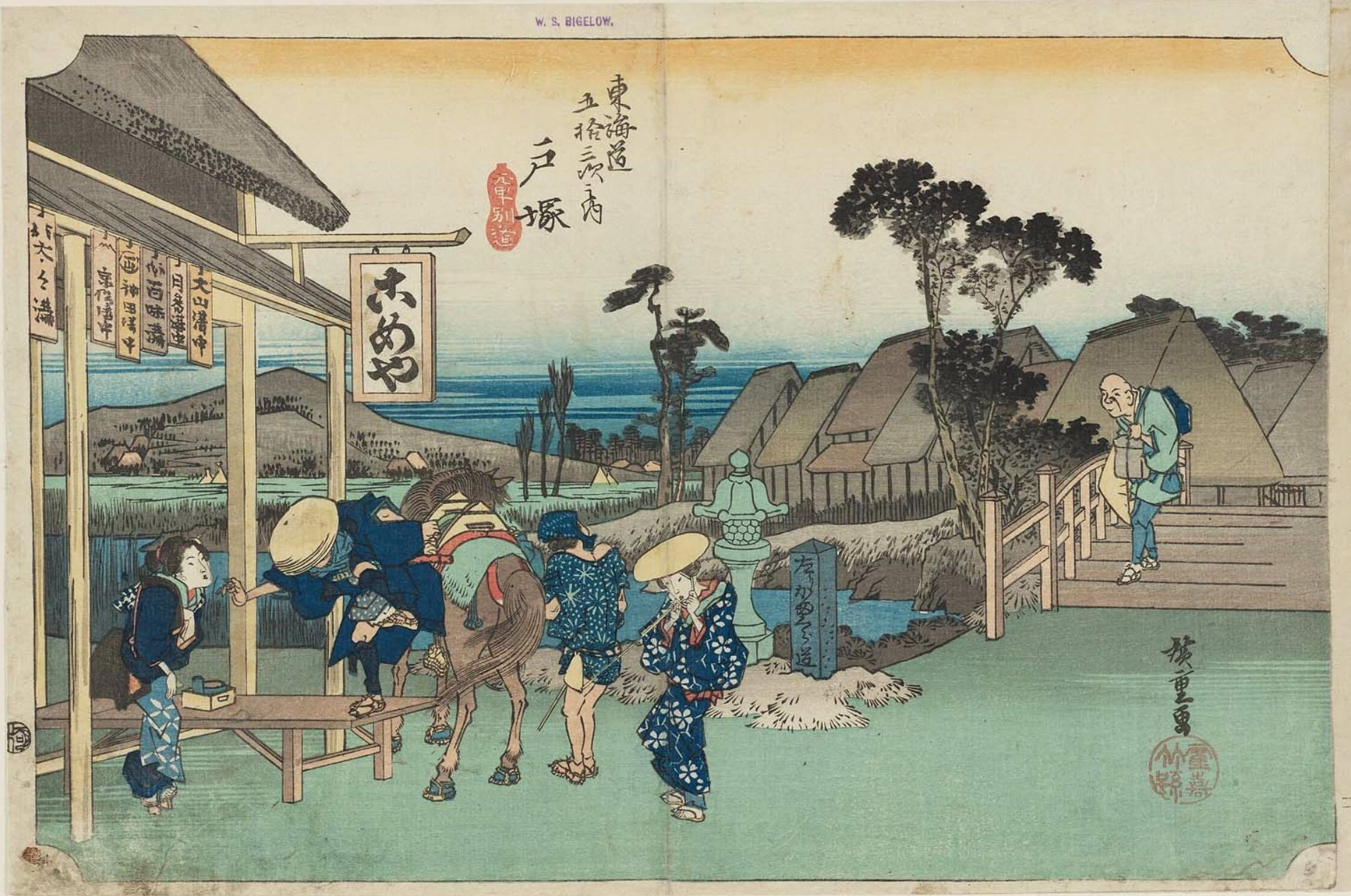
5. Station: Totsuka 戸塚
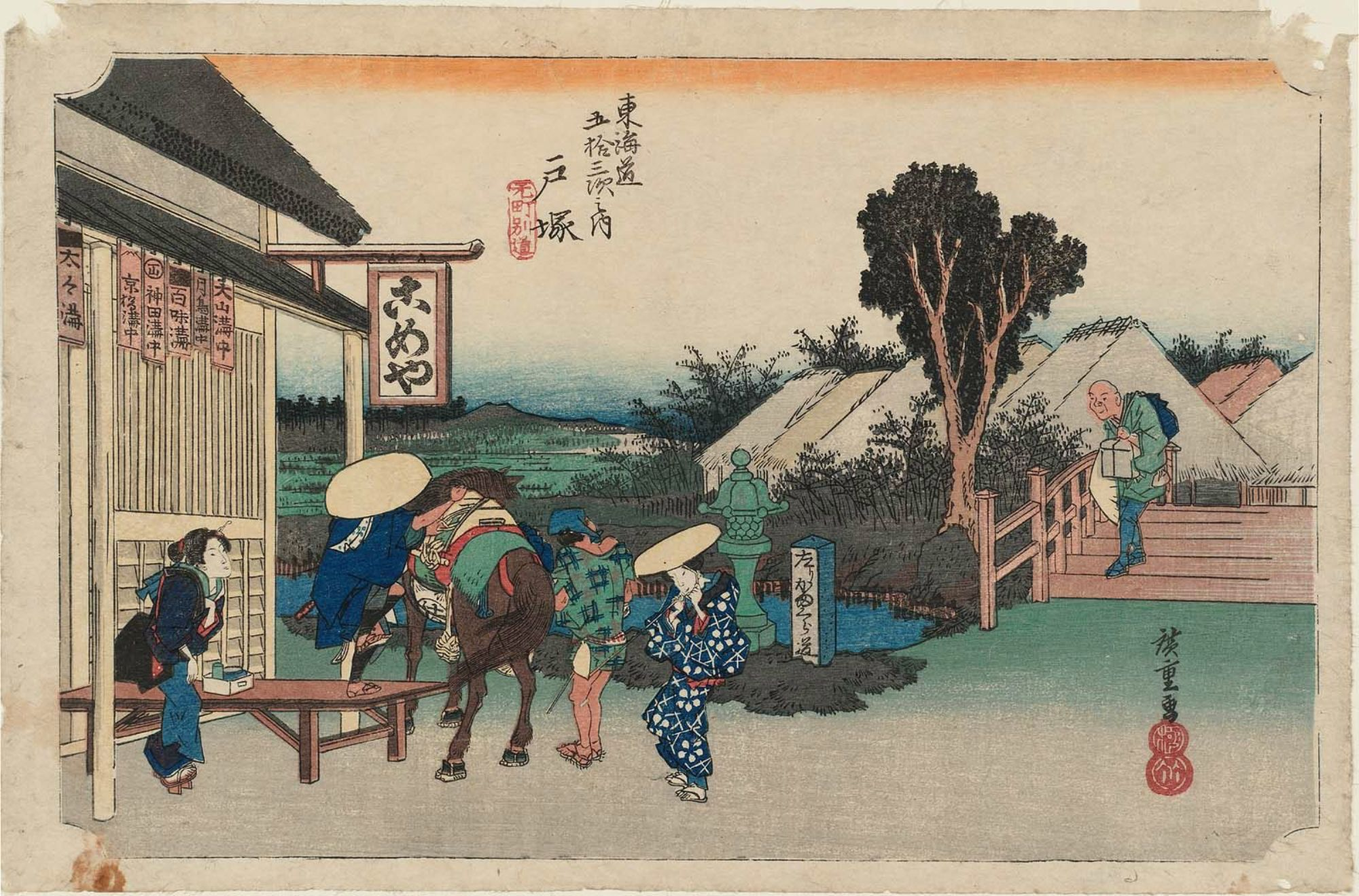
2. Version
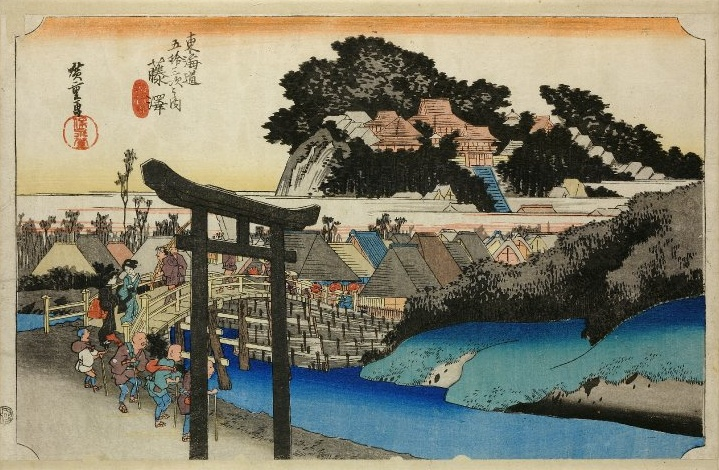
6. Station: Fujisawa 藤沢
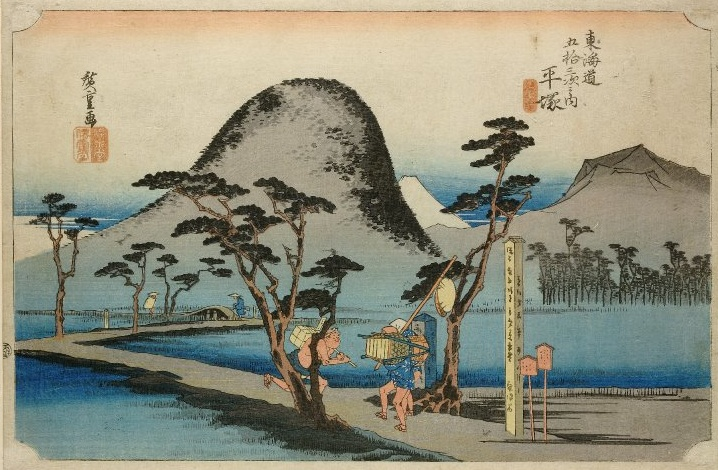
7. Station: Hiratsuka 平塚
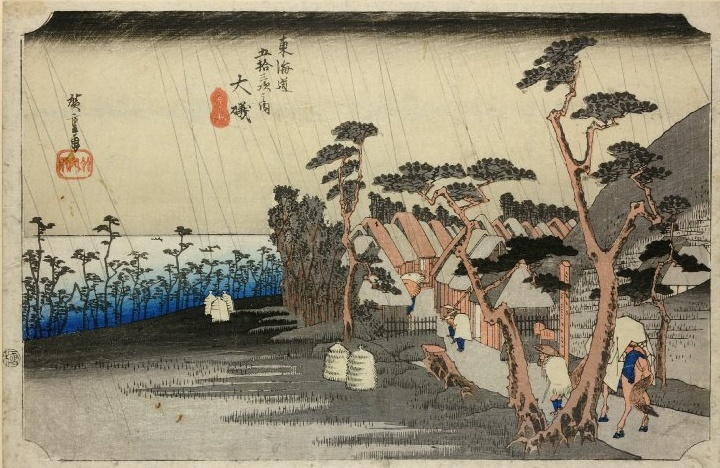
8. Station: Ōiso 大磯
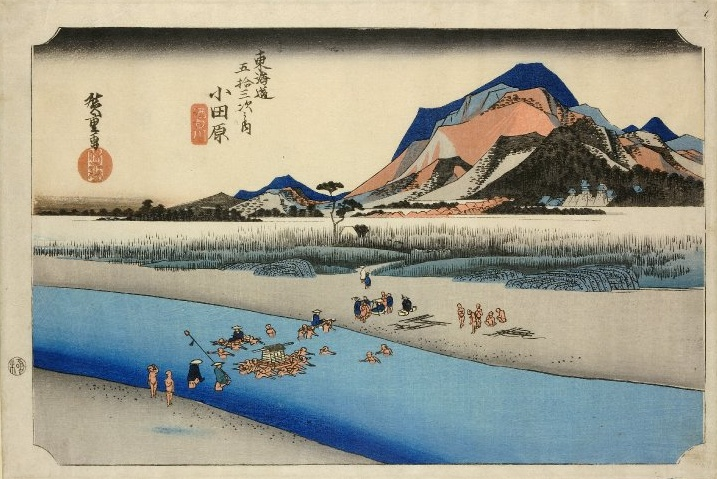
9. Station: Odawara 小田原
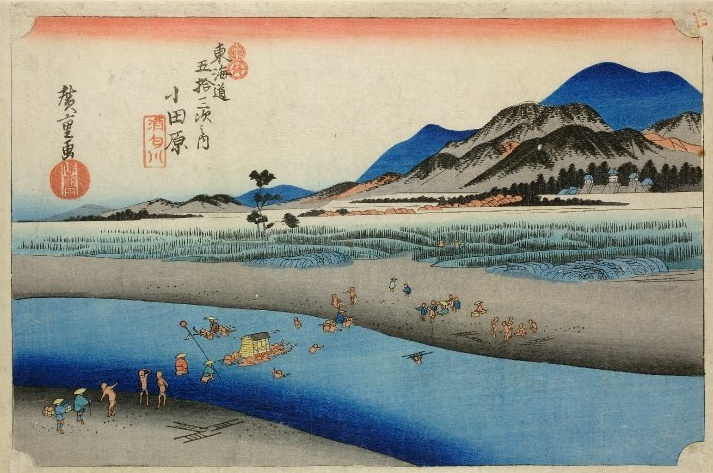
2. Version
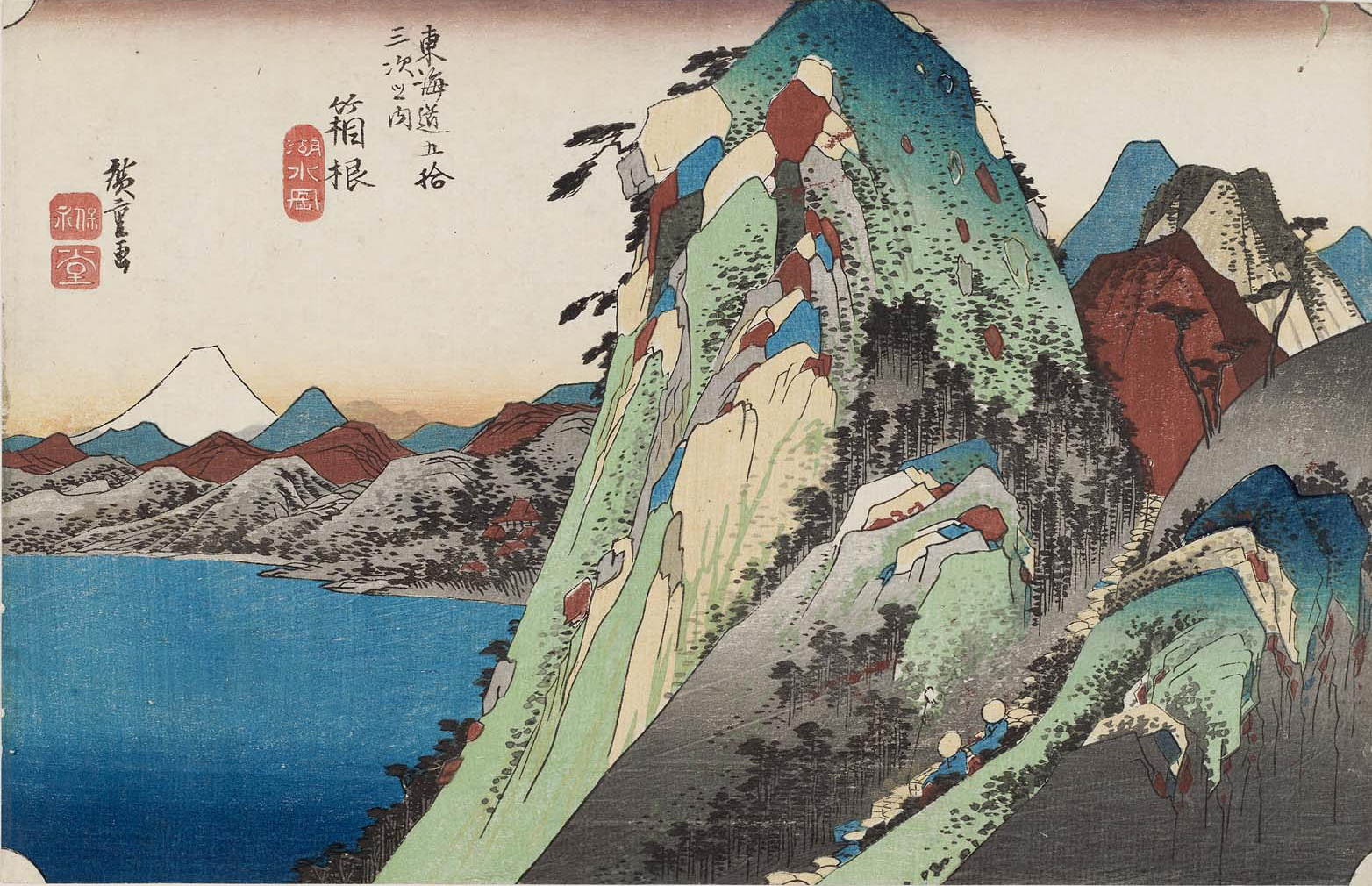
10. Station: Hakone 箱根
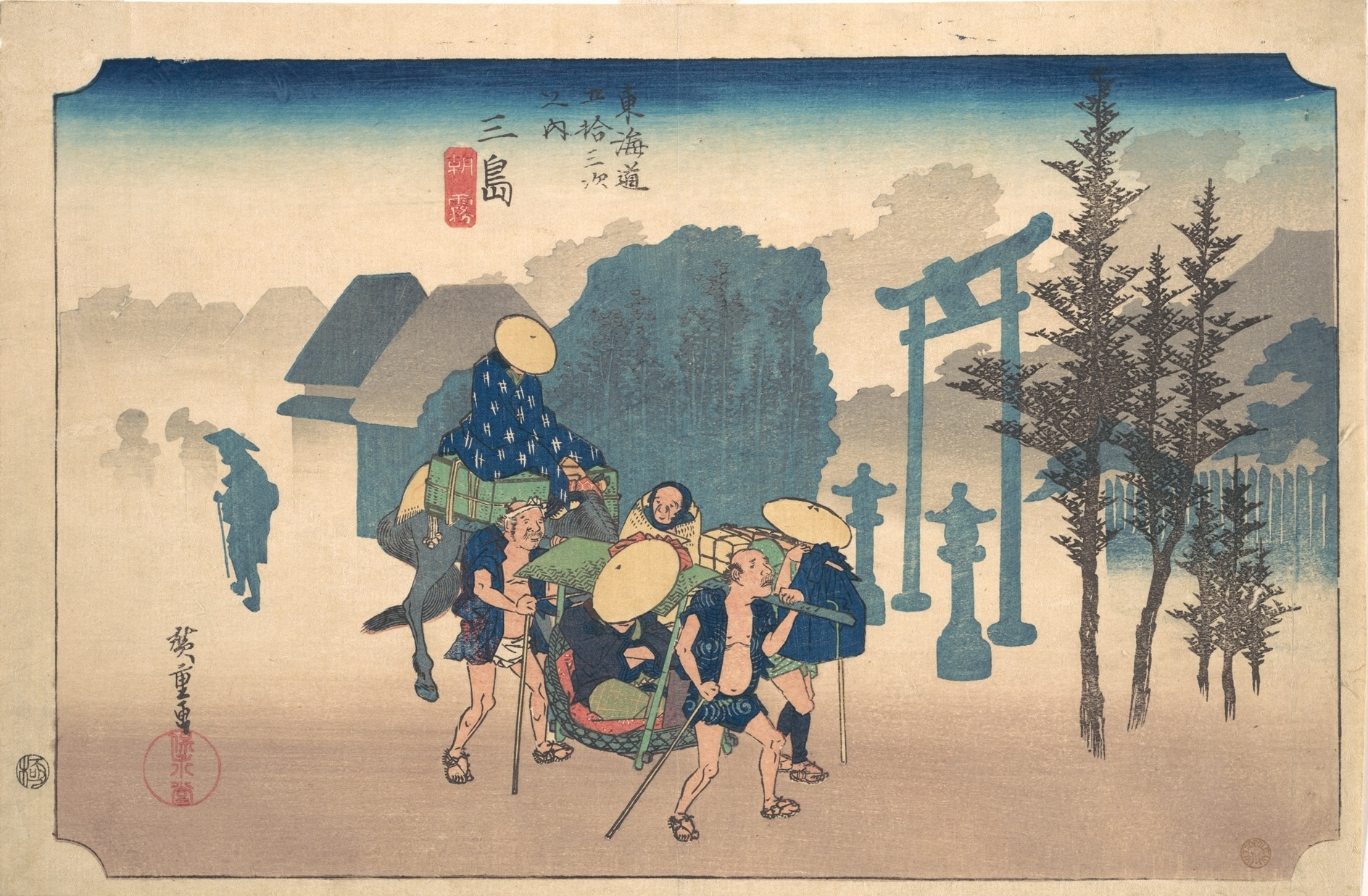
11. Station: Mishima 三島
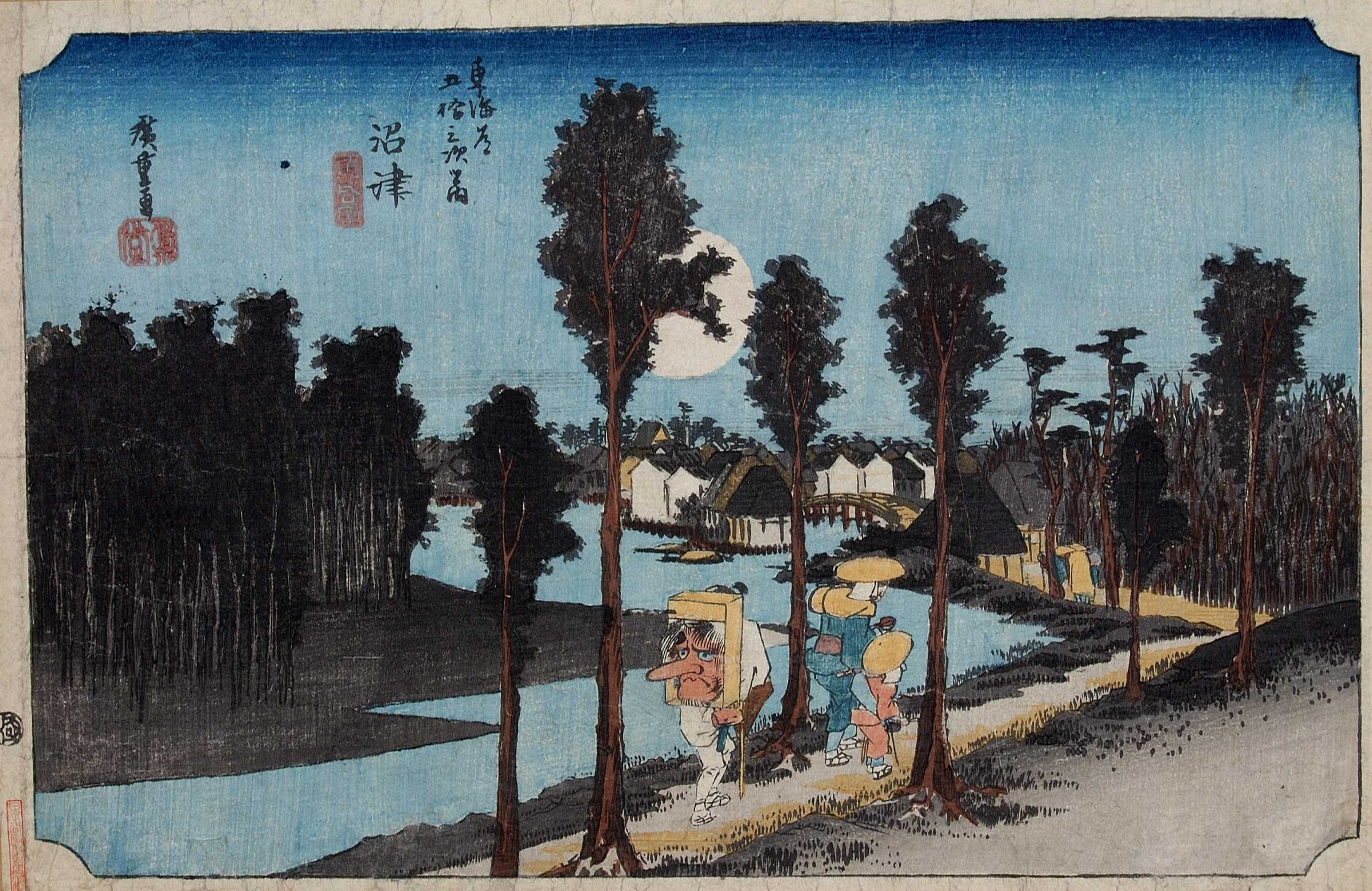
12. Station: Numazu 沼津
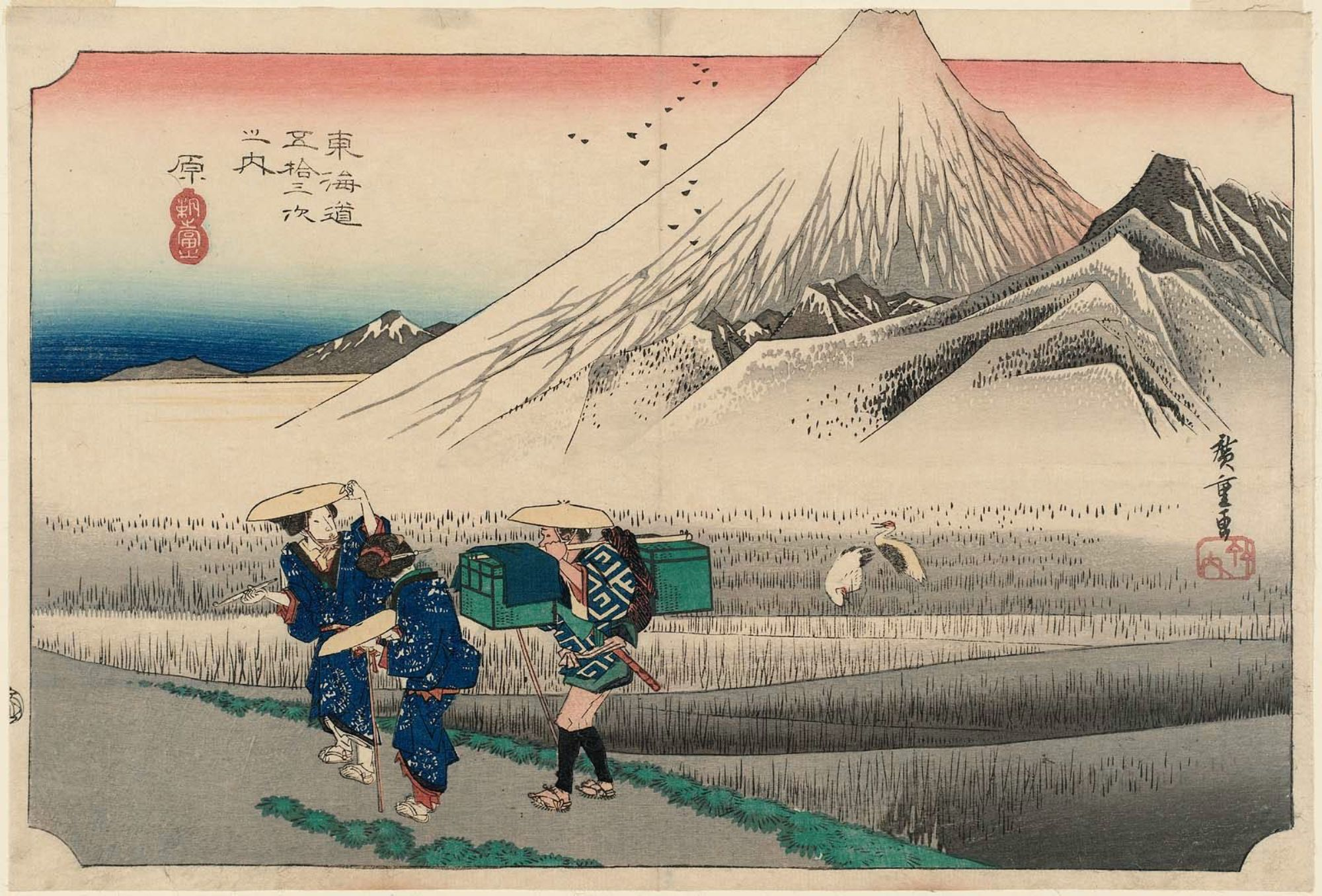
13. Station: Hara 原
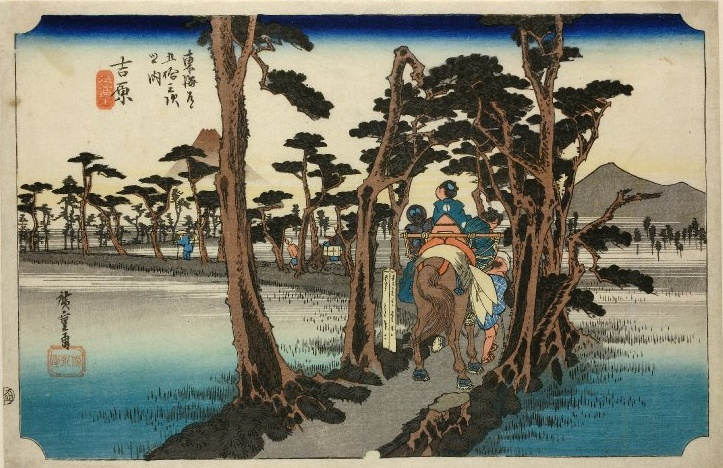
14. Station: Yoshiwara 吉原
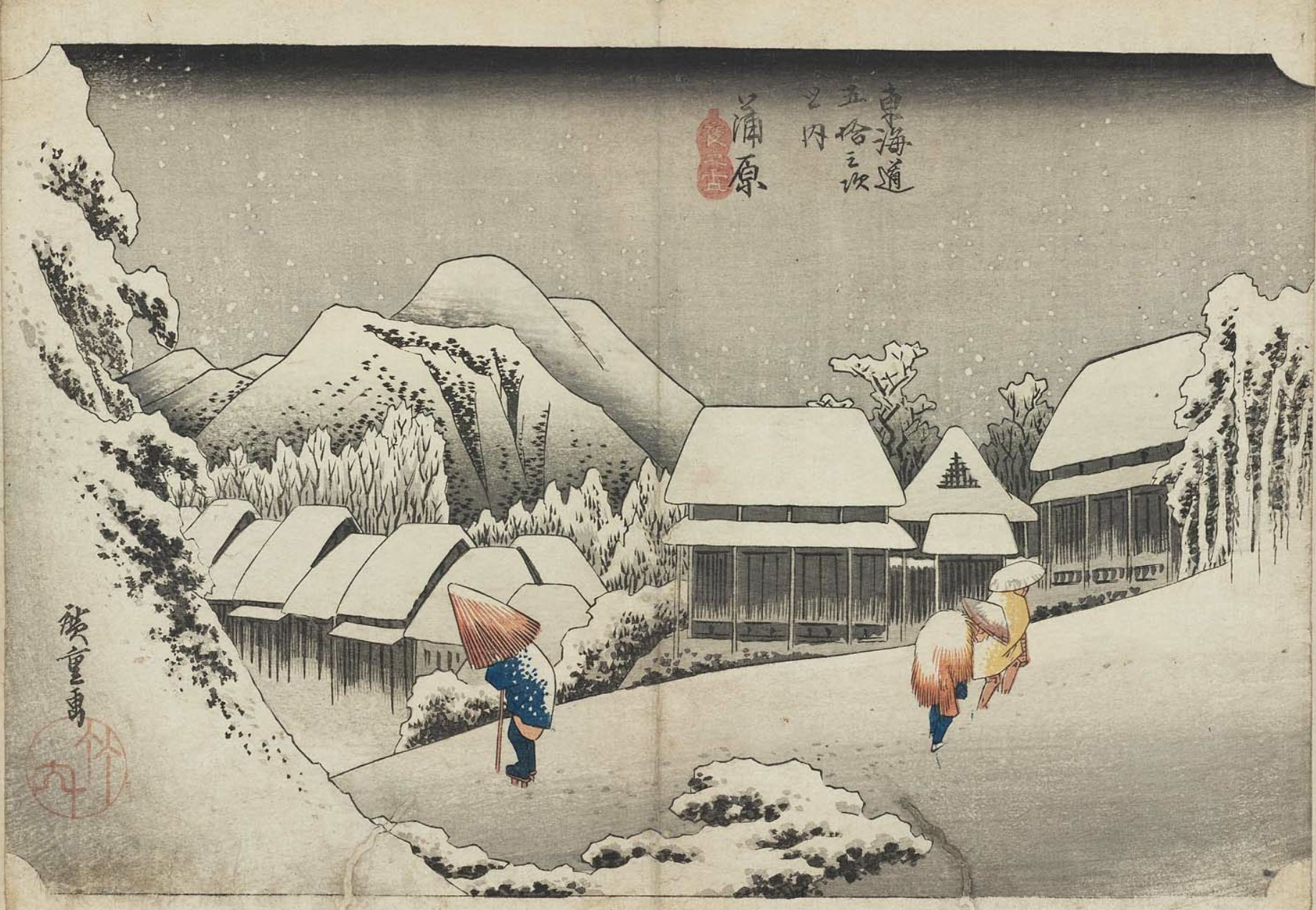
15. Station: Kambara 蒲原
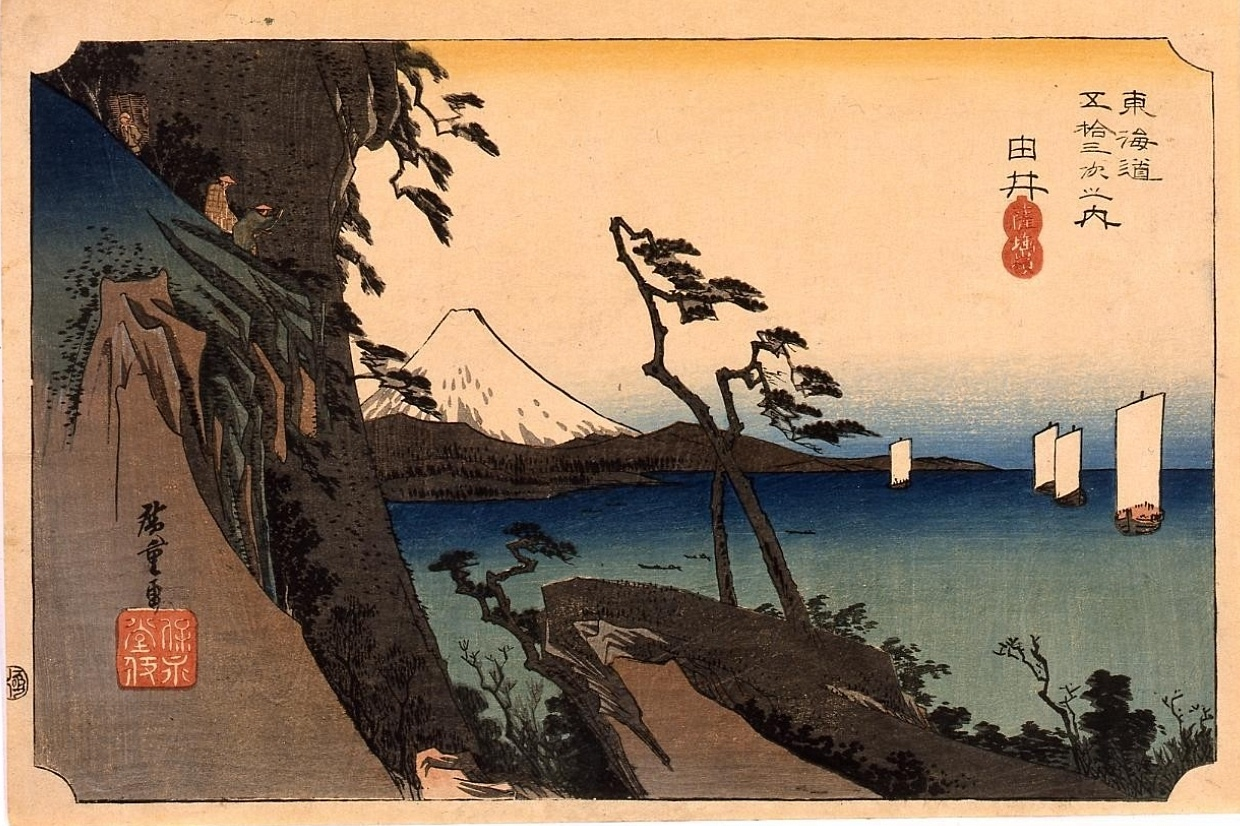
16. Station: Yui 由井, 由比
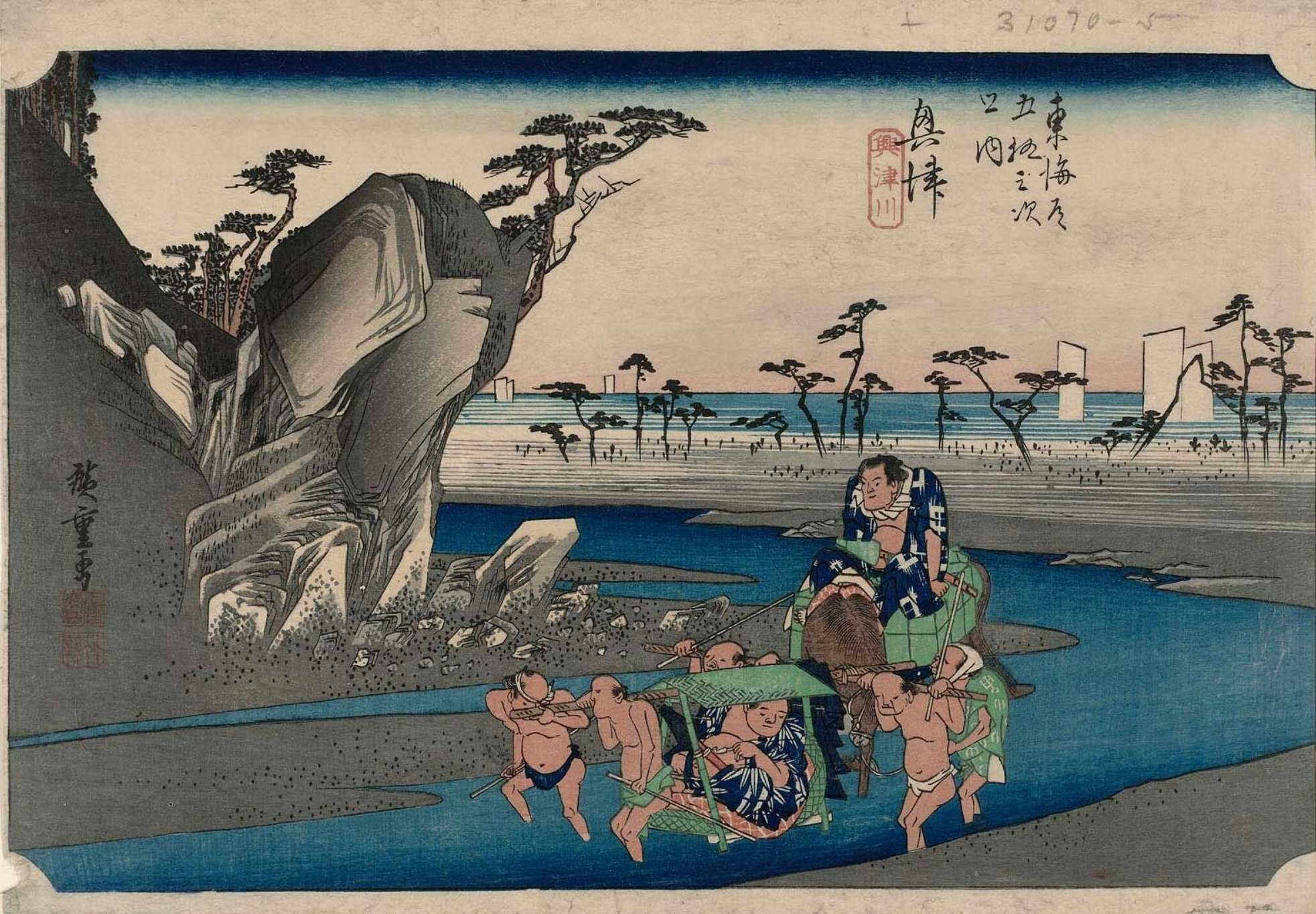
17. Station: Okitsu 興津
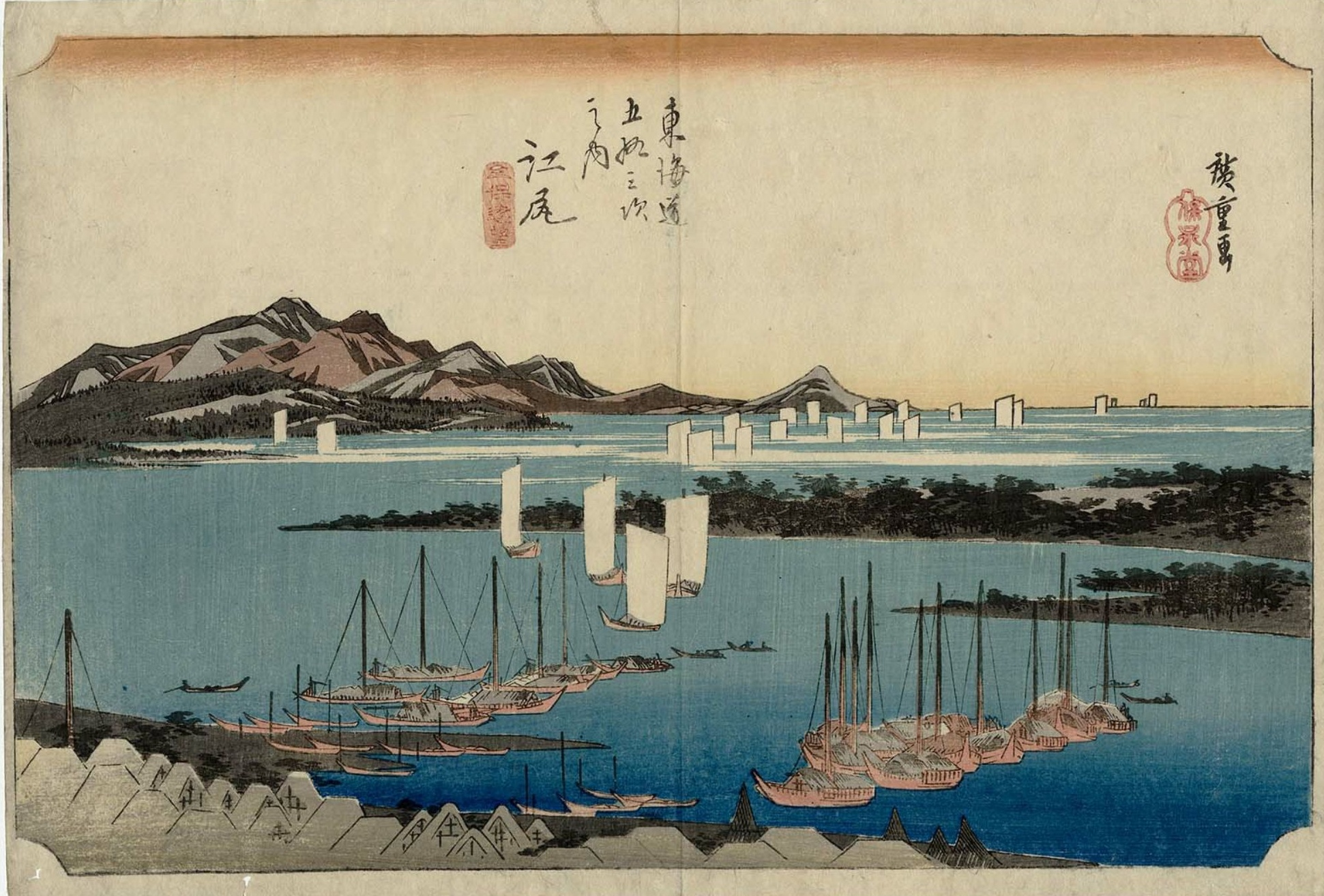
18. Station: Ejiri 江尻
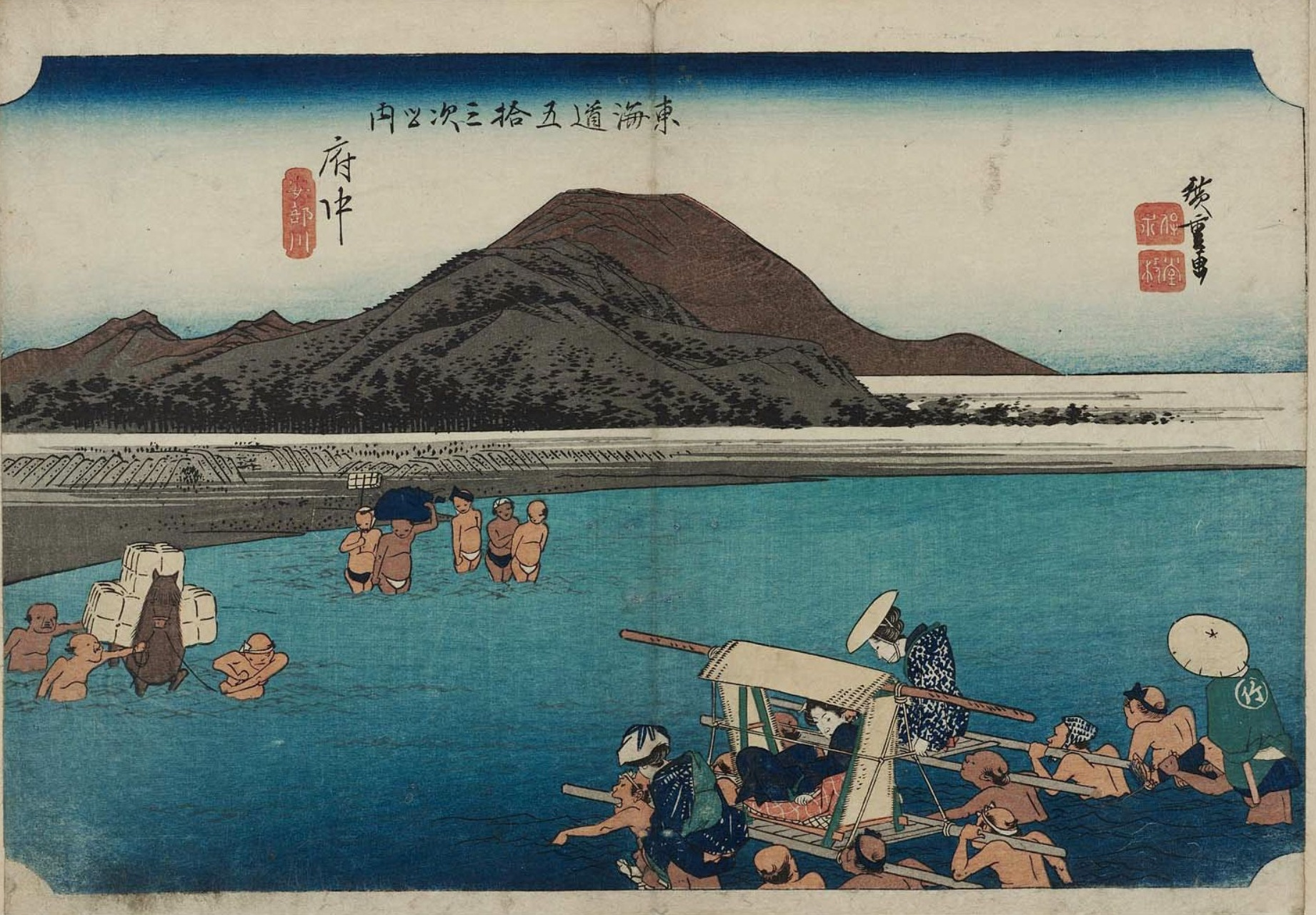
19. Station: Fuchū 府中, 駿府
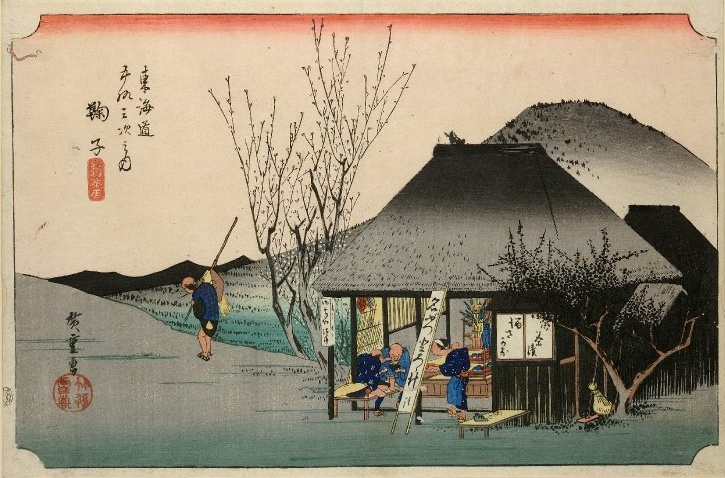
20. Station: Mariko 鞠子
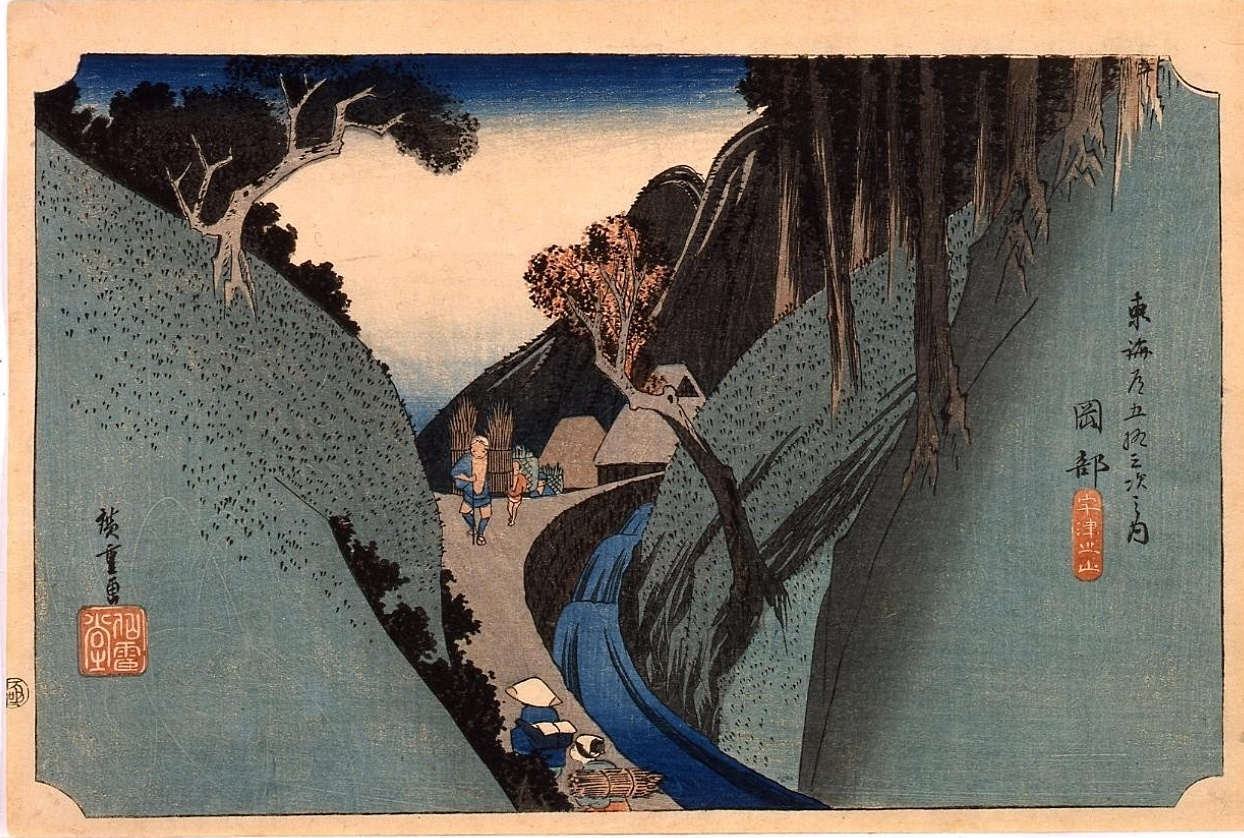
21. Station: Okabe 岡部
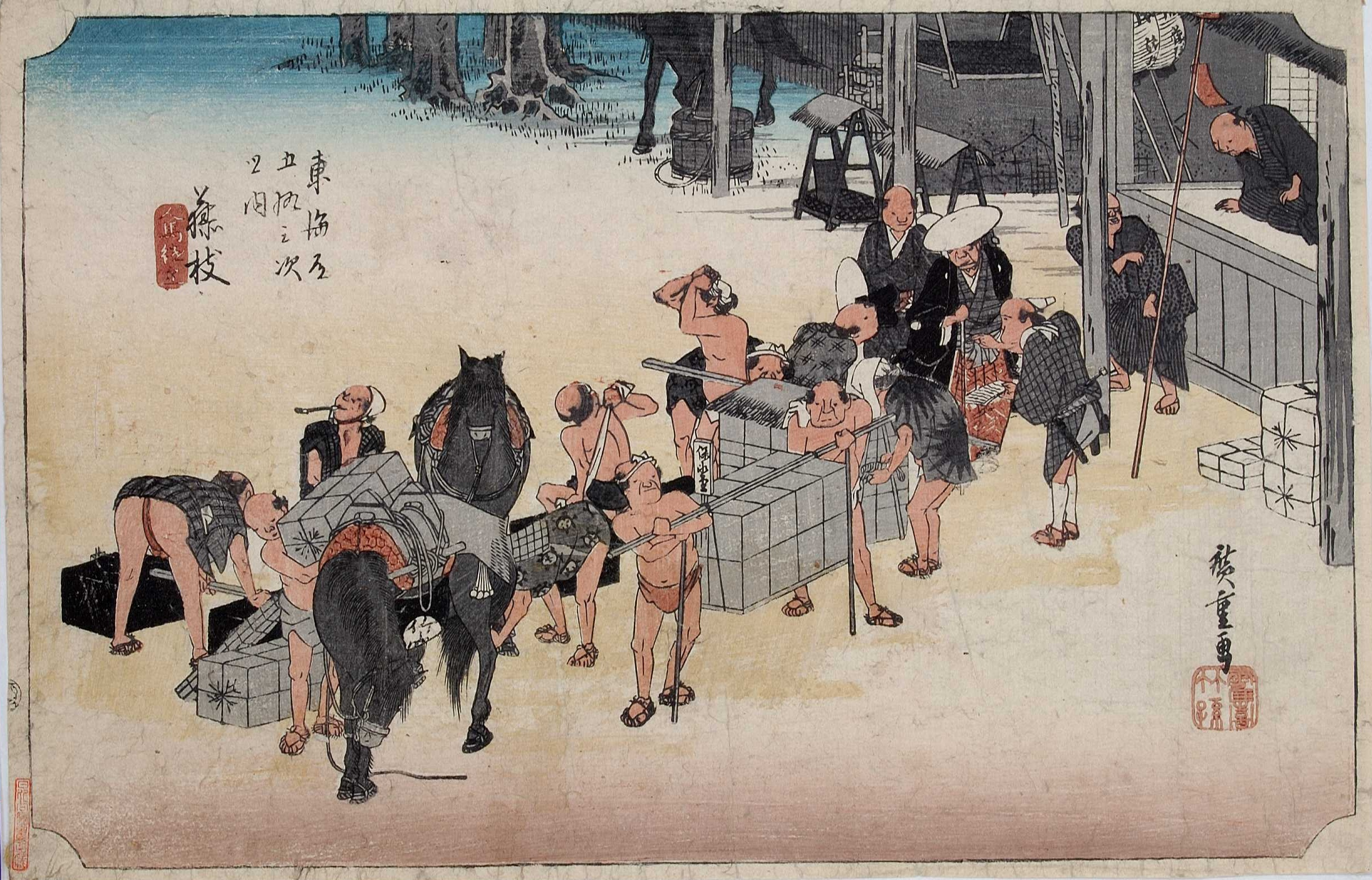
22. Station: Fujieda 藤枝
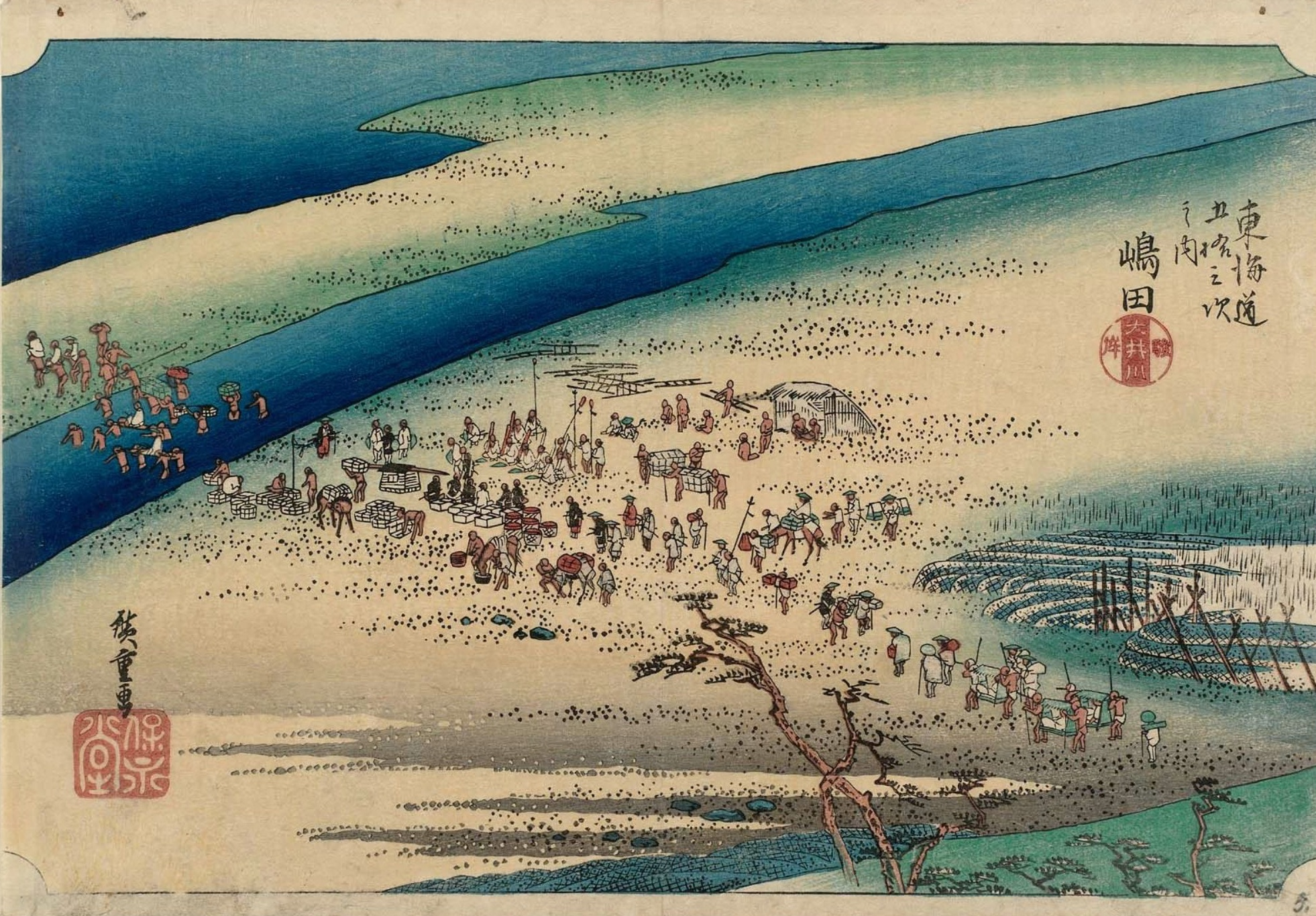
23. Station: Shimada 島田
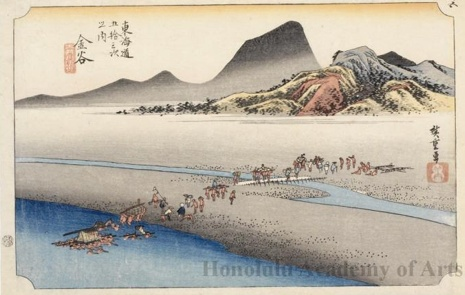
24. Station: Kanaya 金屋, 金谷
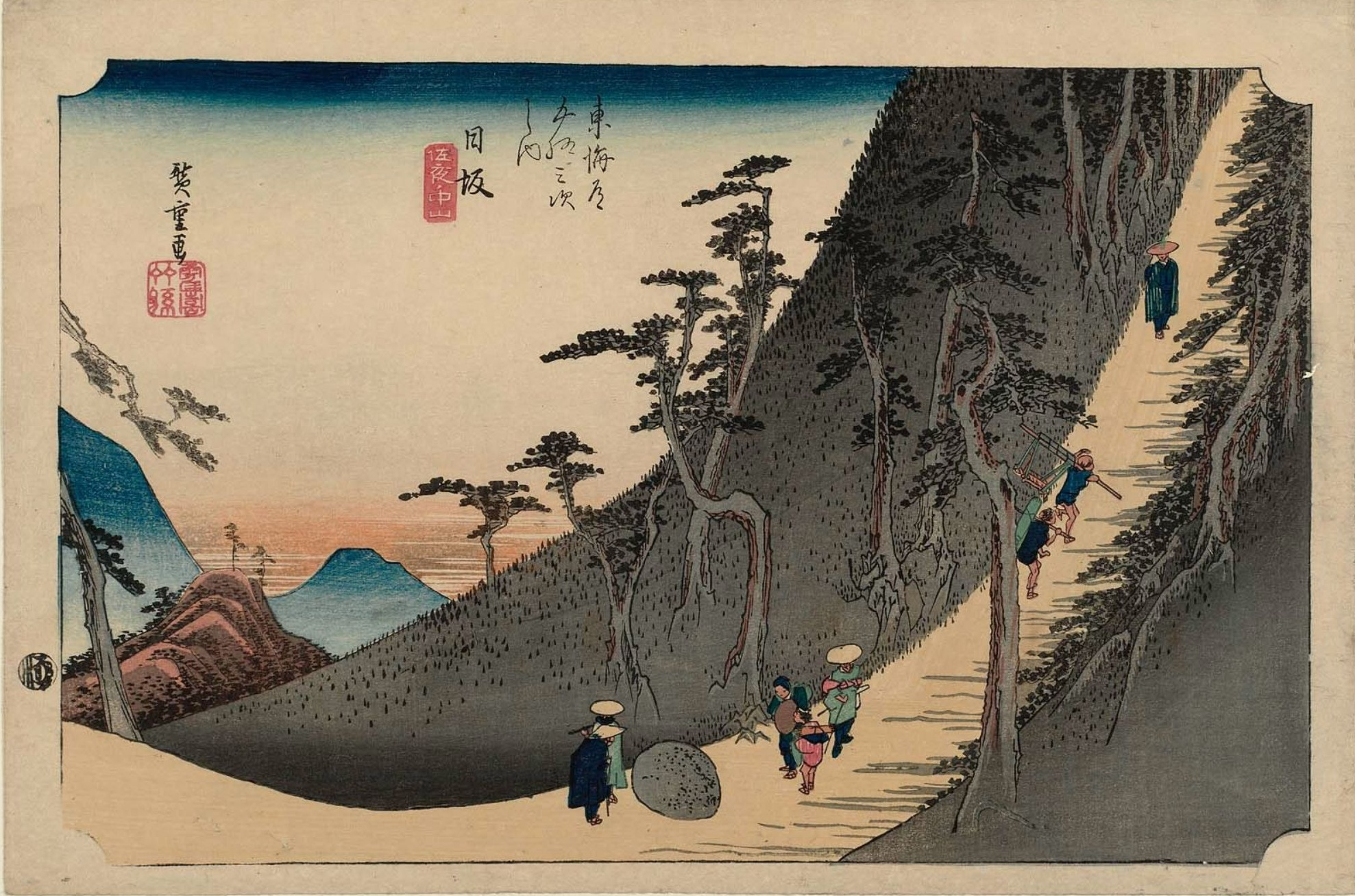
25. Station: Nissaka 日坂
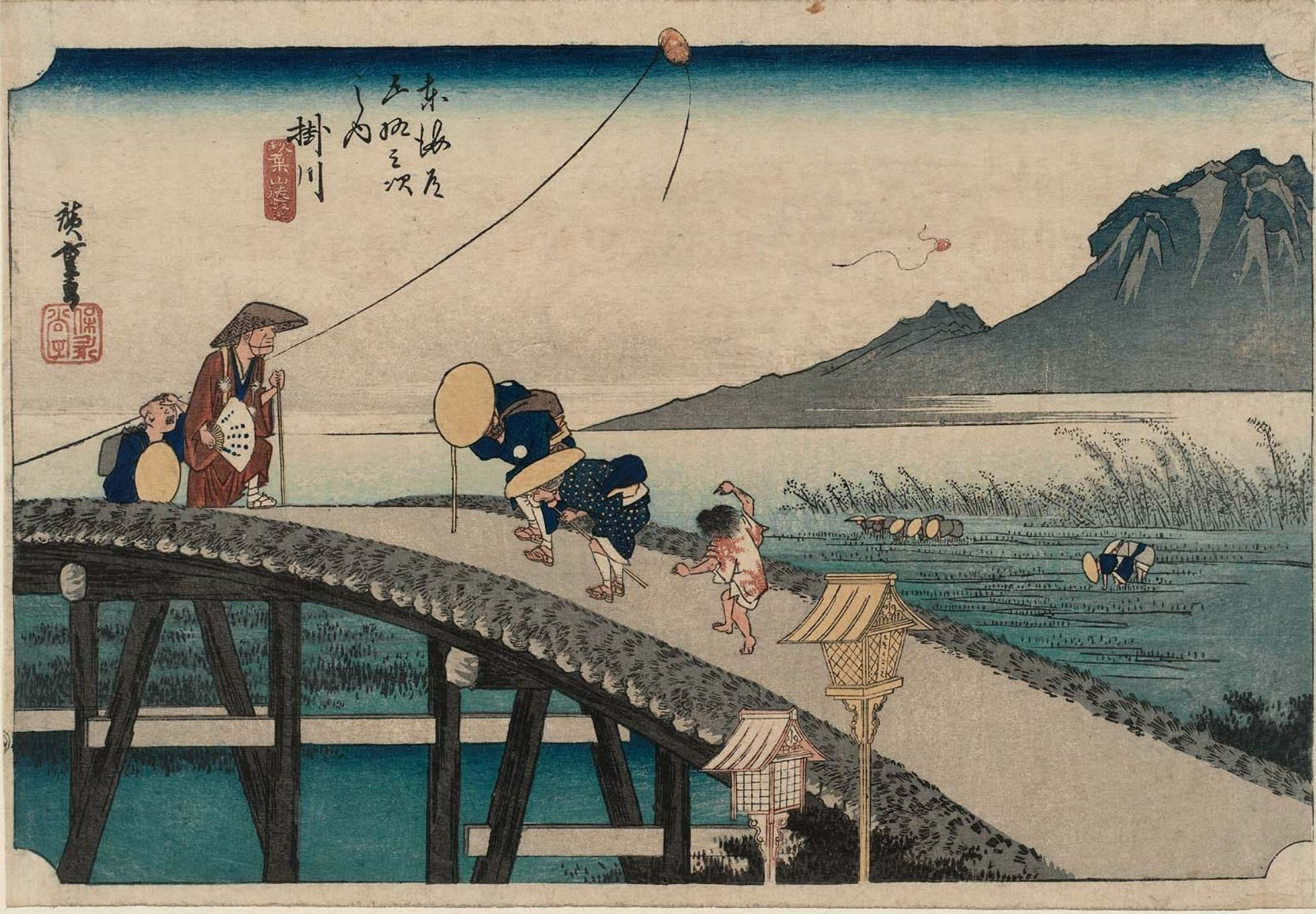
26. Station: Kagegawa 掛川
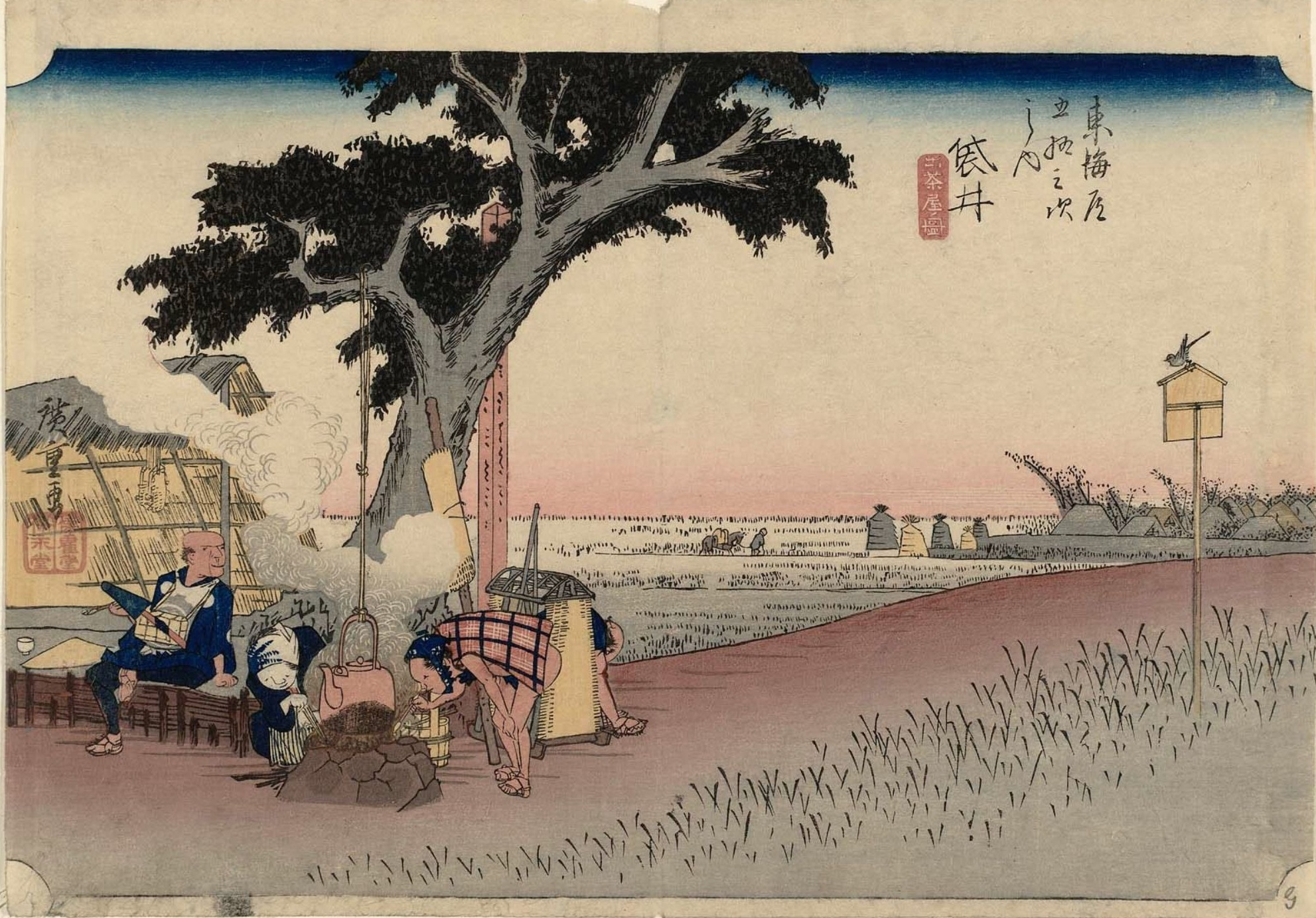
27. Station: Fukuroi 袋井
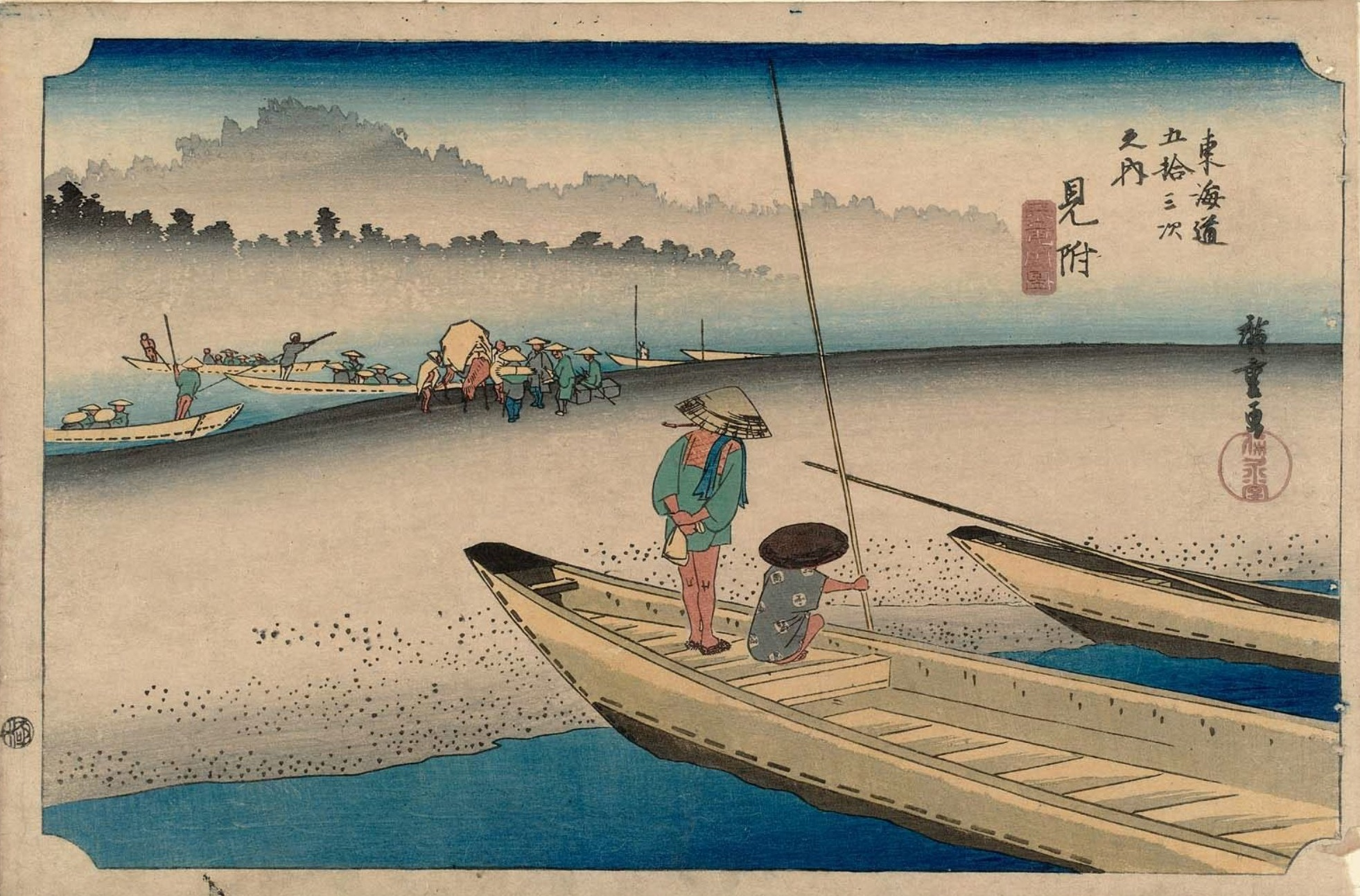
28. Station: Mitsuke 見附
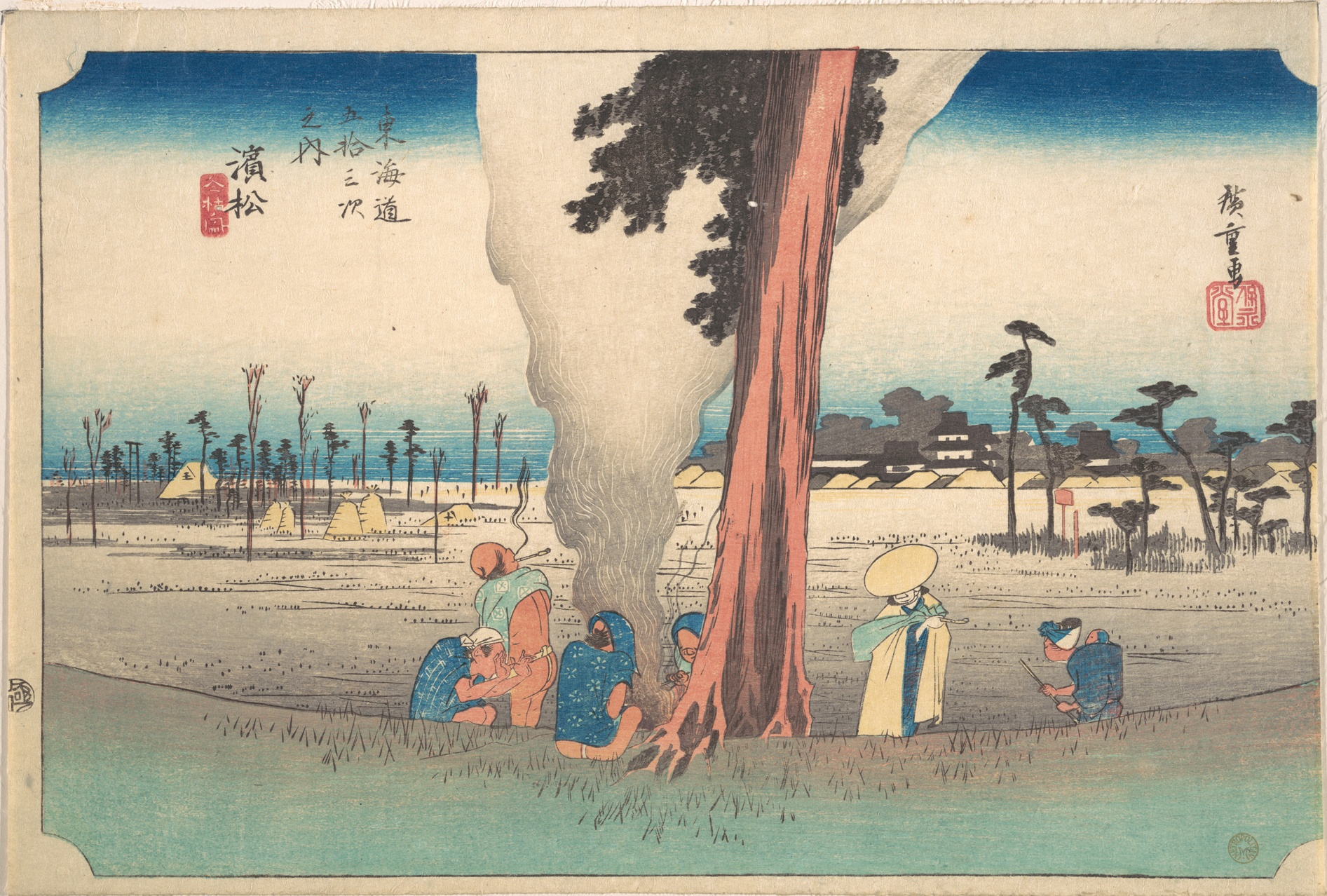
29. Station: Hamamatsu 浜松
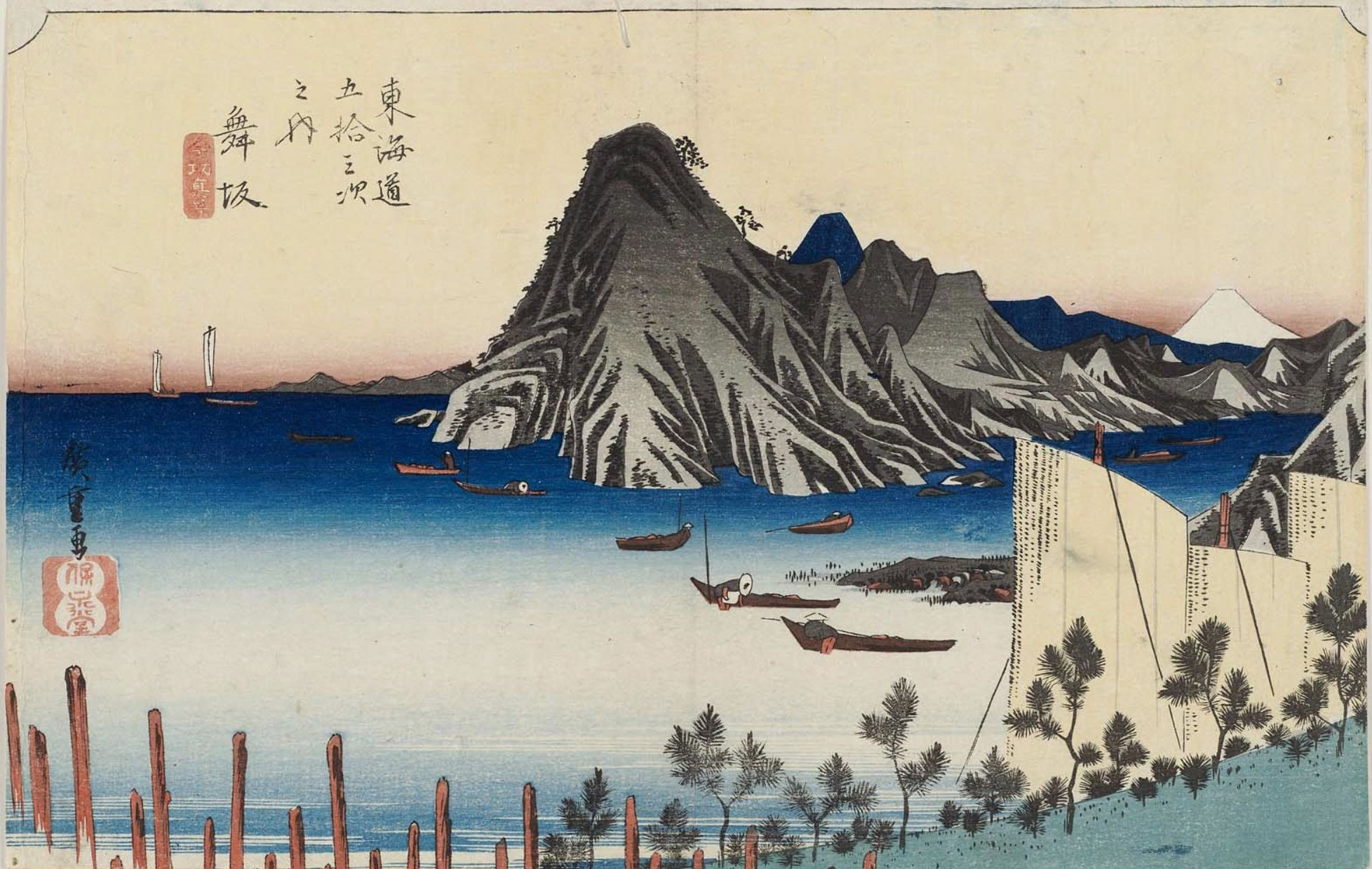
30. Station: Maisaka 舞阪
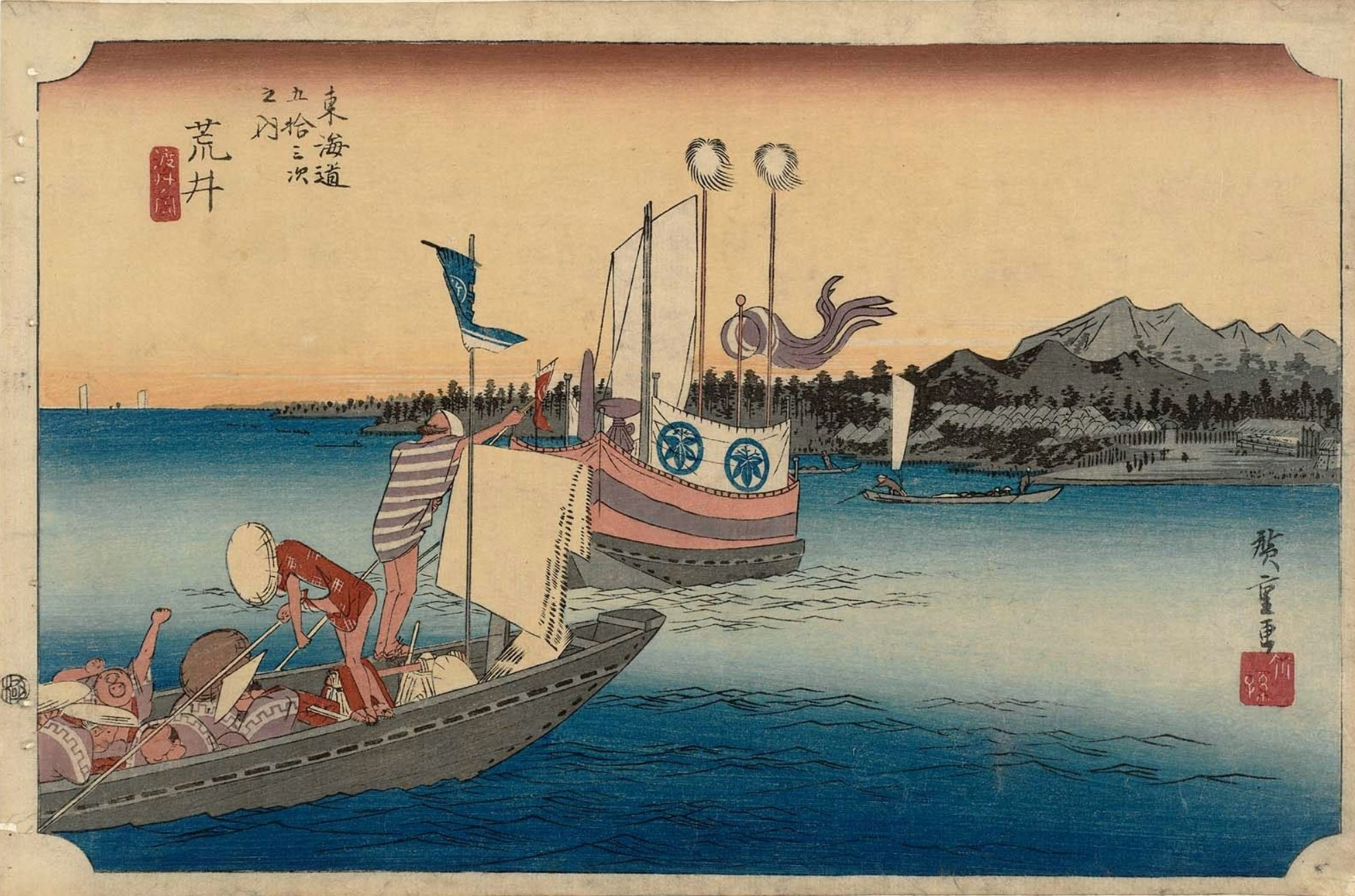
31. Station: Arai 荒井, 新居
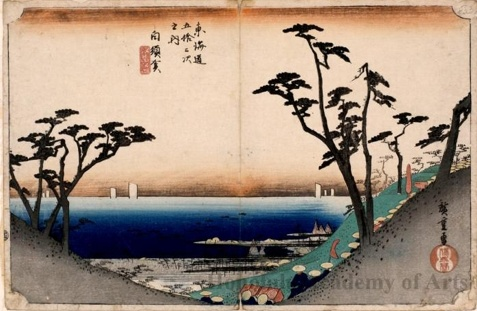
32. Station: Shirasuka 白須賀
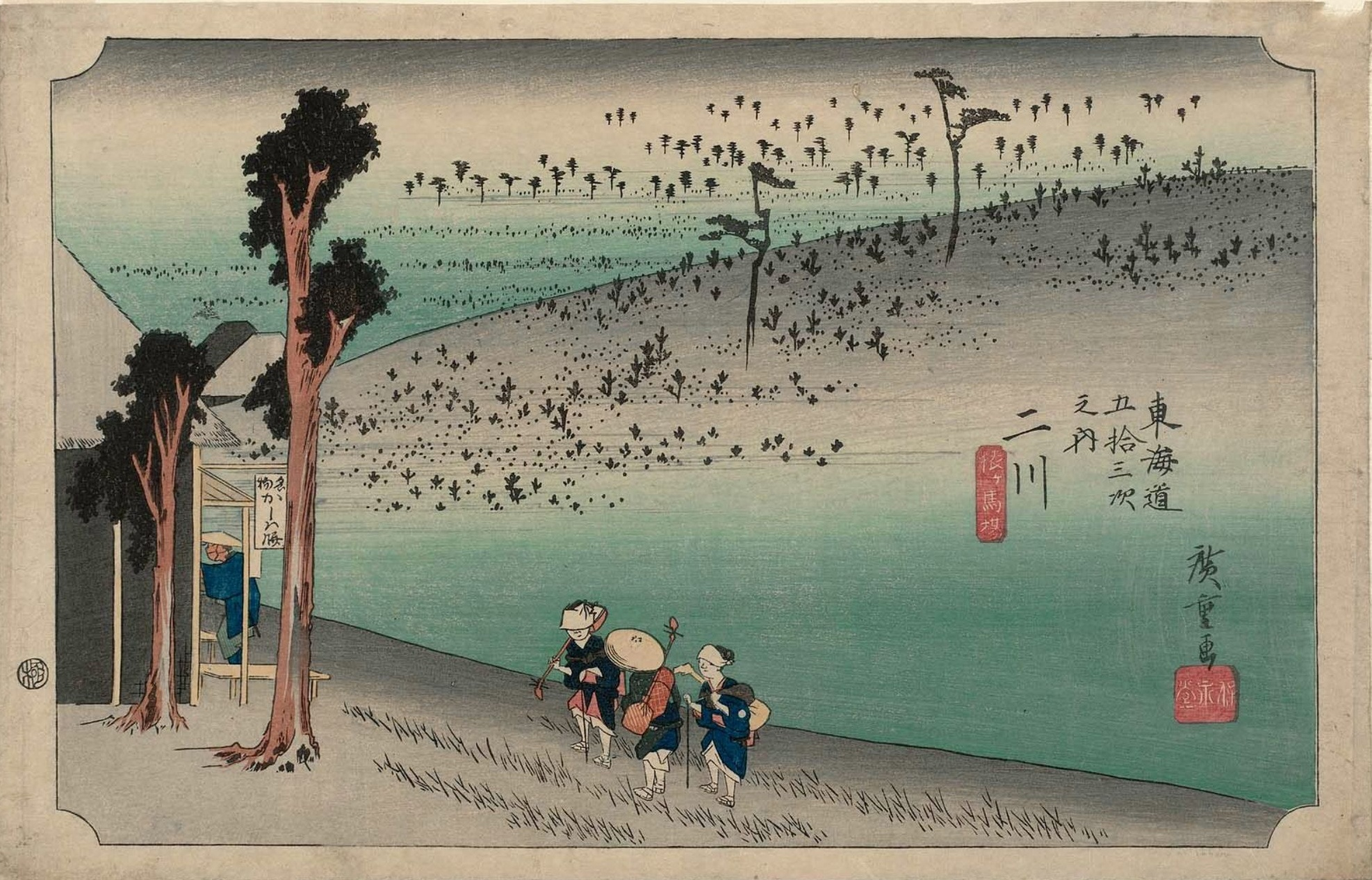
33. Station: Futagawa 二川
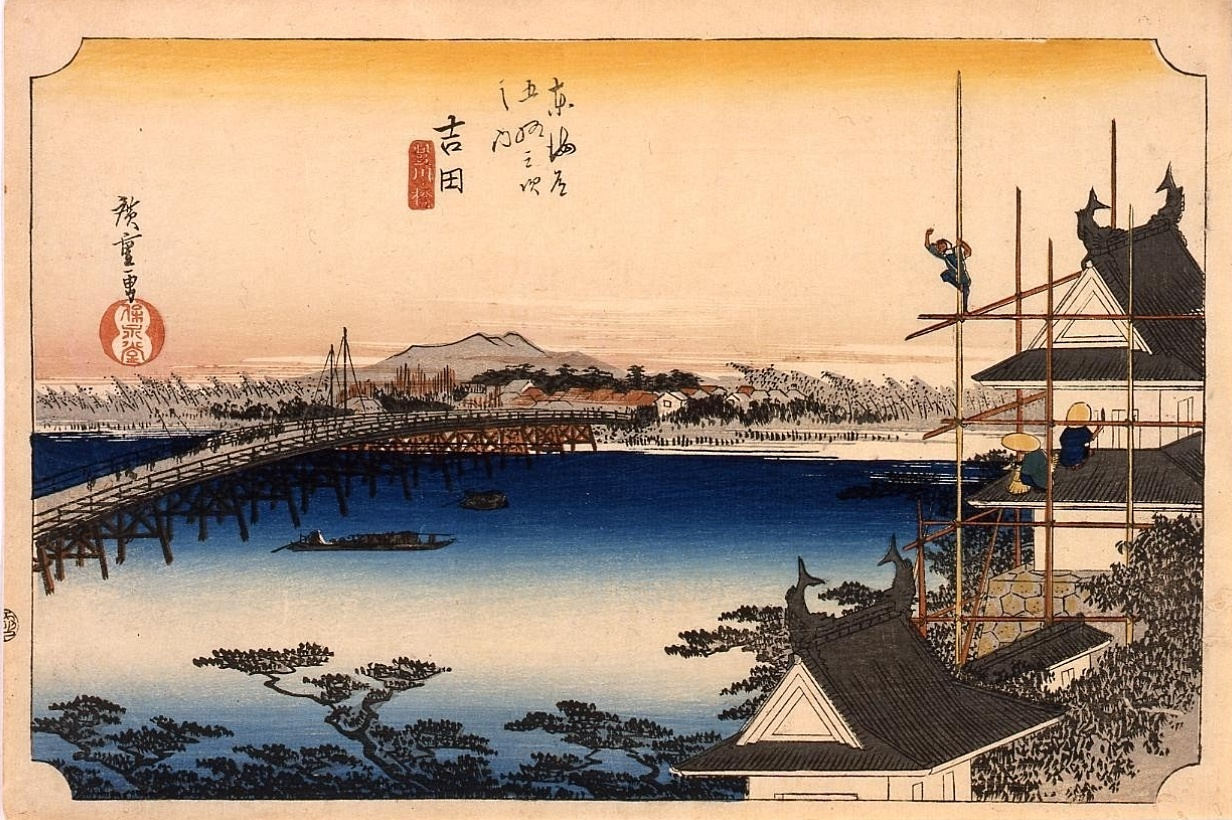
34. Station: Yoshida 吉田
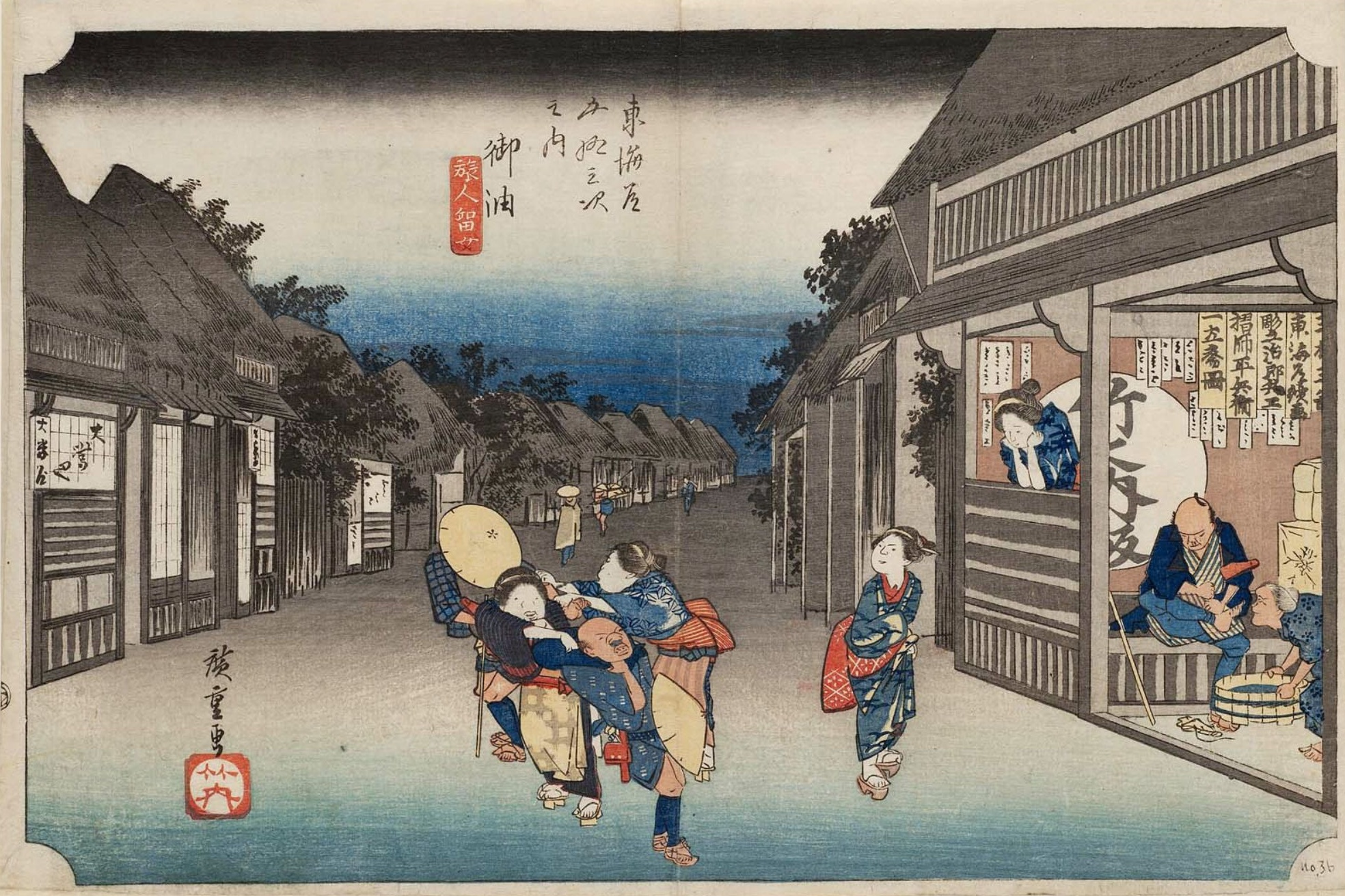
35. Station: Goyu 御油
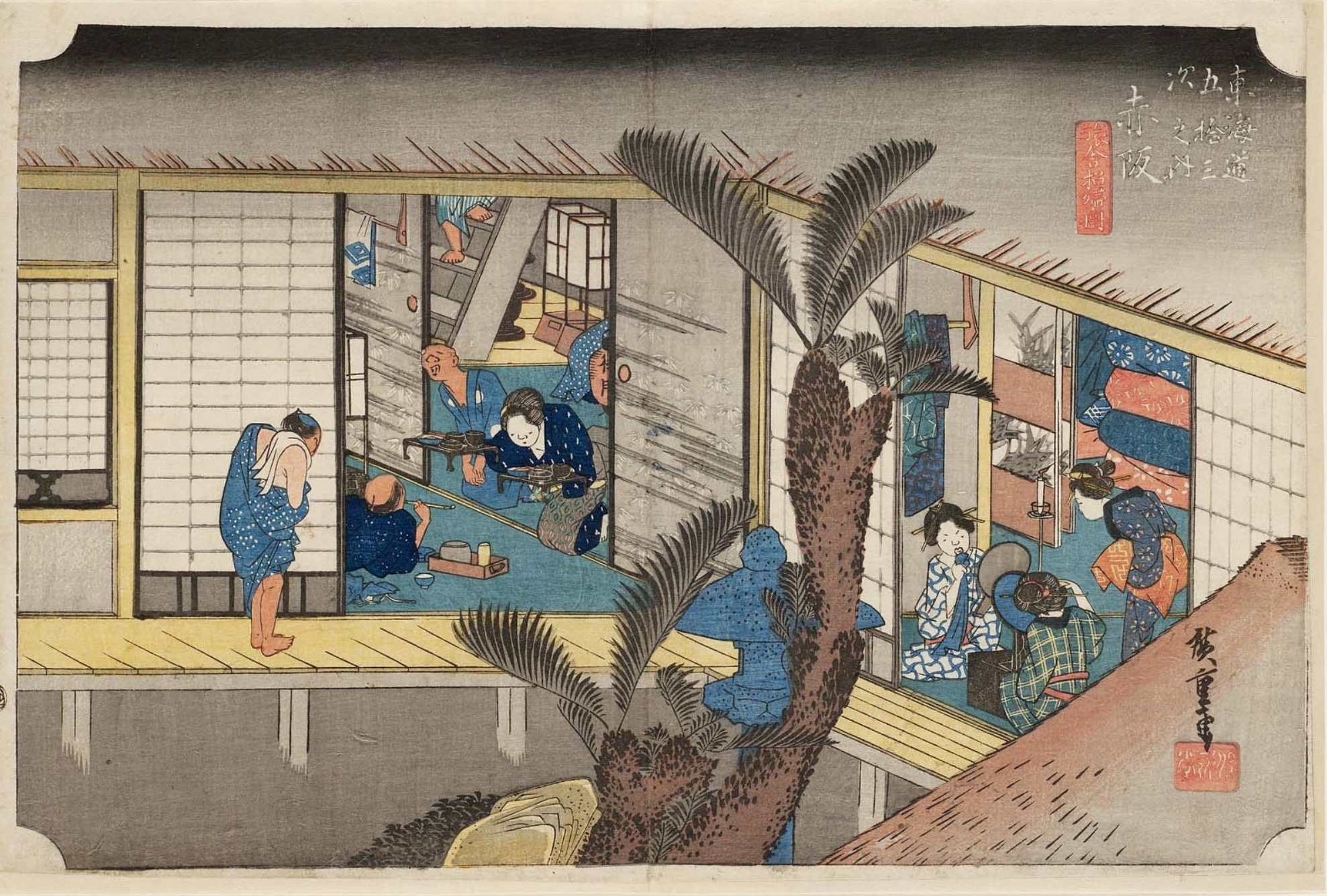
36. Station: Akasaka 赤坂
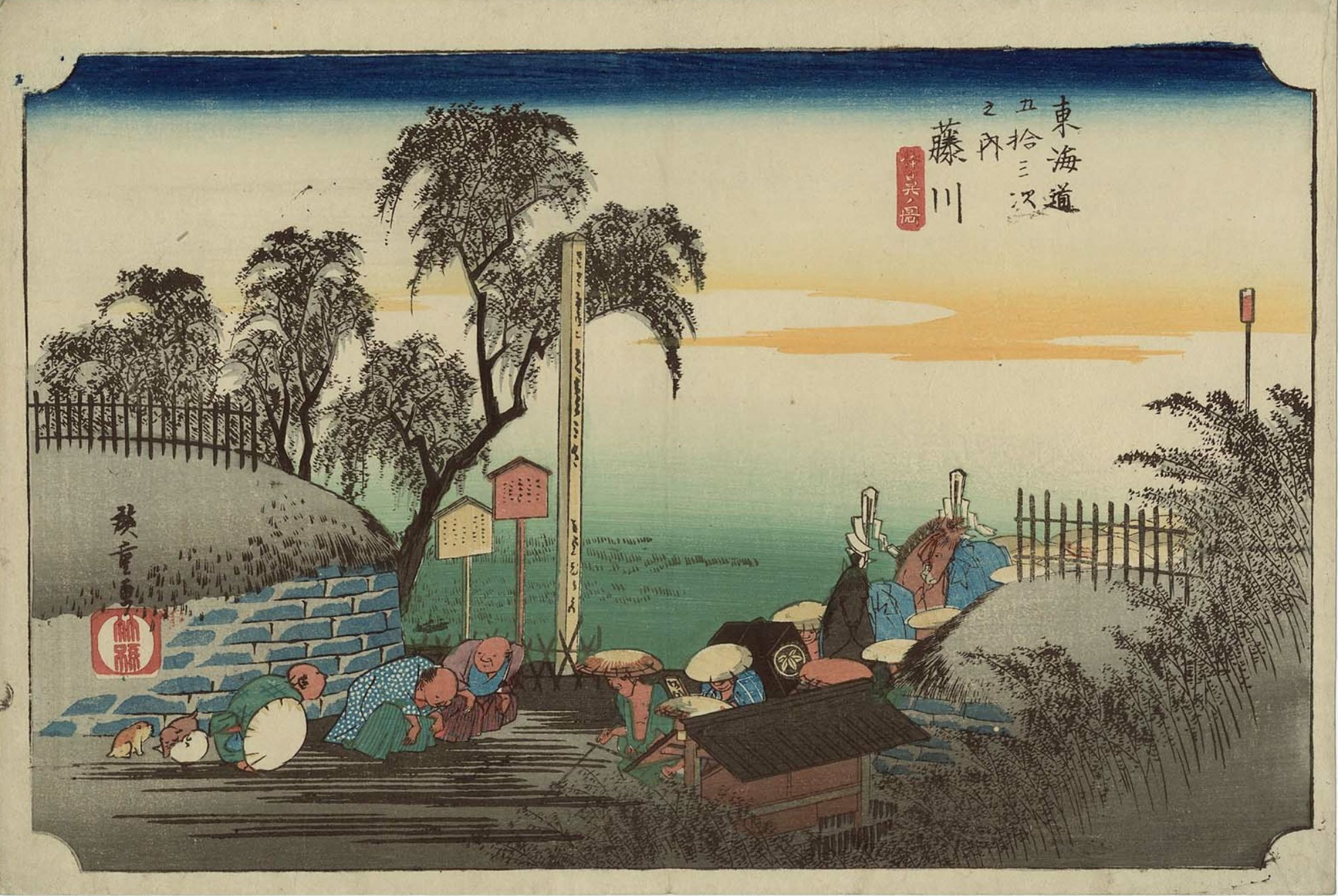
37. Station: Fujikawa 藤川
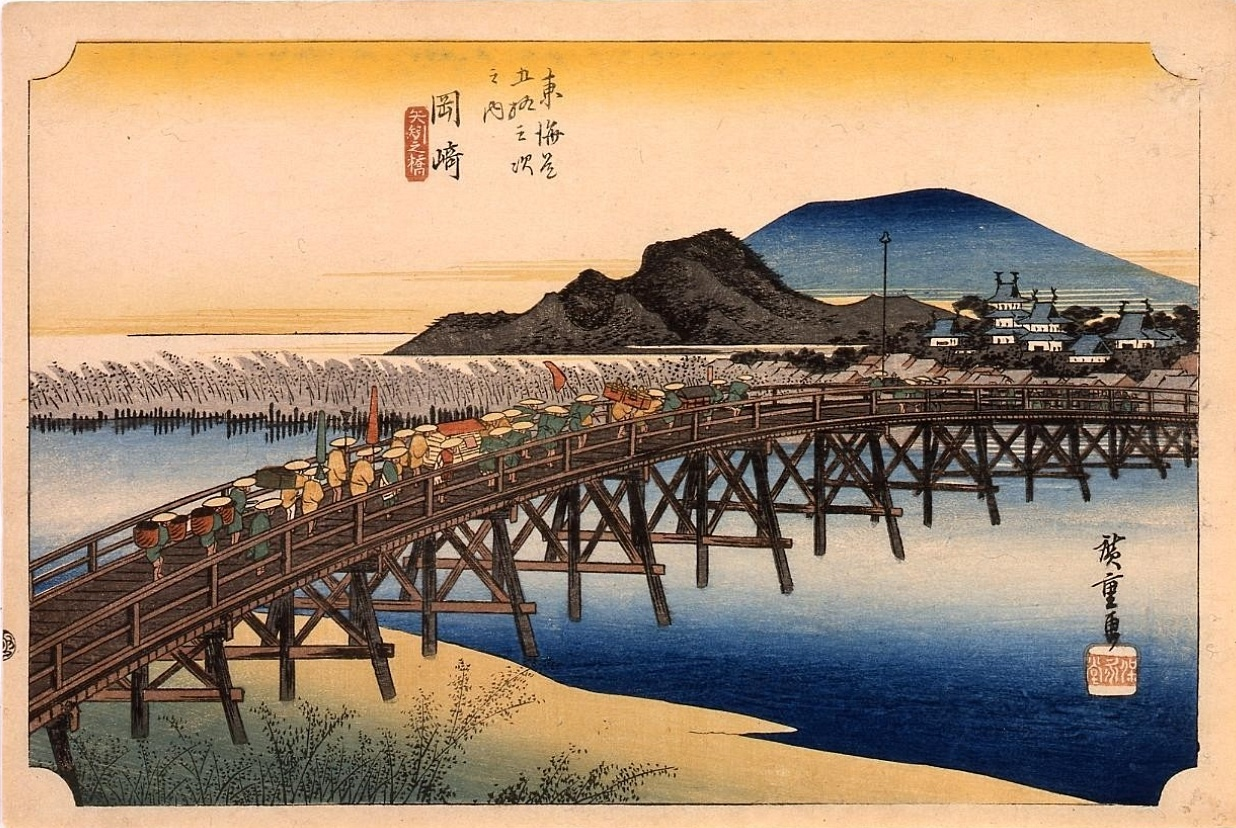
38. Station: Okazaki 岡崎
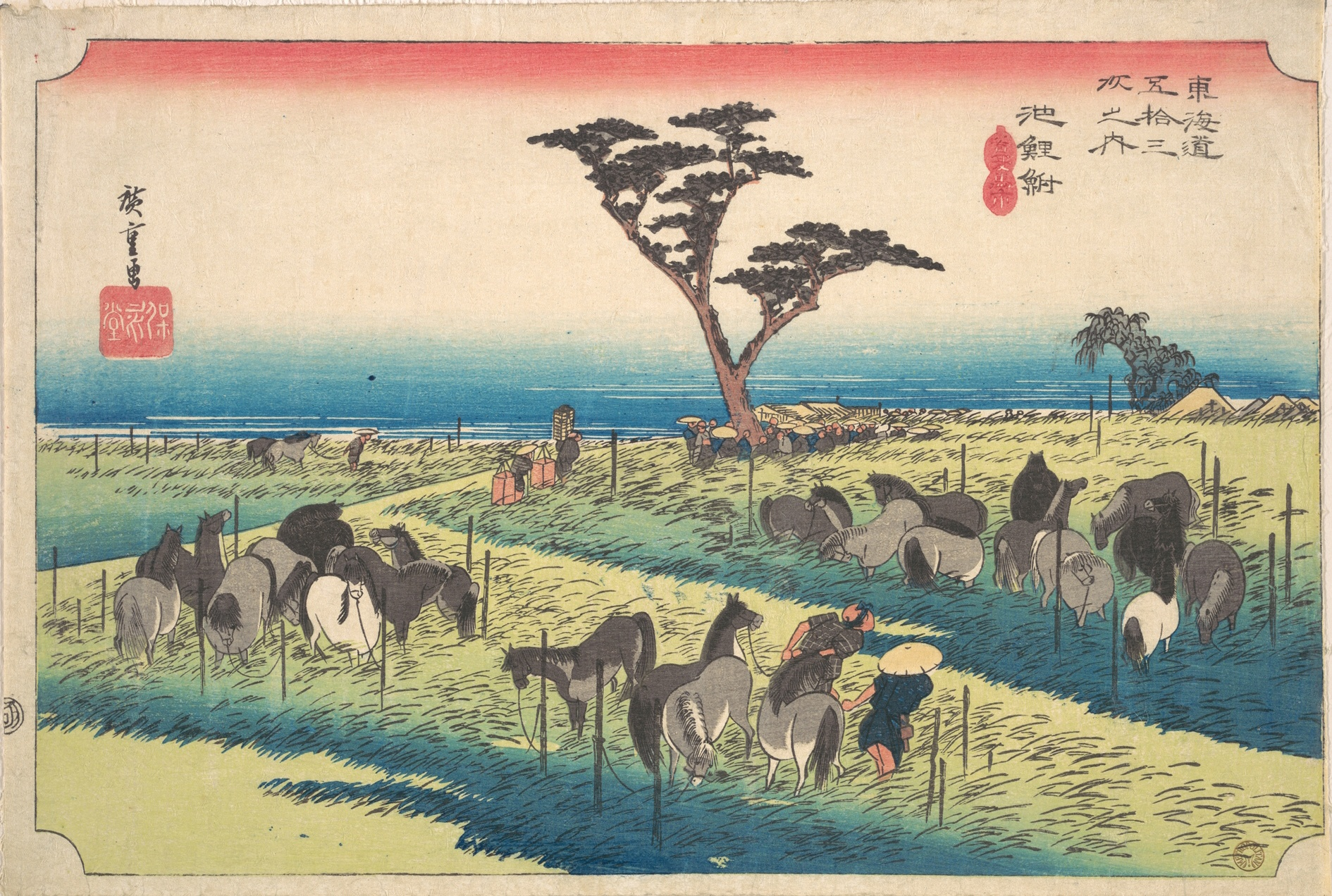
39. Station: Chiryū 地鯉鮒, 知立
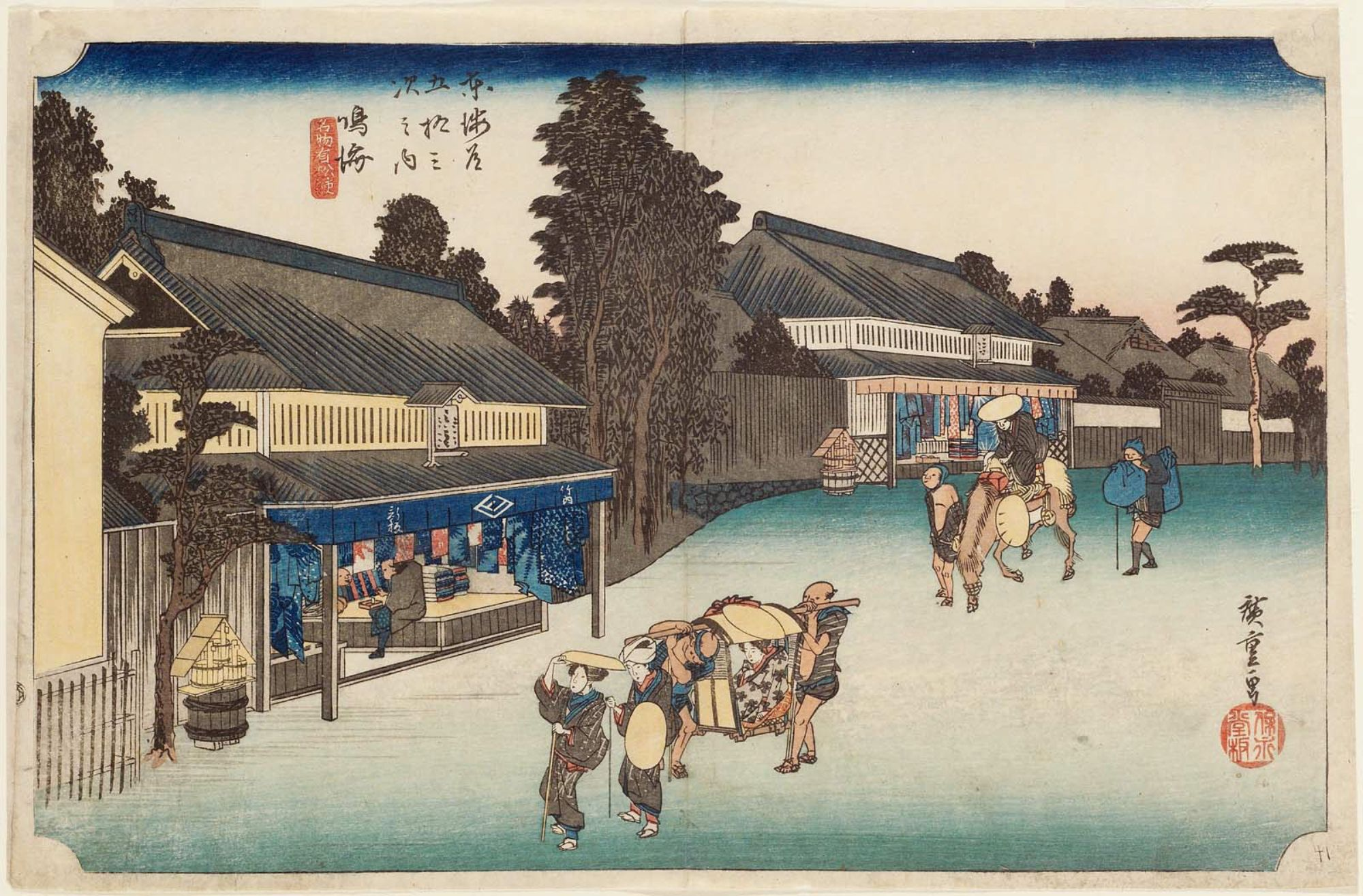
40. Station: Narumi 鳴海
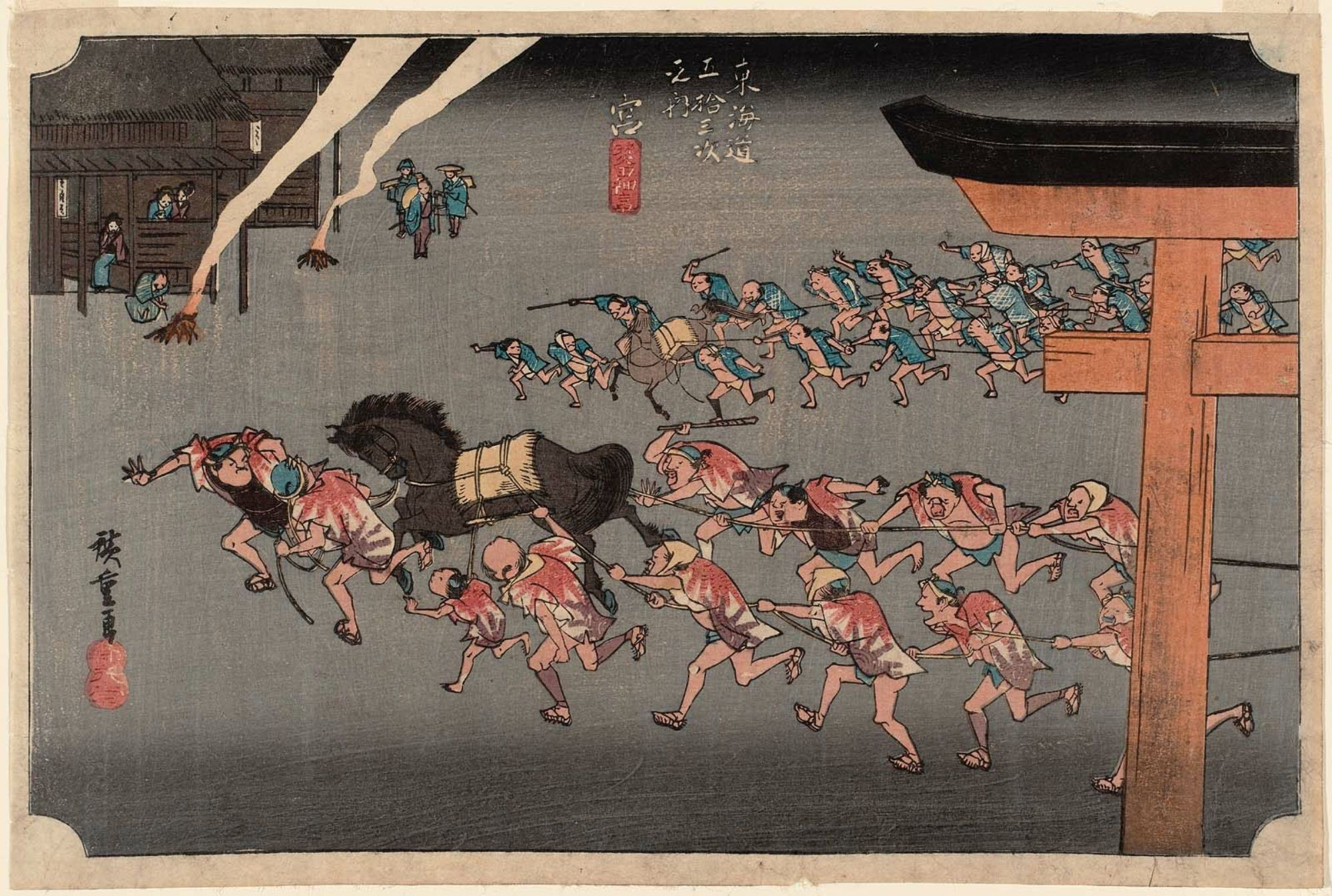
41. Station: Miya 宮
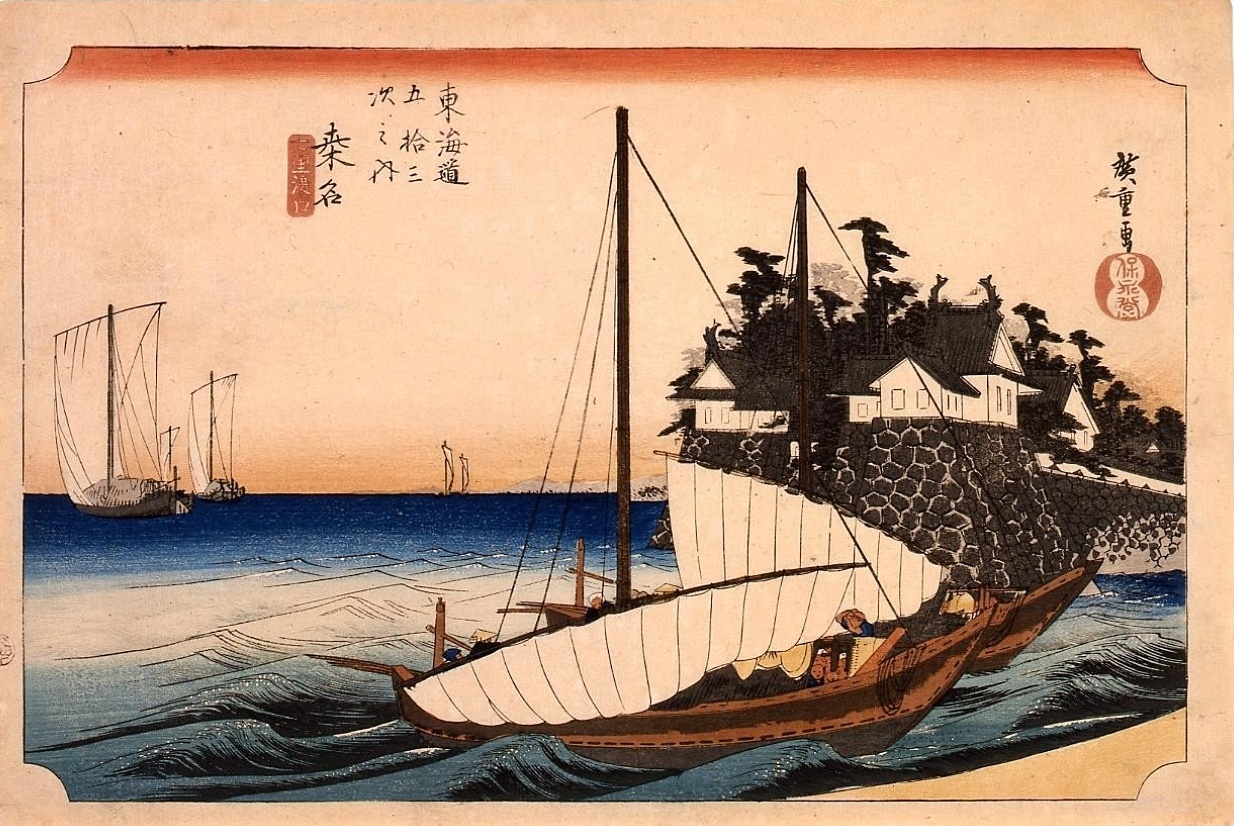
42. Station: Kuwana 桑名
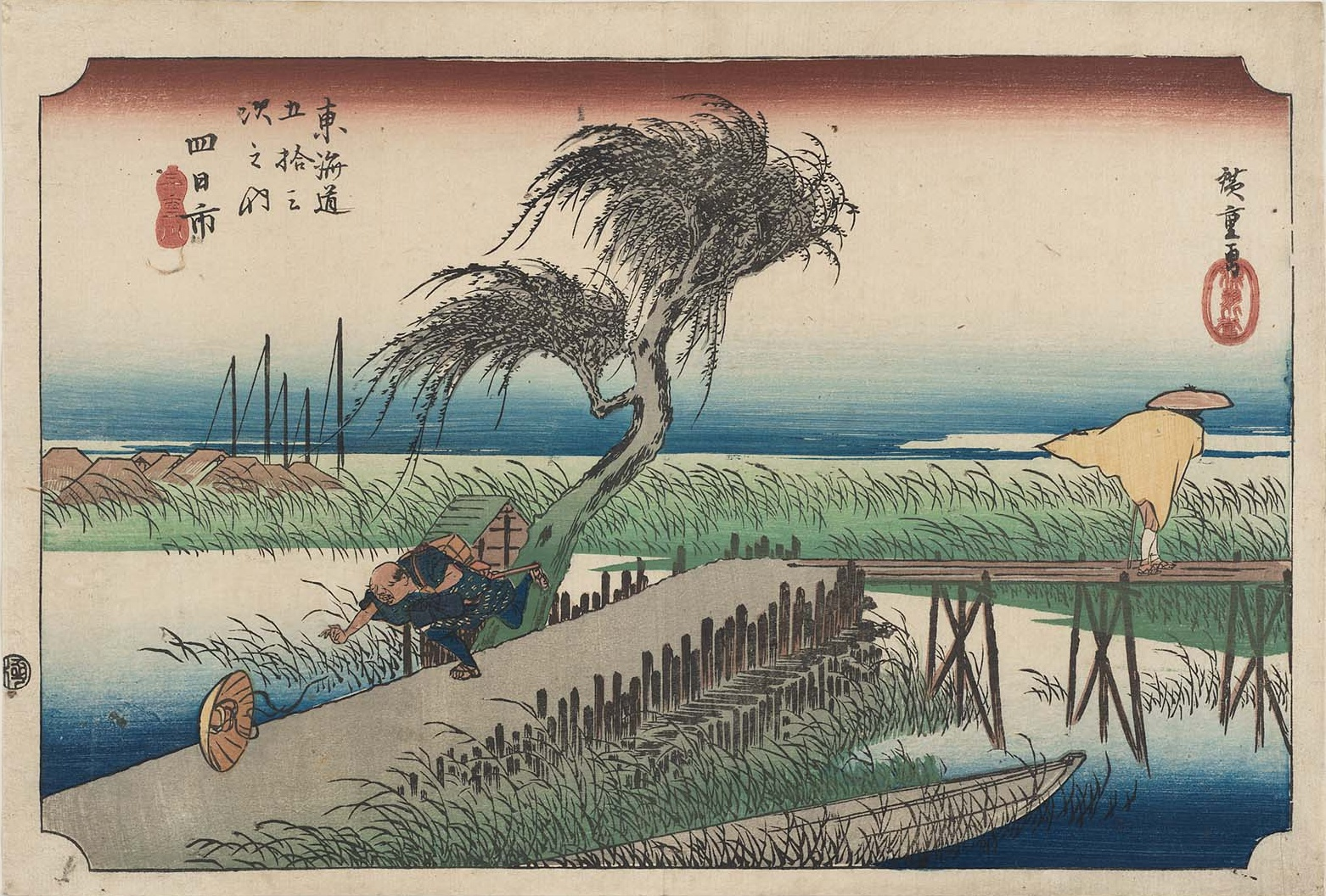
43. Station: Yokkaichi 四日市
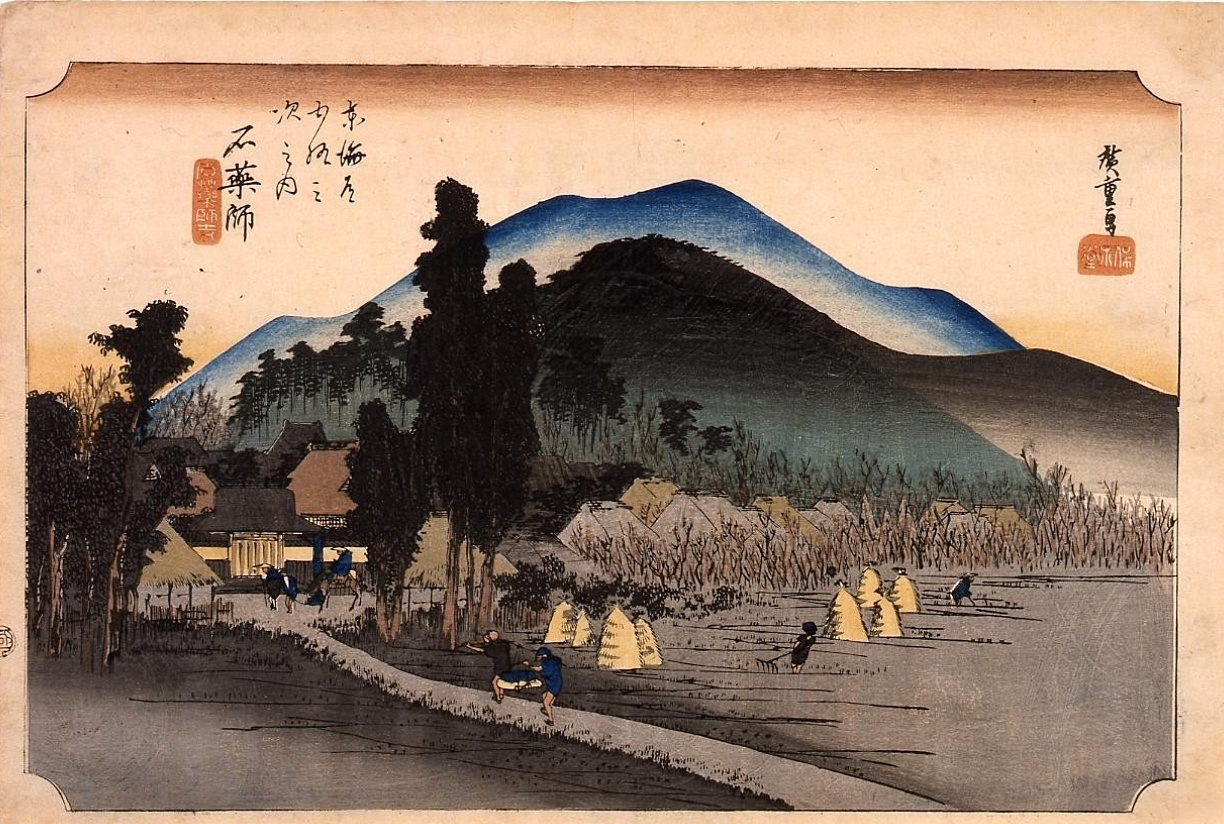
44. Station: Ishiyakushi 石薬師
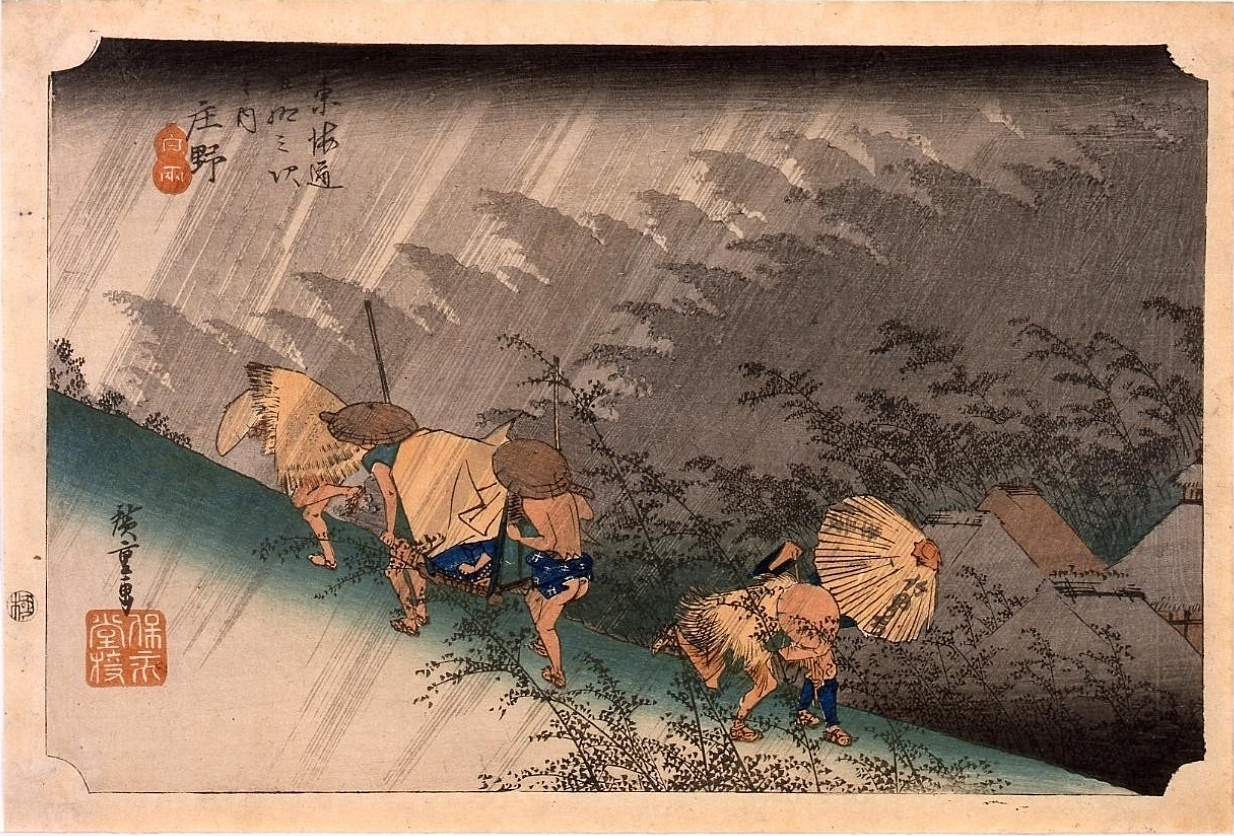
45. Station: Shōno 庄野
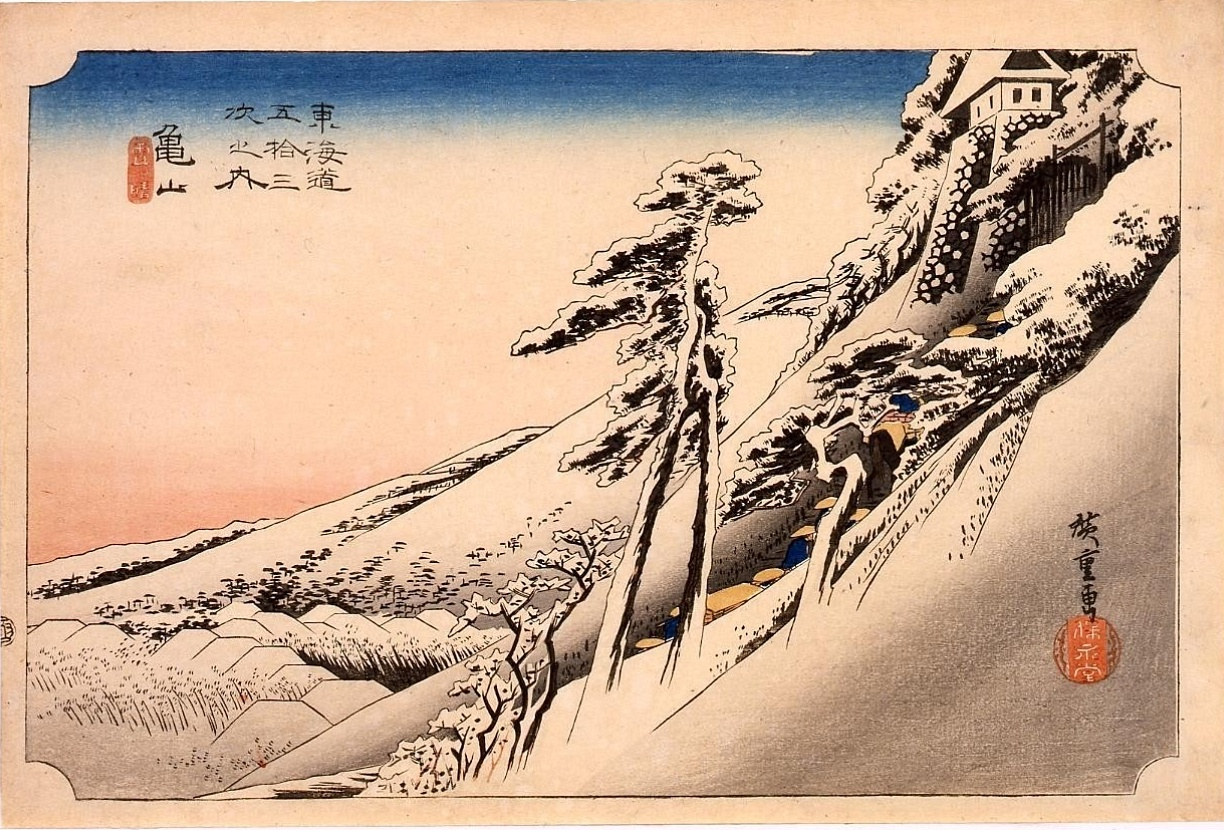
46. Station: Kameyama 亀山
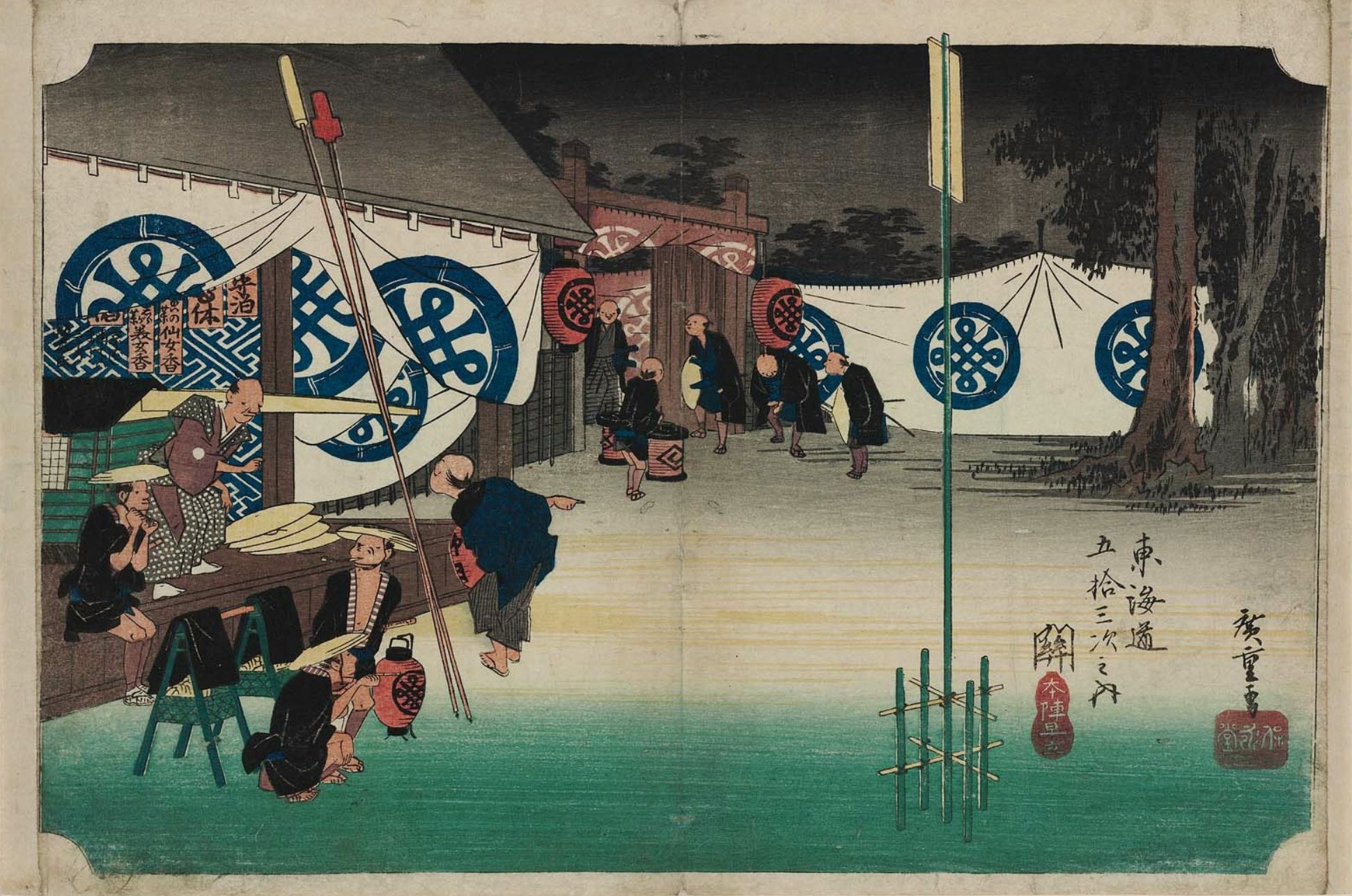
47. Station: Seki 関
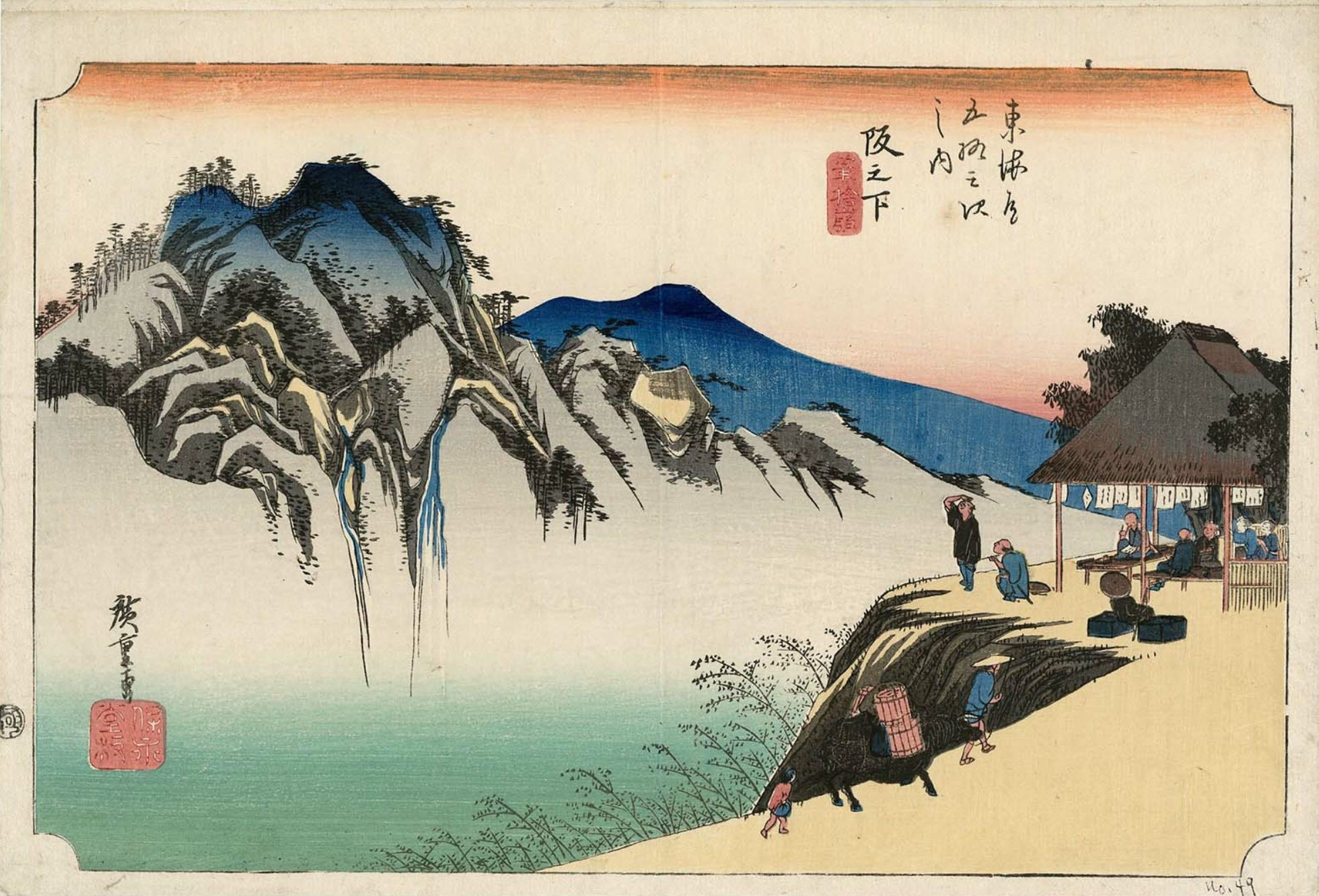
48. Station: Sakanoshita 坂ノ下
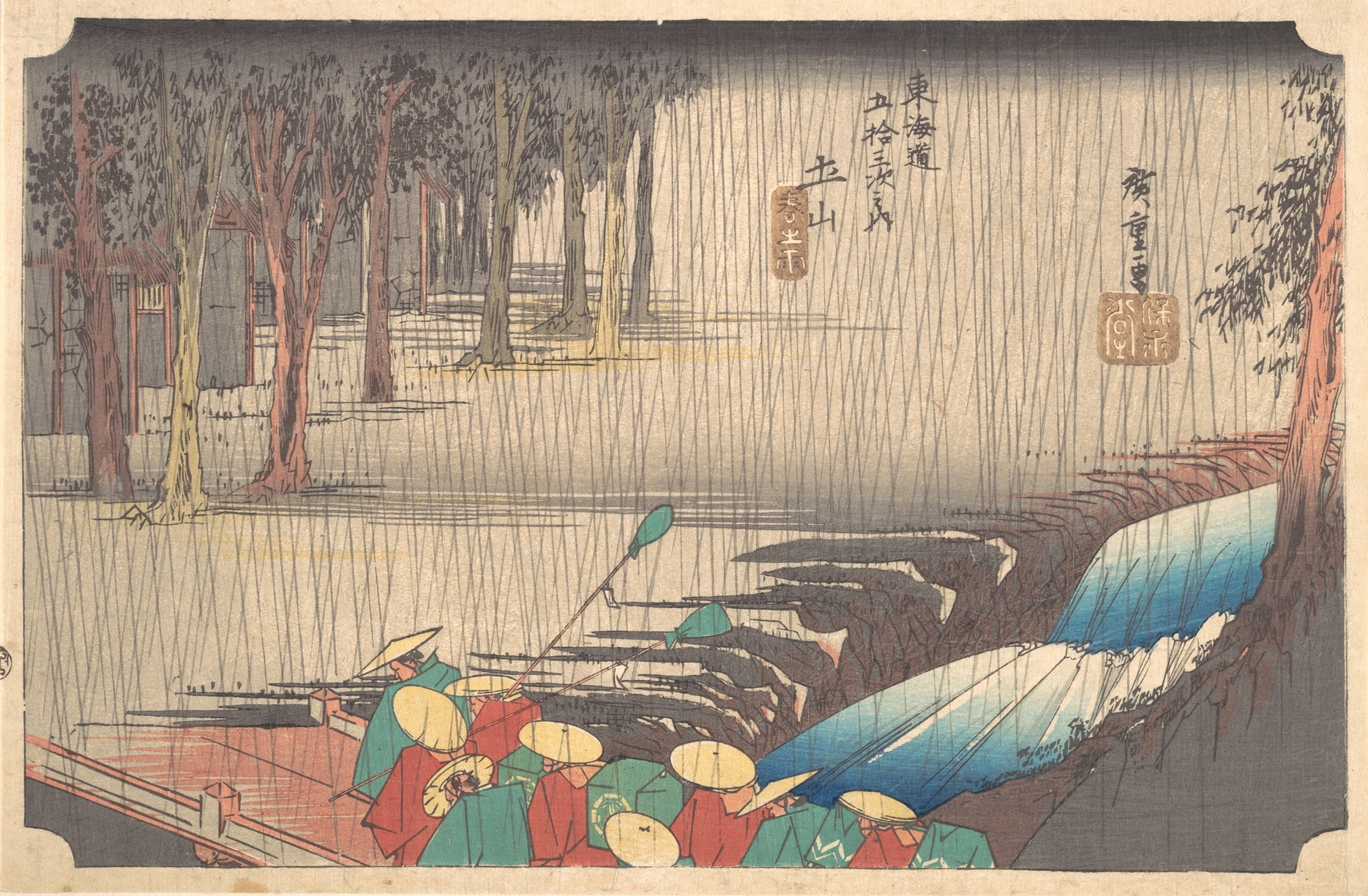
49. Station: Tsuchiyama 土山
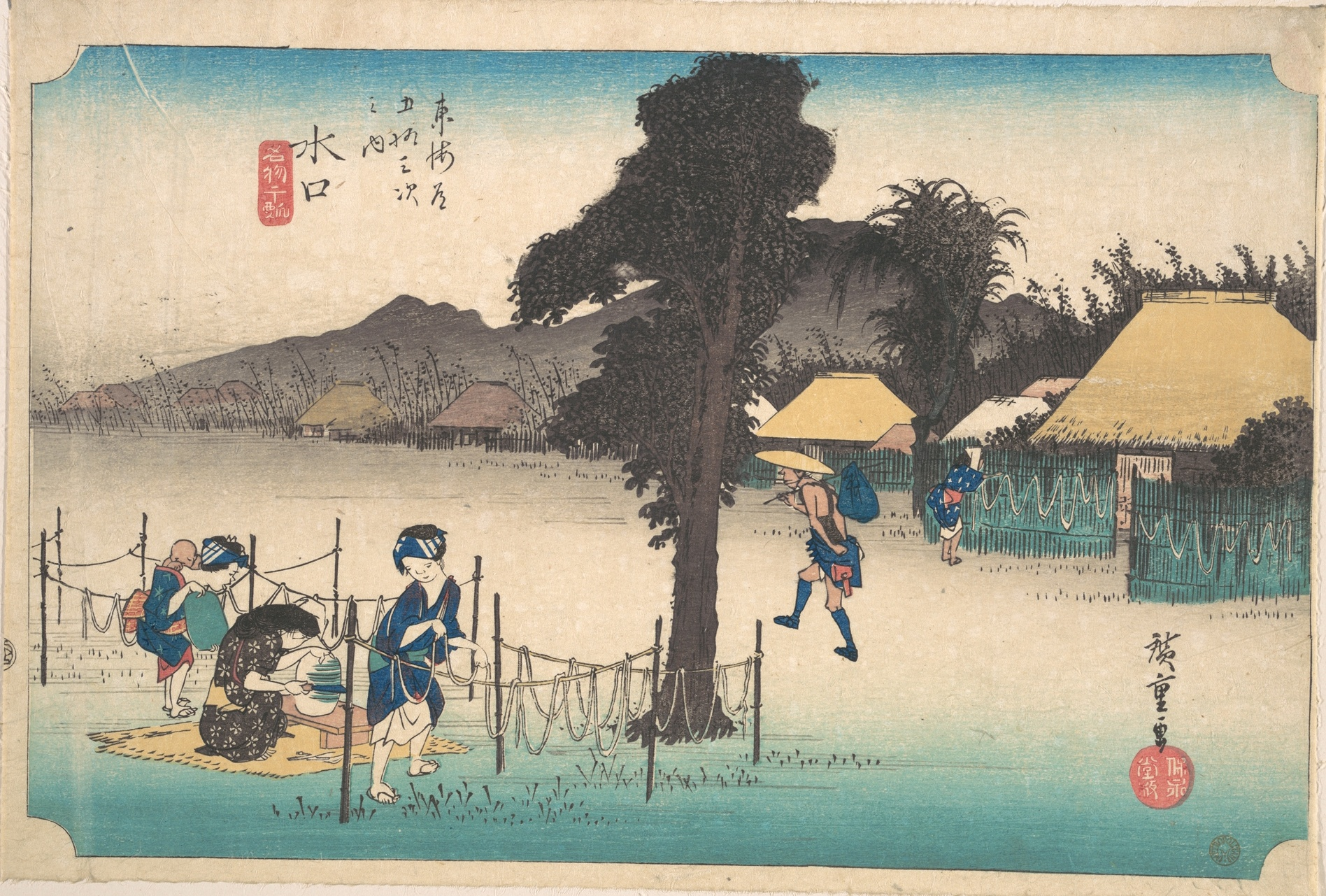
50. Station: Minakuchi 水口
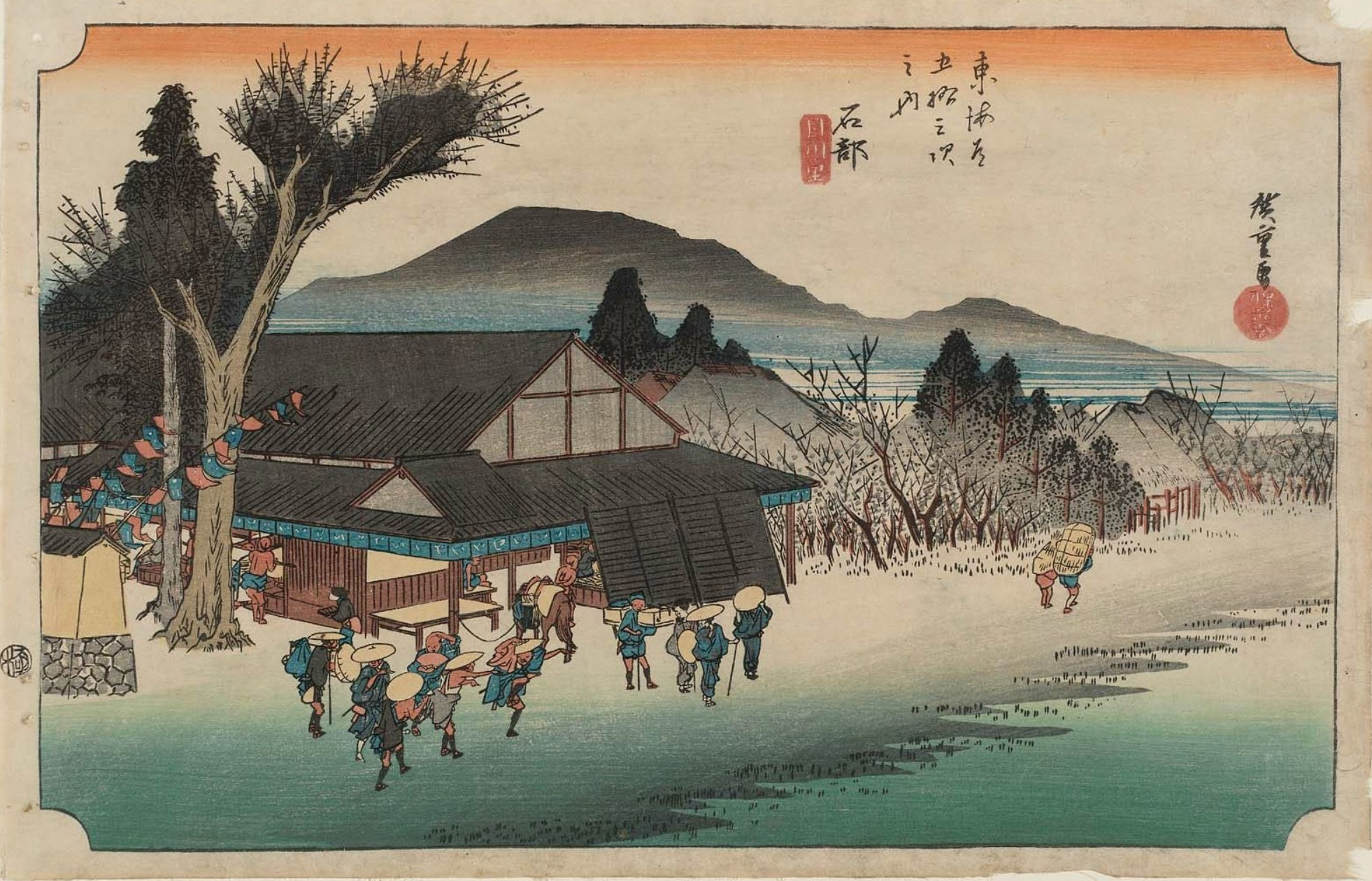
51. Station: Ishibe 石部
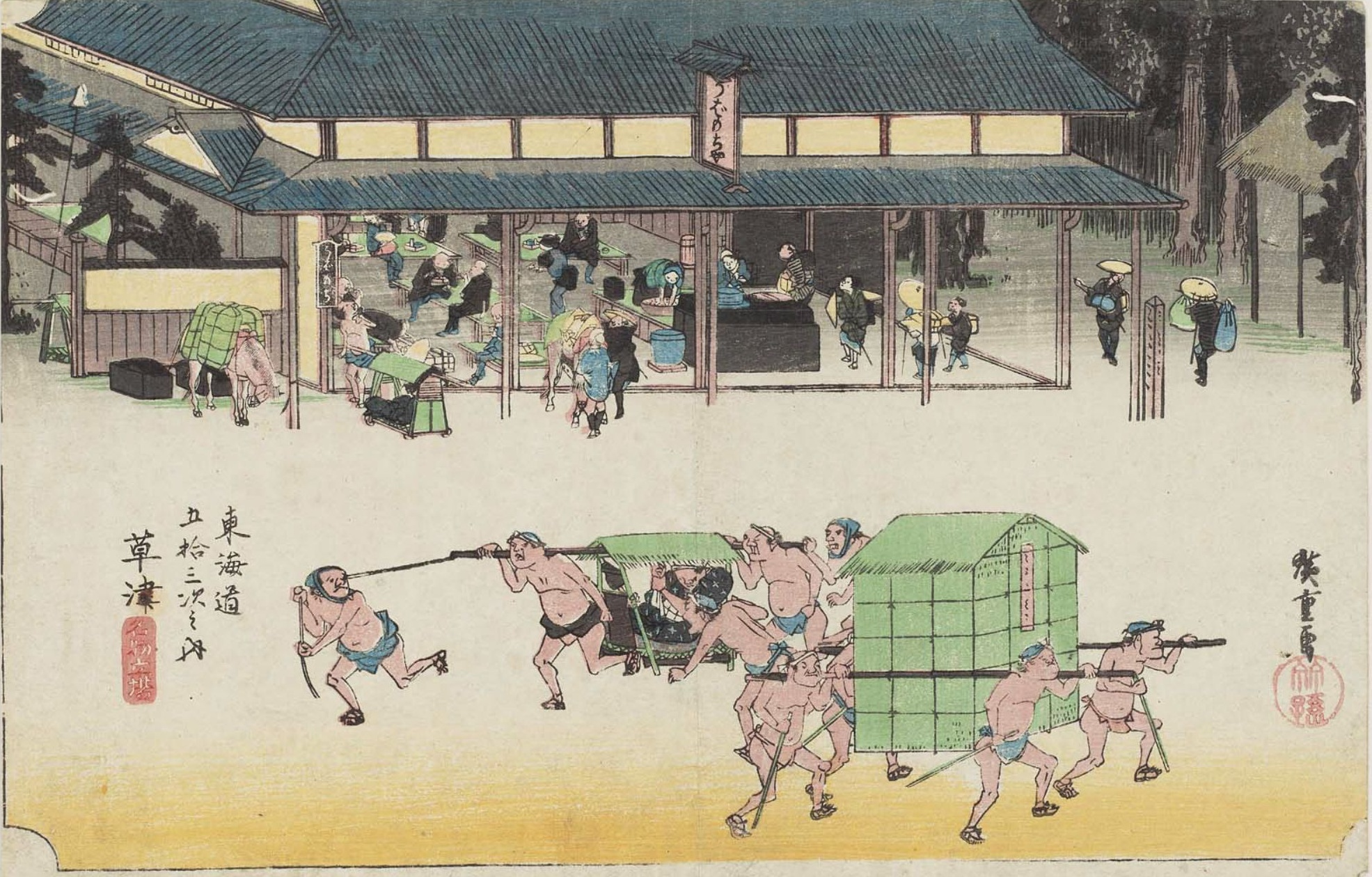
52. Station: Kusatsu 草津
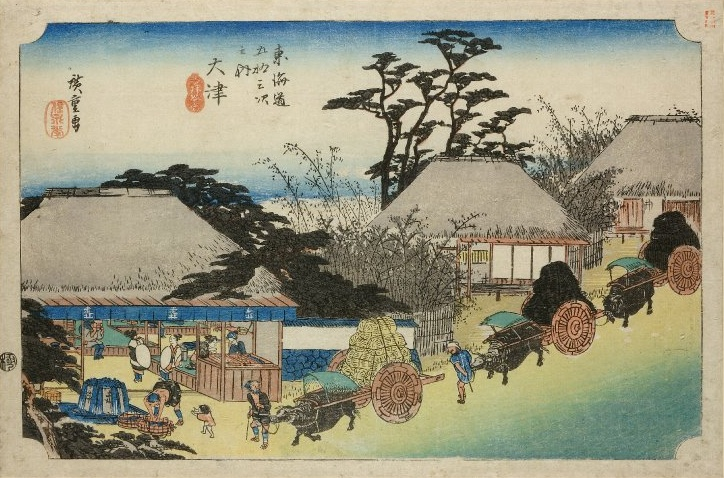
53. Station: Ōtsu 大津
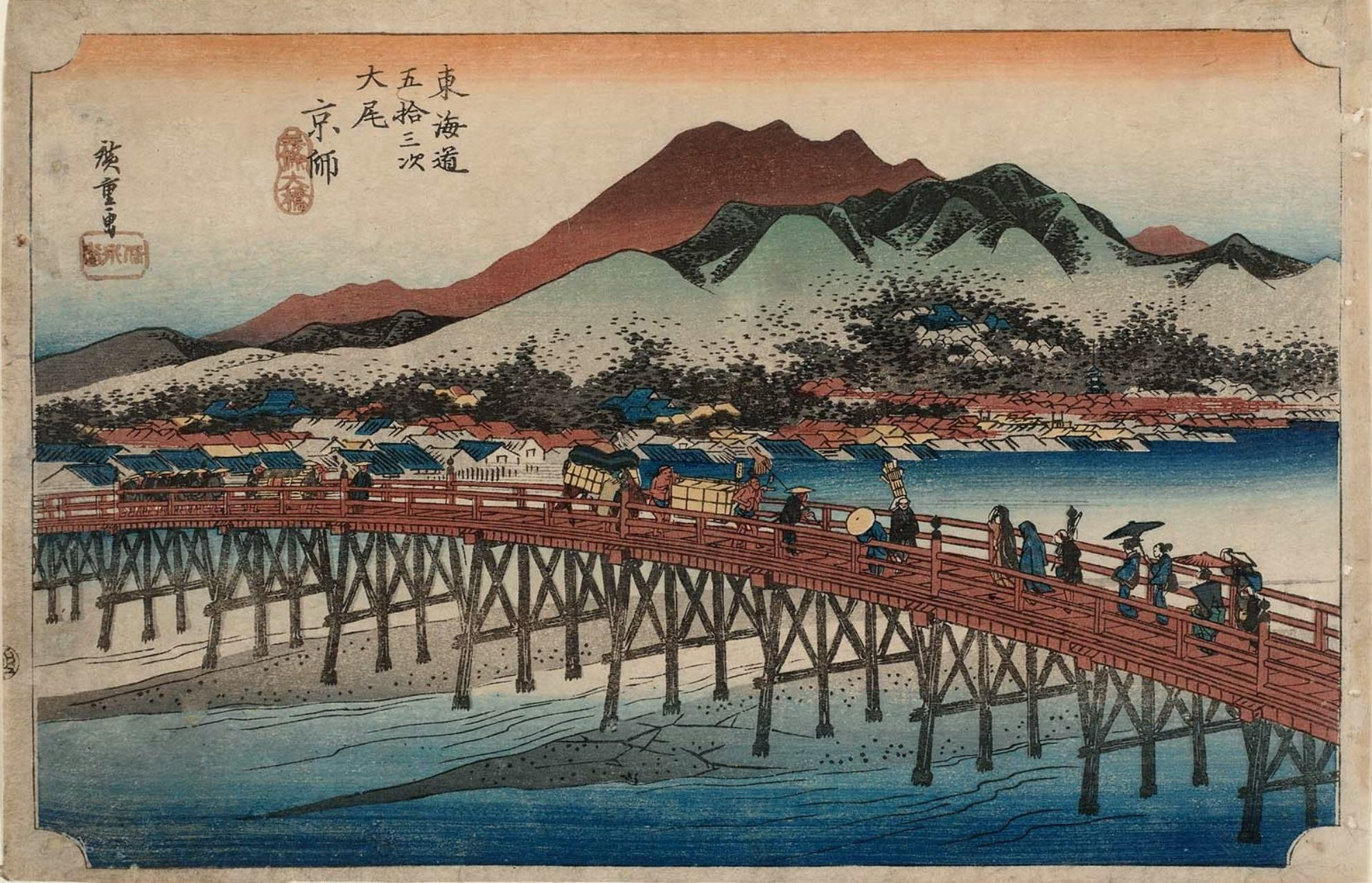
(Ankunft) Keishi (Kyōto) 京市

## Vorlagen
Soweit die von Hiroshige für seine Tōkaidō-Serie verwendeten Vorlagen identifiziert werden konnten, ist ein Großteil einem sechsbändigen Reiseführer entnommen, der erstmals 1797 erschienen war und in der Folgezeit zahlreiche Neuauflagen erlebt hatte. Verfasst war der Reiseführer mit dem Titel „Zusammenstellung von Ansichten berühmter Orte entlang des Tōkaidō“ (Tōkaidō meisho zue, 東海道名所図会) von Akisato Ritō und illustriert von Kitao Masayoshi und Takehara Shunsensai sowie zahlreichen weiteren Künstlern. Weitere Vorlagen stammen nach Marks aus den Büchern „Wunderbare Ansichten von Landschaften“ (Sansui kikan, 山水竒観; Fuchigami Kyokkō, 1802), „Zusammenstellung von Ansichten berühmter Orte auf der Pilgerreise nach Ise“ (Ise Sangū meisho zue, 伊勢参宮名所図会; Shitomi Kangetsu und Akisato Ritō, 1797), „100 Ansichten des (Berges) Fuji“ (Hyaku Fuji, 百富士; Kawamura Minsetsu, ca. 1750) und „Sammlung von Kyōka-Gedichten über bemerkenswerte Landschaften“ (Sansui kikan kyōka shū, 山水寄観狂歌集; Yashima Gakutei, ca. 1820). Neben dem Tōkaidō meisho zue und dem Ise Sangū meisho zue hatte Suzuki bereits 2004 Übereinstimmungen zwischen Drucken Hiroshiges und Abbildungen in Jippensha Ikkus „Fortsetzung des Hizakurige“ (Zoku Hizakurige, 続膝栗毛; 1813) festgestellt. Vorlage für den Druck der Station Kakegawa ist ein Hokusai-Druck im koban-Querformat aus einer unbetitelten Tōkaidō-Serie, die um 1805 entstanden ist.
Im Folgenden einige der Abbildungen aus dem Tōkaidō meisho zue, die Hiroshige als Ideengeber für seine Drucke verwendet hat. Das Buch zeigte die Stationen in der Reihenfolge von Kyōto nach Edo, so dass die Stationen in umgekehrter Reihenfolge beschrieben und abgebildet sind.

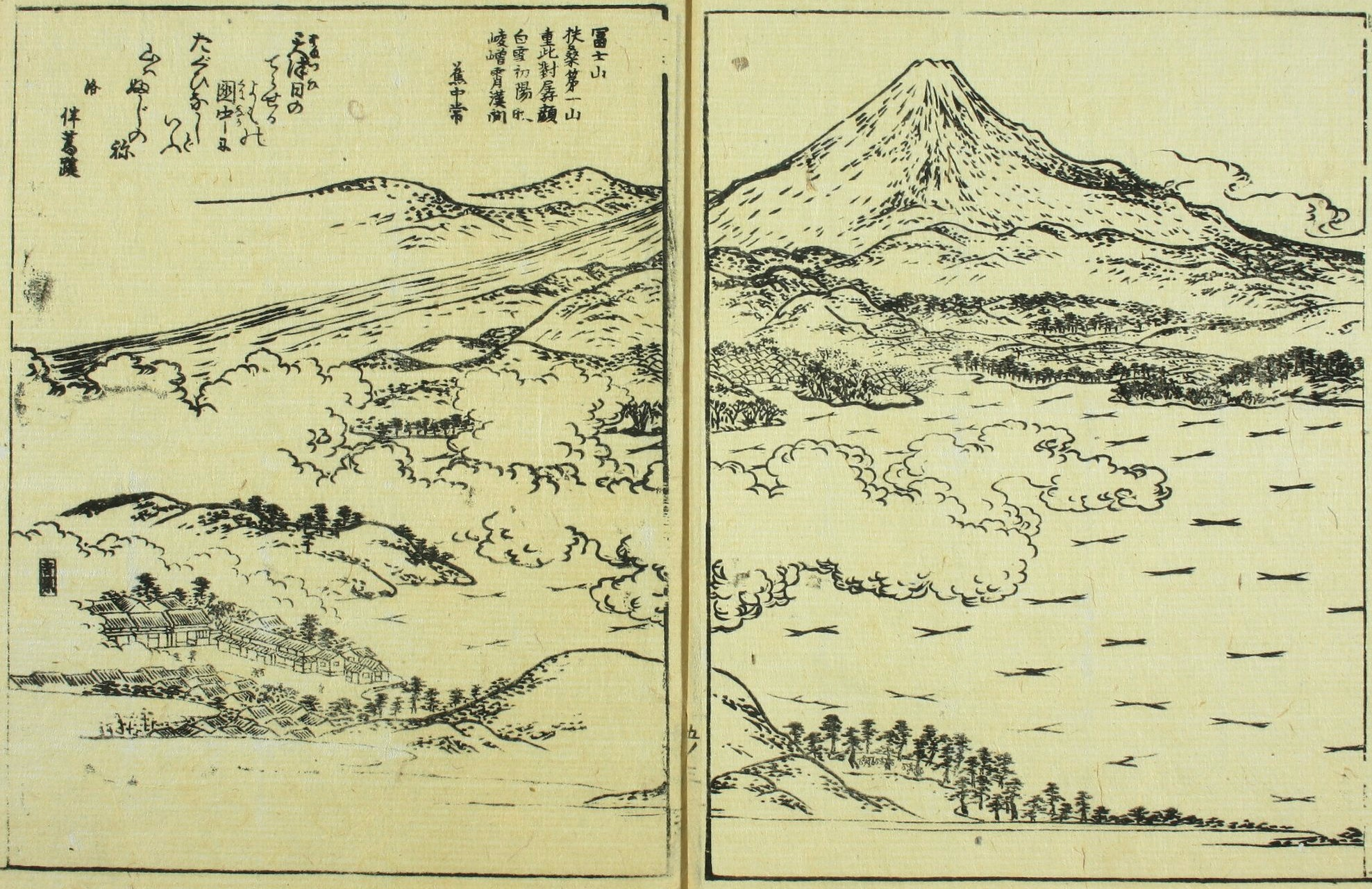
Station Hara, 5. Band
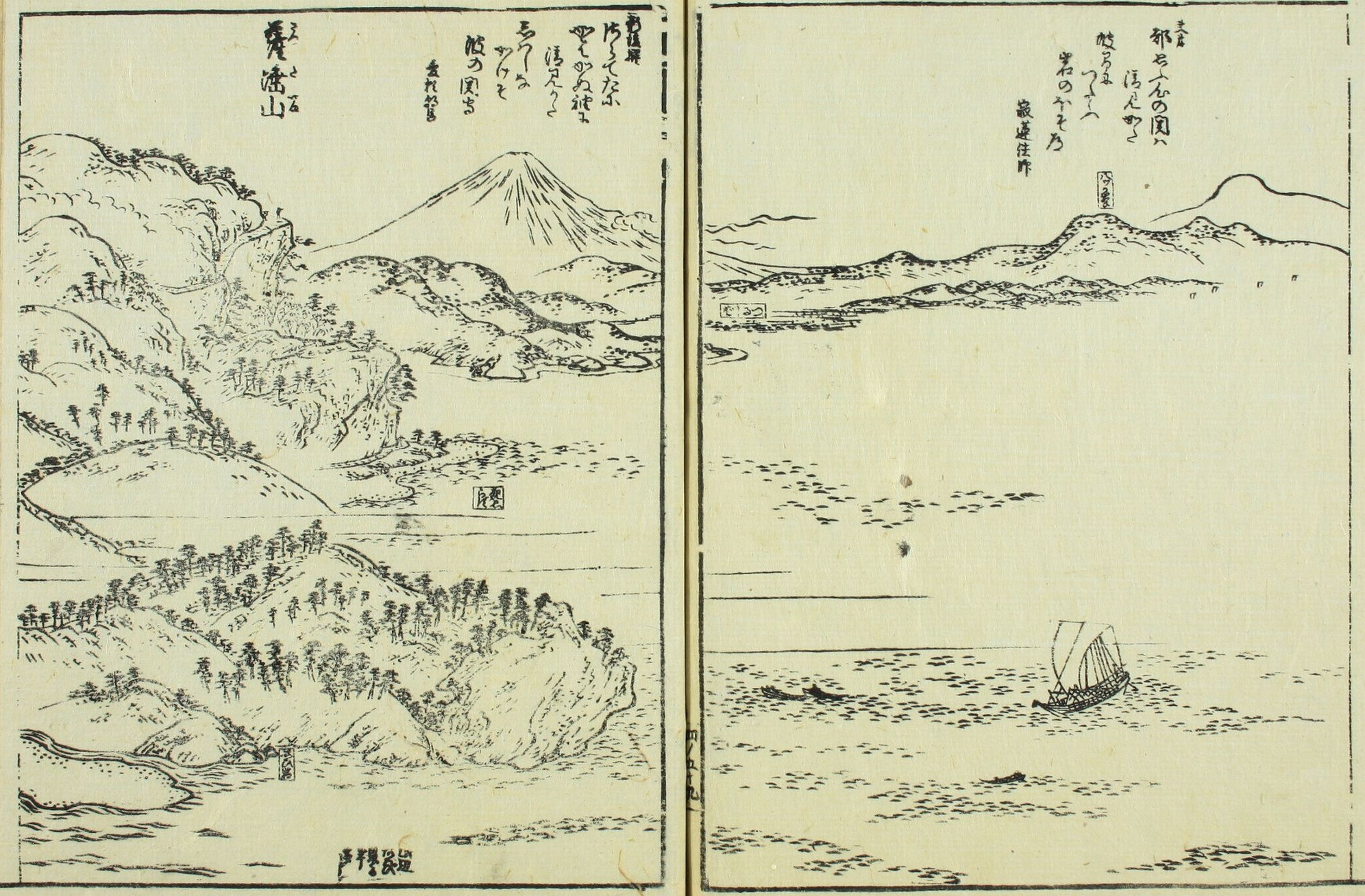
Station Yui, 4. Band
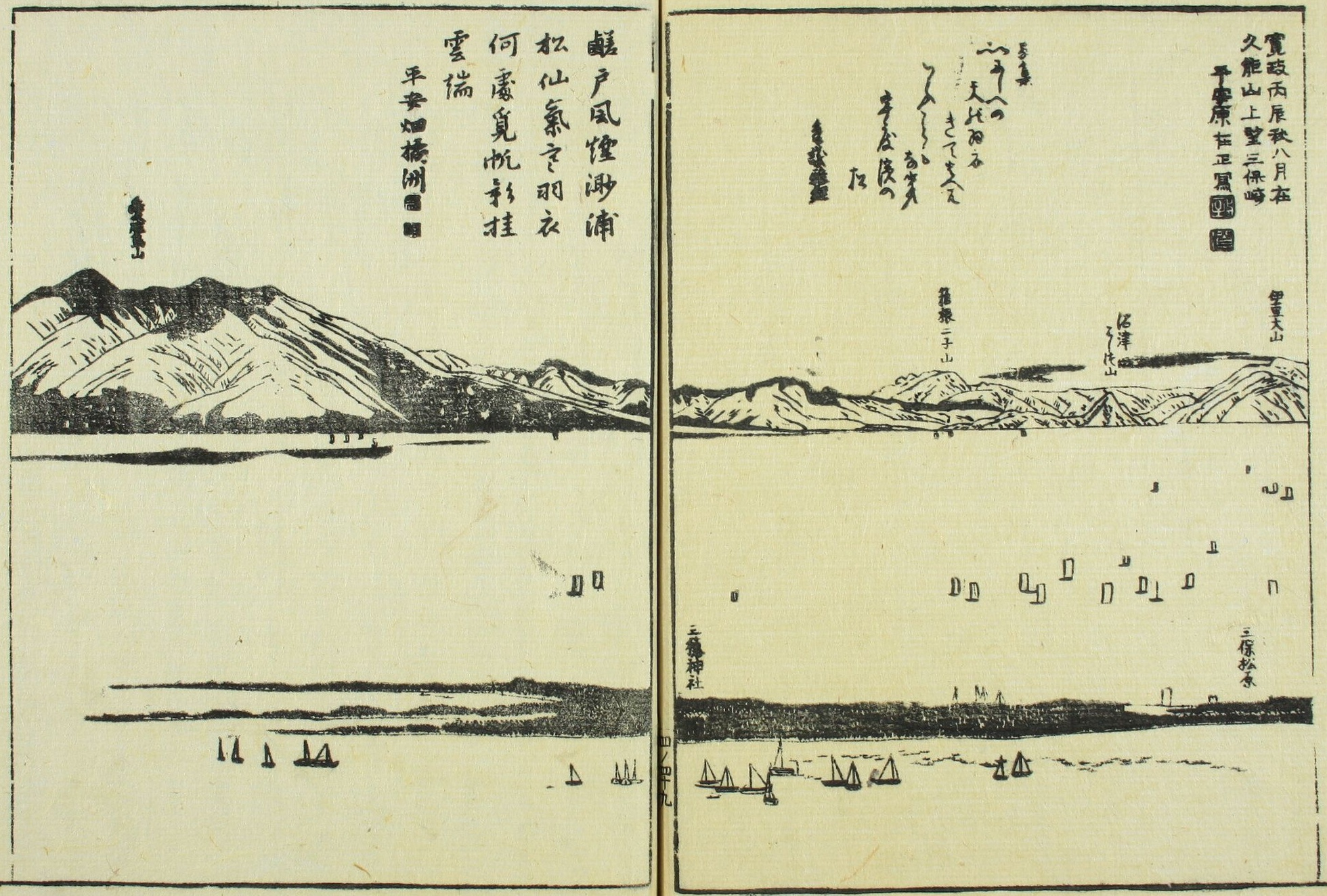
Station Ejiri, 4. Band
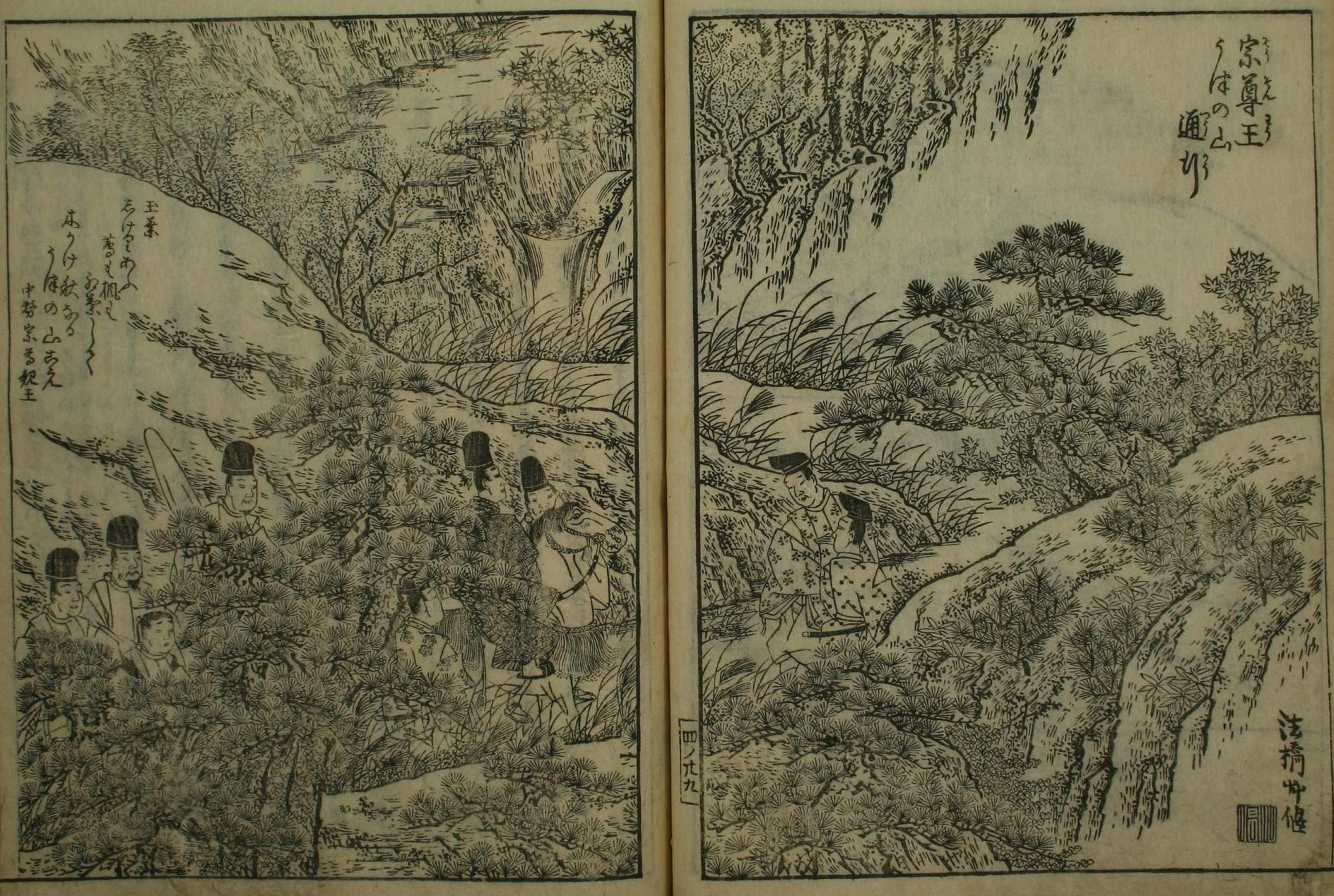
Station Okabe, 4. Band
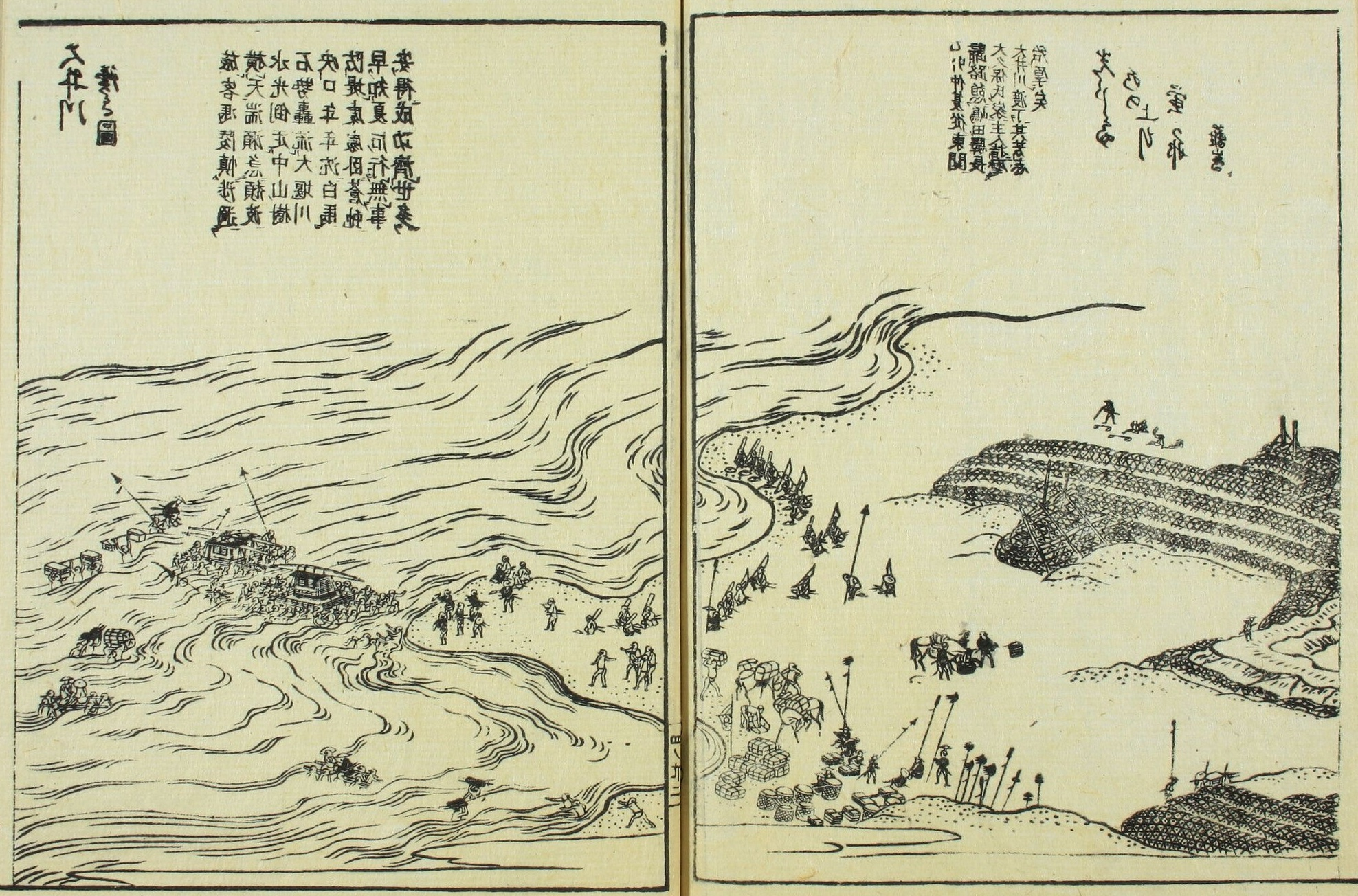
Station Shimada, 4. Band Die Abbildung zeigt eine gespiegelte Version der ursprünglichen Fassung, um den Vorlagencharakter zu verdeutlichen.
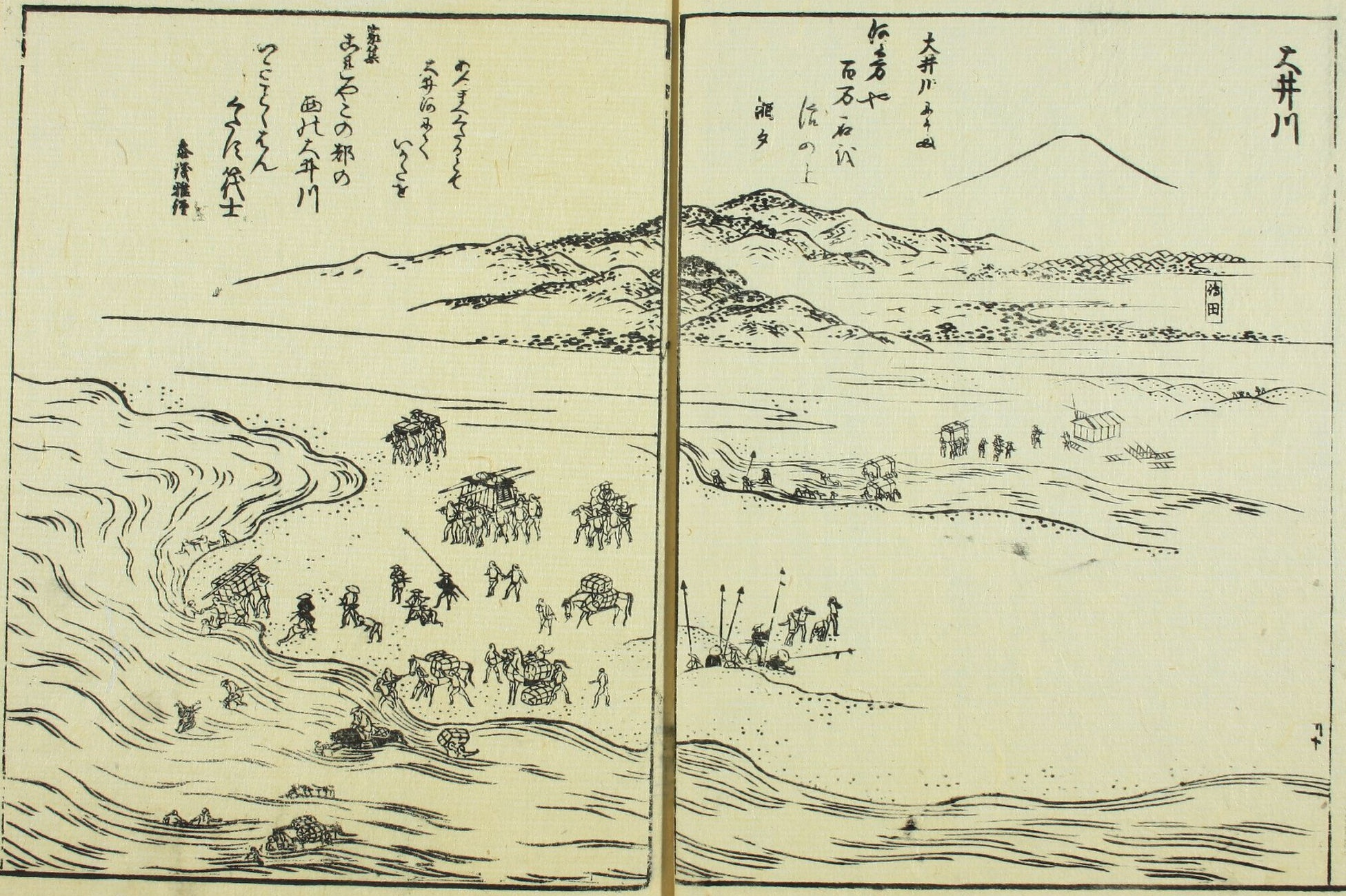
Station Kanaya, 4. Band
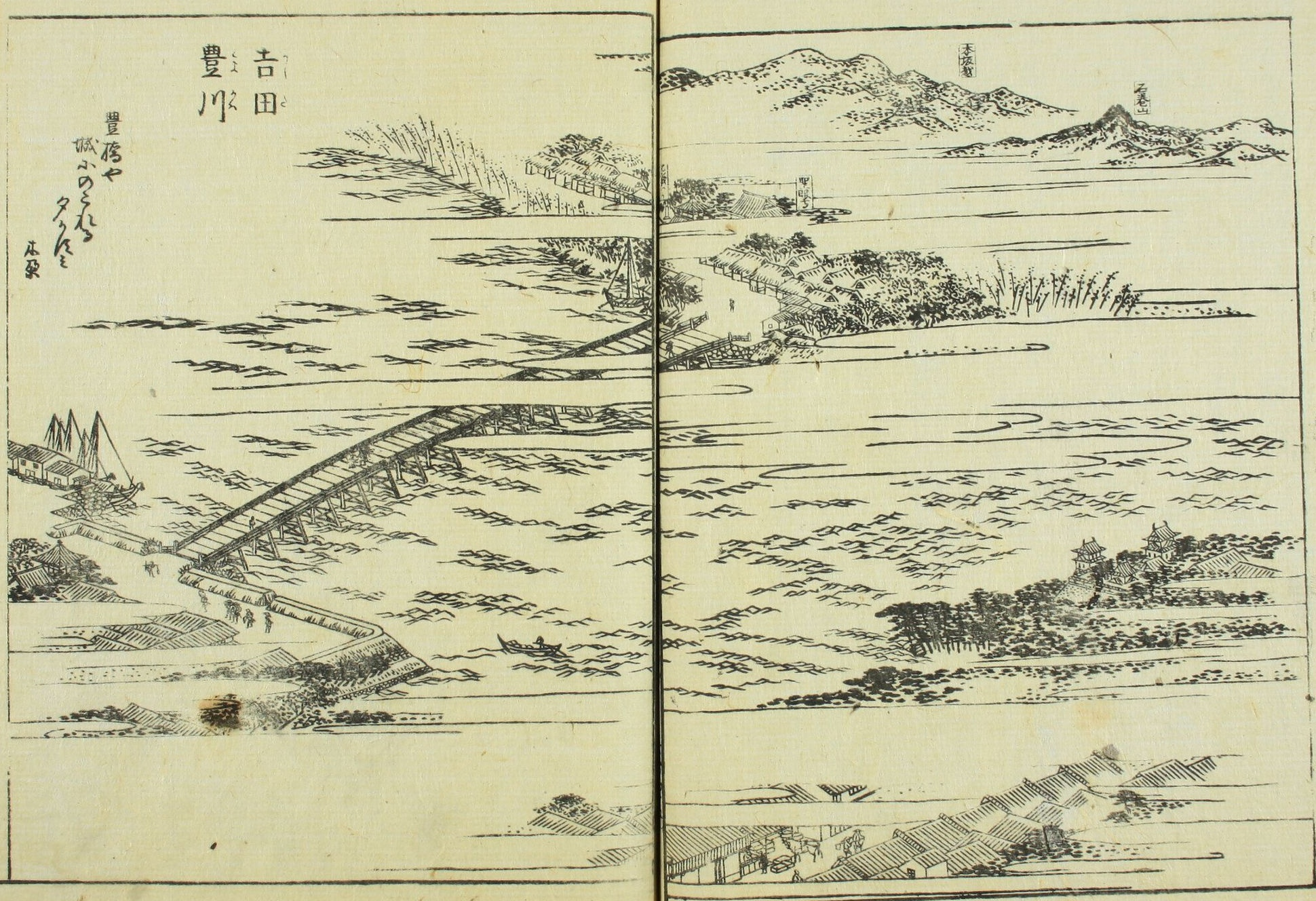
Station Yoshida, 3. Band
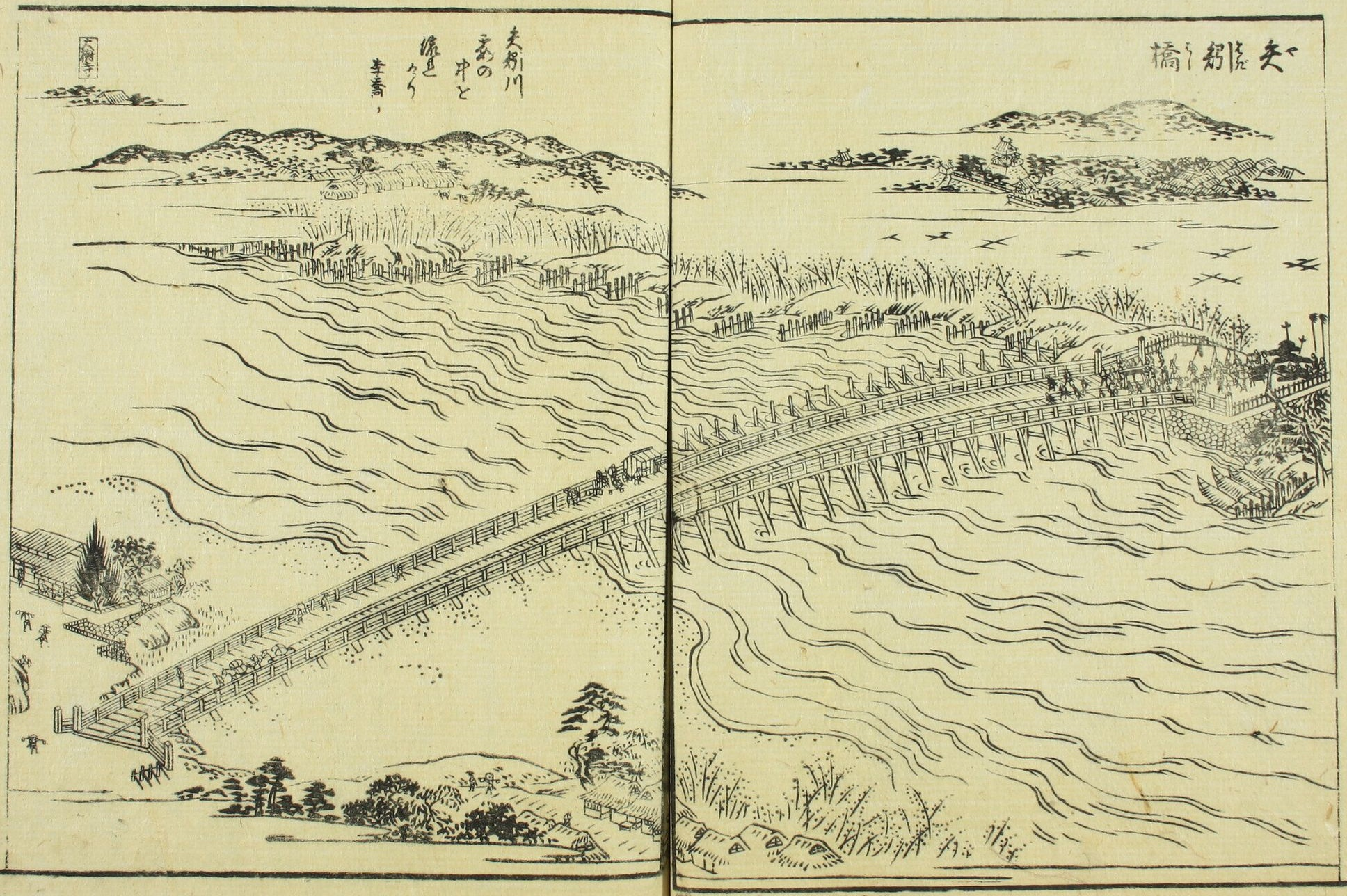
Station Okazaki, 3. Band
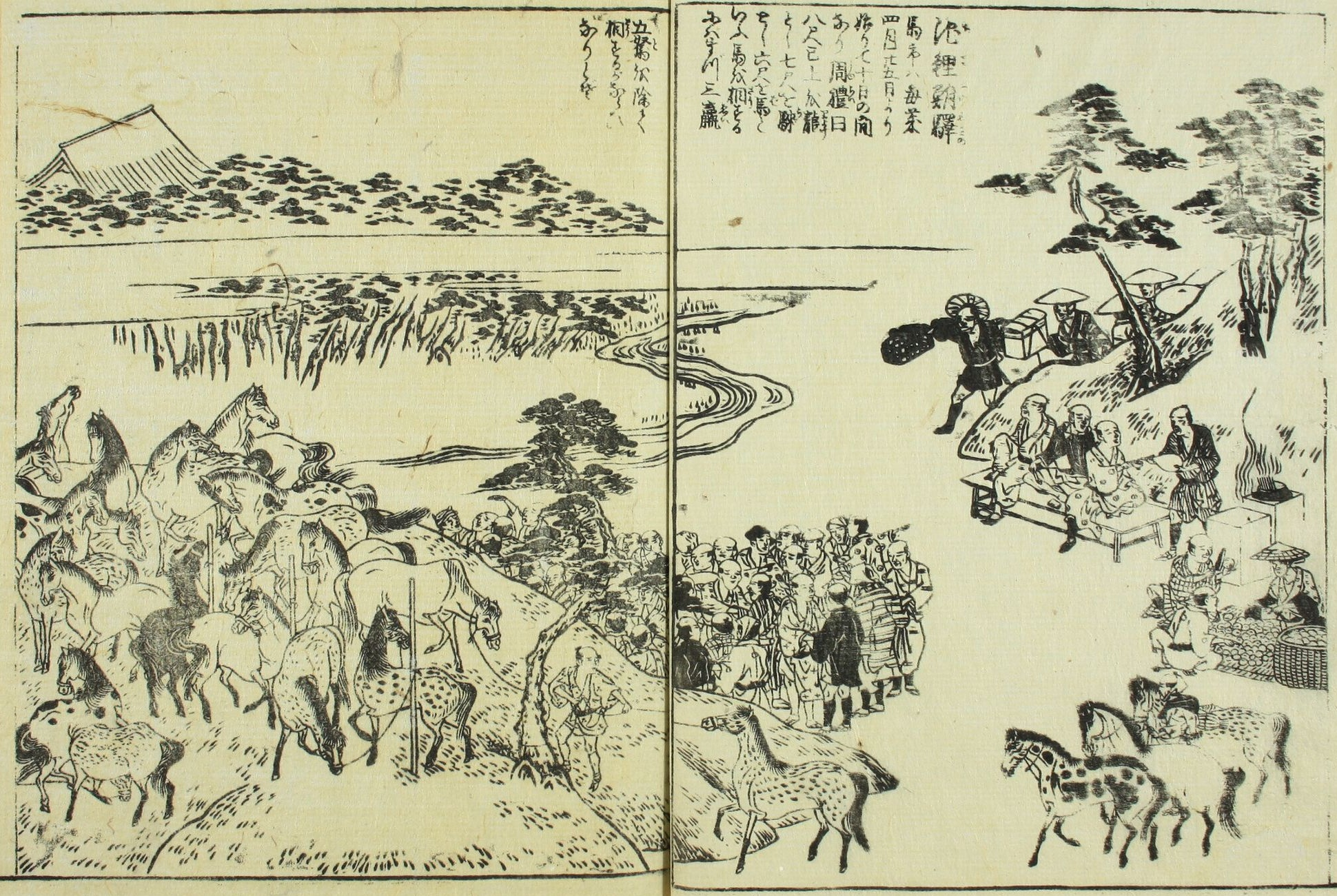
Station Chiryū, 3. Band
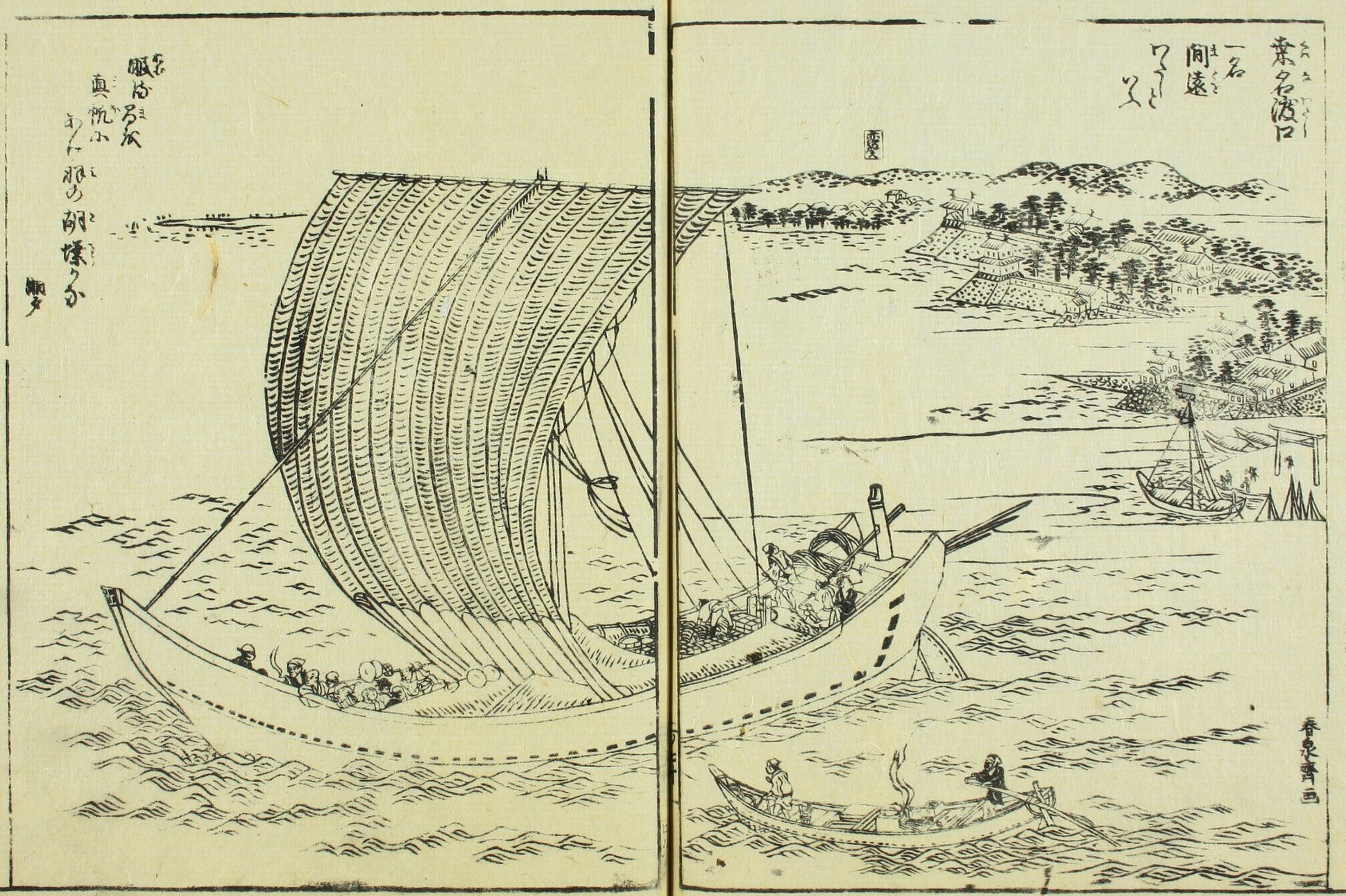
Station Kuwana, 2. Band
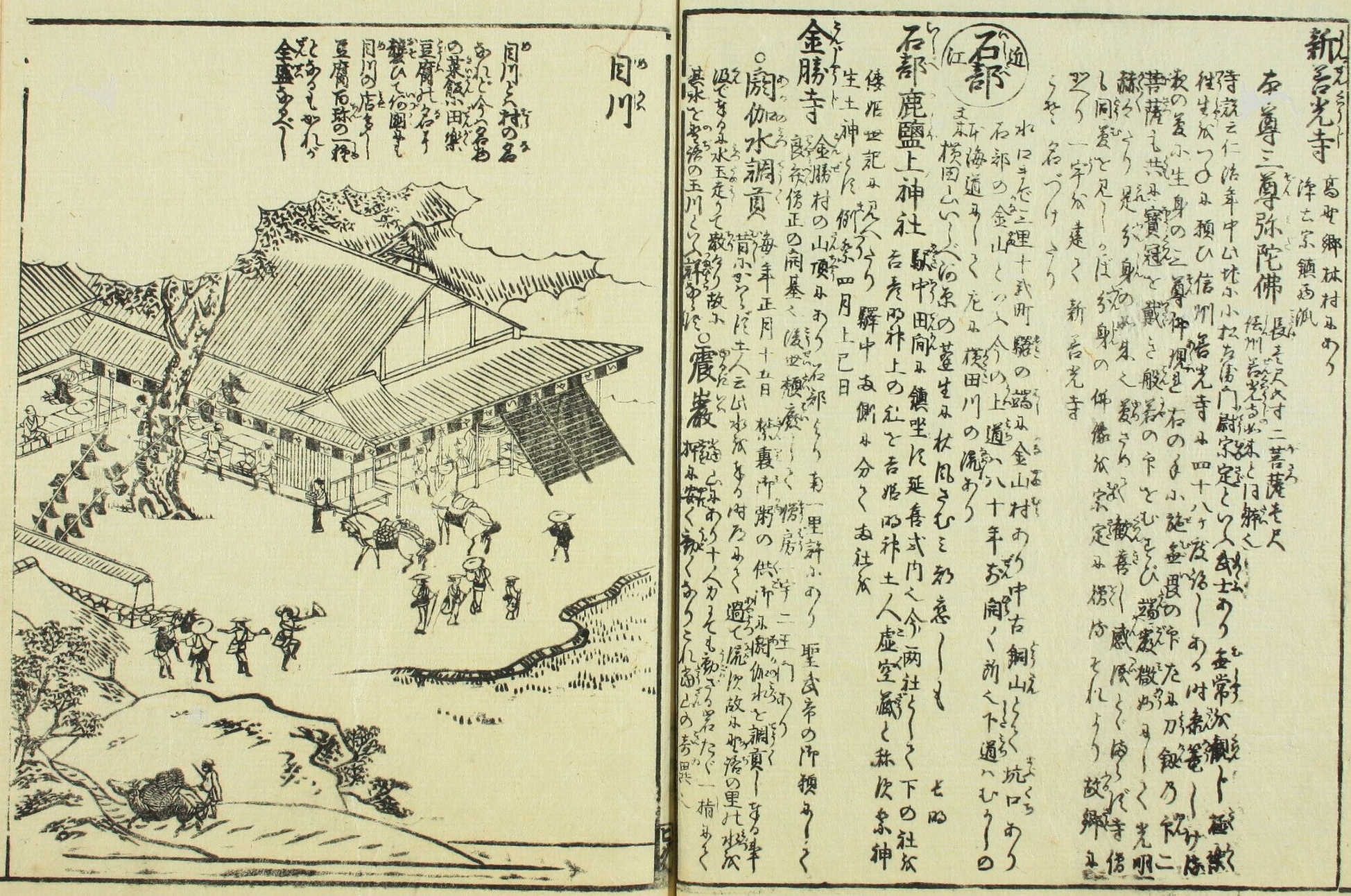
Station Ishibe, 1. Band
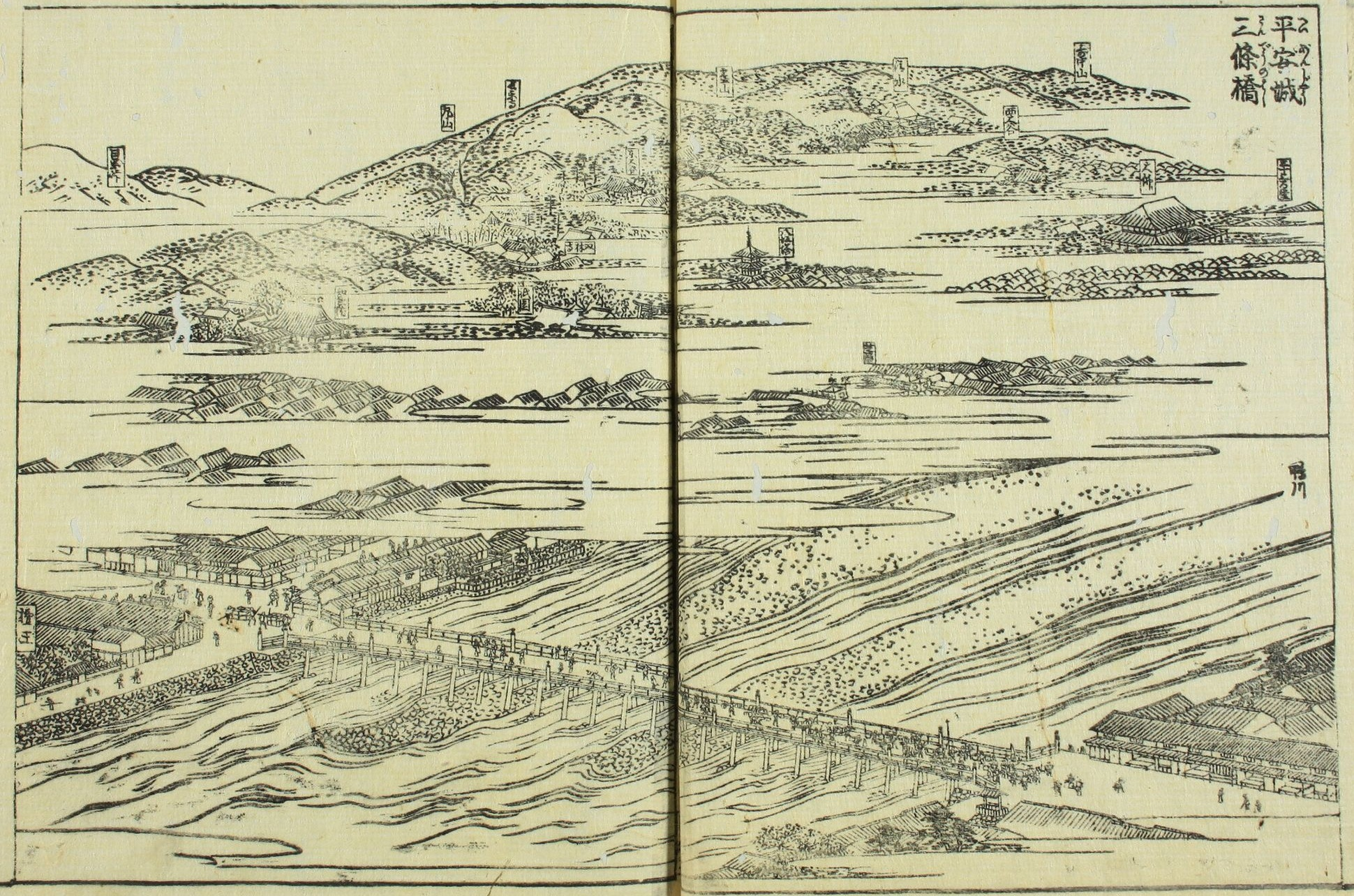
Sanjō-Brücke, 1. Band

## Varianten der Drucke
Alle in die folgende Liste aufgenommenen Drucke sind Originale. Bei einigen Varianten wurde nur die Farbgebung einiger Partien der Drucke verändert. Bei anderen sind Farbflächen vergrößert oder verkleinert worden. In Einzelfällen wurden nur Kleinigkeiten verändert, wie zum Beispiel durch das Entfernen der Konturlinie eines Berges. Die Hauptdruckplatten mit den schwarzen Konturlinien sind in allen Fällen identisch. Die Details wie Figuren, Umrisslinien von Gegenständen, das Geäst von Bäumen, Grashalme oder Wasserwellen sind gleich. Bei späteren, von nachgeschnittenen Druckplatten hergestellten Drucken sind einzelne der Details weggelassen oder verändert und dadurch bei genauer Untersuchung von den originalen Drucken unterscheidbar.
Von sechs Stationen (Nihonbashi, Shinagawa, Kawasaki und Kanagawa, Totsuka und Odawara) wurden zwischen 1835 und 1840 neue Versionen angefertigt. Die Drucke der neuen Versionen ähneln auf den ersten Blick denen der ersten Versionen, weichen jedoch bei genauerer Betrachtung zum Teil stark von diesen ab. Auch die Drucke der zweiten Version gelten als Originale, da sie ohne Zweifel im Auftrag Takenouchi Magohachis von Hiroshige entworfen wurden. Vier dieser Drucke (Nihonbashi, Shinagawa, Kawasaki und Totsuka) ersetzten Versionen, die von den beiden Verlegern Tsuruya Kiemon und Takenouchi Magohachi gemeinsam herausgegeben worden waren und die in der zweiten Version nur noch das Siegel Takenouchi Magohachis tragen. Der Grund für die Anfertigung der zweiten Versionen ist nicht bekannt. Möglicherweise wurden die Platten der ersten Version durch einen Unfall oder ein Unglück zerstört.
Auch von Drucken der zweiten Version gibt es unterschiedliche Druckvarianten, für die dasselbe wie bei den Varianten der ersten Version gilt: Es gibt kleinere und größere Unterschiede, die Hauptdruckplatten sind jeweils identisch.
Nicht in die Liste aufgenommen sind Varianten, bei denen sich die Farben durch Umwelteinflüsse wie Licht oder Sauerstoff verändert haben. So wird zum Beispiel aus einem Grün durch Verblassen des in der Farbe enthaltenen Gelb-Anteils mit der Zeit ein Blau, aus einem Lila ein Braun oder ein oranger Farbton wird durch Oxydation des darin enthaltenen Kupfers zu Schwarz.
| Nr.   | Abbildung | Titel/Untertitel                                                                        | Verlegersiegel Zensursiegel                                                                                              | Anmerkung |
| ----- | --------- | --------------------------------------------------------------------------------------- | --- | --- |
| 01 a) |           | Nihonbashi (日本橋), „Morgendliche Szene“ (asa no kei, 朝之景)                          | rundes Verlegersiegel: Tsuruki und Takemago; kiwame am unteren linken Rand                                               | Die Kartusche des Untertitels ist im roten Negativdruck (Hintergrund rot, die kanji erscheinen in Weiß) gedruckt. Wolken in der linken Hälfte des Himmels, der Gipfel des Berges Fuji ist links neben dem rechten mittleren Brückenpfosten zu sehen, der Himmel am oberen Rand ist blau gedruckt, über der Silhouette der Stadt ist er orange. |
| 01 b) |           | wie zuvor                                                                               | wie zuvor | Ohne Wolken in der linken Hälfte des Himmels. Auf dem abgebildeten Druck befindet sich unterhalb des Verlegersiegels am rechten Bildrand ein quadratisches, rotes Sammlersiegel, das nicht zum originalen Druck gehört. |
| 01 c) |           | 2. Version geänderter Untertitel: „Anfang der Reise“ (gyōretsu furidashi, 行列振出)     | kürbisförmiges Verlegersiegel: Take; kiwame ist im Verlegersiegel integriert                                             | Die Kartusche des Untertitels ist im roten Positivdruck (Umrandung und kanji in roter Farbe) gedruckt. Zahlreiche Menschen bevölkern den Vordergrund, keine Wolken am Himmel, der Gipfel des Fuji ist durch einen Turm mit einer wehenden Fahne ersetzt, der Himmel am oberen Rand ist orange gedruckt, über der Silhouette der Stadt ist er blau, auf der linken Seite fehlt ein Hausdach mit einem Feuerwehrturm. Die Fassaden links und rechts sind verändert.                                                  |
| 02 a) |           | Shinagawa (品川), „Sonnenaufgang“ (hinode, 日の出)                                      | quadratisches Verlegersiegel: Senkakudō und Hoeidō; kiwame am unteren linken Rand                                        | Die Kartusche des Untertitels ist im roten Negativdruck (Hintergrund rot, die kanji erscheinen in Weiß) gedruckt. Wolkenband am Himmel, auf dem Weg nach rechts sind zwei Bogenschützen und zwei Lastenträger zu sehen, der Mast des Bootes, das im Vordergrund am Pier liegt, reicht nur ungefähr bis zur Mitte des dahinter auf dem Wasser segelnden Bootes. |
| 02 b) |           | 2. Version geänderter Untertitel: „Aufbruch der Daimyō“ (shokō detachi, 諸侯出立)       | kürbisförmiges Verlegersiegel: Take; kiwame ist im Verlegersiegel integriert                                             | Die Kartusche des Untertitels ist im roten Positivdruck (Umrandung und kanji in roter Farbe) gedruckt. Im Vordergrund sind weitere Menschen hinzugefügt, unter anderem zwei Arkebusenträger, am linken Bildrand ist ein weiteres Boot zu sehen, der Mast des Bootes am Pier überragt das Segel des dahinter liegenden Bootes. |
| 02 c) |           | wie zuvor                                                                               | ohne Verleger- und Zensursiegel                                                                                          | Das Wolkenband in der rechten oberen Bildhälfte fehlt. |
| 03 a) |           | Kawasaki (川崎), „Die Rokugō-Fähre“ (Rokugō watashibune, 六郷渡舟)                      | quadratisches Verlegersiegel: Senkakudō und Hoeidō; kiwame am unteren linken Rand                                        | Die Kartusche des Untertitels ist im roten Negativdruck (Hintergrund rot, die kanji erscheinen in Weiß) gedruckt. |
| 03 b) |           | 2. Version wie zuvor                                                                    | kürbisförmiges Verlegersiegel: Take; kiwame ist im Verlegersiegel integriert                                             | Die Kartusche des Untertitels ist im roten Positivdruck (Umrandung und kanji in roter Farbe) gedruckt. Das gegenüberliegende Ufer samt dessen Hintergrund ist großflächig überarbeitet; z. B. eine andere Baumgruppe in der linken Bildhälfte, auf der linken Seite der Anlegestelle fehlt eine Person, das Ufer selbst verläuft parallel, die Konturen der Dächer sind verändert, der Fuji auf der rechten Seite ist ohne Umrisslinie gedruckt, in der Mitte des Druckes ist ein Vogelschwarm am Himmel zu sehen. |
| 04 a) |           | Kanagawa (神奈川), „Ansicht der Böschung“ (dai no kei, 臺之景/台之景)                   | rechteckiges, horizontales Verlegersiegel: Hoeidō; kiwame am unteren linken Rand                                         | Die Kartusche des Untertitels ist im roten Negativdruck (Hintergrund rot, die kanji erscheinen in Weiß) gedruckt. Wolken im linken Teil des Himmels. |
| 04 b) |           | wie zuvor                                                                               | wie zuvor | Am Horizont über dem Meer ist ein breiter schwarz-roter Streifen zu sehen. |
| 04 c) |           | 2. Version wie zuvor                                                                    | kürbisförmiges Verlegersiegel: Take; kiwame ist im Verlegersiegel integriert                                             | Die Kartusche des Untertitels ist im roten Positivdruck (Umrandung und kanji in roter Farbe) gedruckt. Wolken in der rechten Bildhälfte, vor dem Schiff links ist kein Kahn mehr zu sehen, die Boote rechts neben dem Schiff sind leicht anders gestaltet, die Giebel in der Häuserreihe rechts sind umgestaltet, ebenso die Baumgruppen im Bereich der Häuser. |
| 05 a) |           | Hodogaya (程ヶ谷, 保土ヶ谷), „Die Shinmachi-Brücke“ (Shinmachi-bashi, 新町橋)           | quadratisches Verlegersiegel: Senkakudō und Hoeidō; kiwame am unteren linken Rand                                        | Die Kartusche des Untertitels ist im roten Negativdruck (Hintergrund rot, die kanji erscheinen in Weiß) gedruckt. |
| 05 b) |           | wie zuvor                                                                               | wie zuvor | Weniger dunkelblaue Flächen im Wasser des Vordergrundes, das Grau des Hintergrundes ist in einem helleren Ton gedruckt, so dass vor allem die Baumgruppe in der linken Bildhälfte transparenter erscheint. |
| 06 a) |           | Totsuka (戸塚), „Die Kreuzung in Motomachi“ (Motomachi betsudō, 元町別道)               | rundes Verlegersiegel: Tsuruki und Takemago; kiwame am unteren linken Rand                                               | Die Kartusche des Untertitels ist im roten Negativdruck (Hintergrund rot, die kanji erscheinen in Weiß) gedruckt. Das Blau des Abendhimmels erreicht nur die Höhe der Hausgiebel auf der rechten Seite. |
| 06 b) |           | wie zuvor                                                                               | wie zuvor | Das Blau des Abendhimmels erreicht fast die Höhe des Baumes in der Bildmitte und die Grauschattierung ist auf die Hausdächer rechts ausgedehnt, um verstärkt den Eindruck einer Abenddämmerung hervorzurufen. |
| 06 c) |           | 2. Version wie zuvor                                                                    | kürbisförmiges Verlegersiegel: Take; kiwame ist im Verlegersiegel integriert                                             | Der Reiter besteigt das Pferd. Der Berg links im Hintergrund ist weggelassen. Die Dächer der Häuser sind in hellem Grau gedruckt. Es wird der Eindruck einer morgendlichen Szene erweckt. |
| 06 d) |           | wie zuvor                                                                               | wie zuvor | Es sind differenzierte blaue Wolken über der linken Horizontlinie eingefügt. |
| 07    |           | Fujisawa (藤沢), „Der Yūgyō-Tempel“ (Yugyō-ji, 遊行寺)                                  | rundes Verlegersiegel: Hoeidō; kiwame am unteren linken Rand                                                             | |
| 08    |           | Hiratsuka (平塚), „Die Straße nach Nawate“ (Nawate michi, 縄手道)                       | quadratisches Verlegersiegel: Hoeidō und Senkakudō; kiwame am unteren linken Rand                                        | |
| 09    |           | Ōiso (大磯), „Tiger-Regen“ (Tora ga ame, 虎ヶ雨)                                        | rechteckiges, horizontales Verlegersiegel: Takeuchi han; kiwame am unteren linken Rand                                   | Die kürbisförmige Kartusche des Untertitels ist im roten Negativdruck (Hintergrund rot, die kanji erscheinen in Weiß) gedruckt. |
| 10 a) |           | Odawara (小田原), „Der Sakawa-Fluss“ (Sakawagawa, 酒匂川)                               | rundes Verlegersiegel im Positiv-, Negativdruck: Hoeidō; kiwame am unteren linken Rand                                   | Die Kartusche des Untertitels ist im roten Negativdruck (Hintergrund rot, die kanji erscheinen in Weiß) gedruckt. |
| 10 b) |           | 2. Version wie zuvor                                                                    | wie zuvor; zusätzliches, kürbisförmiges Verlegersiegel: Take; kiwame ist im Verlegersiegel integriert                    | Die Kartusche des Untertitels ist im roten Positivdruck (Umrandung und kanji in roter Farbe) gedruckt. Die Umrisslinie der Berge im Hintergrund ist vollständig verändert, links vorne am Ufer drei Personen mehr, dazu drei Traggestelle, die Menschengruppe im Fluss und am gegenüberliegenden Ufer ist verändert, die Baumgruppe in der Mitte des Bildes ist weiter nach links gerückt, das Flussufer am linken Bildrand wendet sich nach links, der Himmel am oberen Bildrand ist rot getönt.                  |
| 10 c) |           | wie zuvor                                                                               | wie zuvor | Die Umrisslinie der am weitesten hinten liegenden Berge wurde erneut verändert (zackige Gipfel anstelle von gerundeten), das Blau des Himmels über dem Horizont in der linken Bildhälfte reicht bis zum oberen Rand des linken Verlegersiegels. |
| 11 a) |           | Hakone (箱根), „Ansicht des Sees“ (kosui (no) zu, 湖水図)                               | Verlegersiegel als Negativdruck in zwei getrennten, quadratischen Kartuschen: Hoei und dō; kiwame am unteren linken Rand | |
| 11 b) |           | wie zuvor                                                                               | wie zuvor | Der Fuji am linken Bildrand ist ohne Konturlinie gedruckt. |
| 12 a) |           | Mishima (三島), „Morgennebel“ (asagiri, 朝霧)                                           | rundes Verlegersiegel: Hoeidō; kiwame am unteren linken Rand                                                             | |
| 12 b) |           | wie zuvor                                                                               | wie zuvor | Die Figuren am linken Bildrand sind vollständig dargestellt, der Zaun am rechten Bildrand ist insgesamt höher und reicht weiter nach rechts unten. |
| 13 a) |           | Numazu (沼津), „Abenddämmerung“ (tasogare zu, 黄昏図)                                   | quadratisches Verlegersiegel: Hoeidō; kiwame am unteren linken Rand                                                      | |
| 13 b) |           | wie zuvor                                                                               | wie zuvor | Dem Fluss sind dunkelblaue Flächen hinzugefügt. |
| 14 a) |           | Hara (原), „Fuji am Morgen“ (asa no Fuji, 朝之富士)                                     | rechteckiges, horizontales Verlegersiegel: Takeuchi; kiwame am unteren linken Rand                                       | |
| 14 b) |           | wie zuvor                                                                               | wie zuvor | In der rechten unteren Bildhälfte ist die Grauabstufung verändert, so dass eine deutlichere Untergliederung des Feldes entsteht. |
| 14 c) |           | wie zuvor                                                                               | ohne Verlegersiegel | Rechts unten fehlt die Grauabstufung. |
| 15    |           | Yoshiwara (吉原), „Der (Berg) Fuji zur Linken“ (hidari Fuji, 左富士)                    | rechteckiges, horizontales Verlegersiegel: Hoeidō; kiwame am unteren linken Rand                                         | |
| 16 a) |           | Kambara (蒲原), „Nächtlicher Schnee“ (yoru no yuki, 夜之雪)                             | rundes Verlegersiegel: Takeuchi; kiwame am unteren linken Rand                                                           | Der obere Teil des Himmels ist schwarz gedruckt. |
| 16 b) |           | wie zuvor                                                                               | wie zuvor | Der Himmel über dem Dorf und den Bergen ist schwarz gedruckt. |
| 16 c) |           | wie zuvor                                                                               | wie zuvor | Kein Schwarz am Himmel. |
| 17 a) |           | Yui (由井, 由比), „Der Gipfel des (Berges) Satta“ (Satta mine, 薩(?)嶺)                 | quadratisches Verlegersiegel: Hoeidō han; kiwame am unteren linken Rand                                                  | Der Hauptteil der Klippe im Vordergrund, die zweite Klippe von links und der Uferbereich unterhalb des Fuji sind in Dunkelbraun gehalten. |
| 17 b) |           | wie zuvor                                                                               | wie zuvor | Der Hauptteil der Klippe im Vordergrund, die zweite Klippe von links und der untere Teil des Uferbereich unterhalb des Fuji sind in Grau gehalten. |
| 17 c) |           | wie zuvor                                                                               | wie zuvor | Zwischen der Klippe links oben und der Kiefer in der Bildmitte sind zwei Flugblätter zu sehen, die Segel der drei Boote am rechten Rand sind mit einer Aufschrift versehen. |
| 18 a) |           | Okitsu (興津), „Der Okitsu-Fluss“ (Okitsugawa, 興津川)                                  | zwei quadratische, übereinander liegende Verlegersiegel: Tsuruki und Takemago; kiwame am unteren linken Rand             | |
| 18 b) |           | wie zuvor                                                                               | wie zuvor | Die Felsen links sind rot gedruckt. |
| 19 a) |           | Ejiri (江尻), „Ansicht von Miho“ (Miho enbō, 三保遠望)                                  | kalebassenförmiges Verlegersiegel: Hoeidō; kiwame am unteren linken Rand                                                 | Die Berge im Hintergrund sind grau und braun gedruckt, der Vordergrund links ist einheitlich grau. |
| 19 b) |           | wie zuvor                                                                               | wie zuvor | Die Berge im Hintergrund sind blau und braun gedruckt, die Dächer der Häuser links im Vordergrund sind weiß, ganz links im Eck ein schwarzer Streifen. |
| 20 a) |           | Fuchū (府中, 駿府), „Der Abe-Fluss“ (Abekawa, 安倍川)                                   | zwei quadratische Verlegersiegel: Hoei und dōhan; kiwame am unteren linken Rand                                          | Die Bergrücken im Hintergrund sind dunkelbraun mit kleinen grauen Stellen. |
| 20 b) |           | wie zuvor                                                                               | wie zuvor | Die Bergrücken im Hintergrund sind rotbraun und hellgrau. |
| 20 c) |           | wie zuvor                                                                               | wie zuvor | Die Bergrücken im Hintergrund sind hell- und dunkelgrau, in der Bildmitte rechts ist ein dunkelblauer Streifen eingefügt. |
| 21 a) |           | Mariko (鞠子), „Berühmter Teeladen“ (meibutsu chamise, 名物茶店)                        | rundes Verlegersiegel: Takemago und Tsuruki; kiwame am unteren linken Rand                                               | In der ersten Auflage ist der Stationsname falsch geschrieben: Maruko (丸子) anstelle von Mariko (鞠子) |
| 21 b) |           | wie zuvor                                                                               | wie zuvor | Das Dach des Hauses im Vordergrund ist im oberen Teil schwarz, der Zaun und die Hütte rechts daneben ebenfalls schwarz, am Himmel ist ein roter Streifen am oberen Rand. |
| 21 c) |           | wie zuvor                                                                               | wie zuvor | Das Dach des Hauses im Vordergrund ist rotbraun, der Zaun und die Hütte rechts daneben ist in Braun bzw. in Schwarz gedruckt, am Himmel ist ein roter Streifen am oberen Rand. |
| 21 d) |           | wie zuvor                                                                               | wie zuvor | Das Dach des Hauses im Vordergrund ist grau, der Zaun und die Hütte rechts daneben ist in Braun bzw. in Schwarz gedruckt, am Himmel ist ein roter Streifen am oberen Rand, der Himmel ist gesamt in Rosarot gehalten. |
| 22 a) |           | Okabe (岡部), „Der Berg Utsu“ (Utsu no yama, 宇津之山)                                  | quadratisches Verlegersiegel: Senkakudō; kiwame am unteren linken Rand                                                   | |
| 22 b) |           | wie zuvor                                                                               | wie zuvor | Die linke Bergflanke ist in einem gelblichen Farbton gedruckt. Der Himmel über den Bergeinschnitt ist hellblau. |
| 23    |           | Fujieda (藤枝), „Wechsel der Träger und Pferde“ (jinba tsugitate, 人馬継立)             | quadratisches Verlegersiegel: Tsuruki und Takemago; kiwame am unteren linken Rand                                        | |
| 24 a) |           | Shimada (島田), „Das Suruga-Ufer des Ōi-Flusses“ (Ōigawa sungan, 大井川駿岸)            | quadratisches Verlegersiegel: Hoeidō; kiwame am unteren linken Rand                                                      | Gegenstände, Hütte rechts der Bildmitte und Feld rechts unterhalb der Mitte sind ohne Farbe, das untere Ufer des mittleren Flusslaufes ist grün, das obere nur bis zur Mitte des Druckes, der obere Teil der Sandbank oben in der Mitte ist grün. |
| 24 b) |           | wie zuvor                                                                               | wie zuvor | Gegenstände, Hütte und Feld rechts sind in Braun gedruckt, das untere und obere Ufer des mittleren Flusslaufes sind durchgehend grün. |
| 24 c) |           | wie zuvor                                                                               | wie zuvor | Gegenstände, Hütte und Feld rechts sind in dunklem, fast schwarzem Braun gedruckt, der rechte Vordergrund Mitte bis rechts ist in dunklem Grau, es sind keine Grüntöne mehr vorhanden, der rechte Teil des unteren Ufers des mittleren Flusslaufs ist rotbraun. |
| 25 a) |           | Kanaya (金屋/金谷), „Das ferne Ufer des Ōi-Flusses“ (Ōigawa engan, 大井川遠岸)          | quadratisches Verlegersiegel: Takeuchi; kiwame am unteren linken Rand                                                    | Die Sandbank im Vordergrund ist grau, die Brücke in der Bildmitte ist ohne Farbe, die Hügel rechts im Hintergrund sind in Gelb, das Dorf rechts von dem in Rot gedruckten Hügel ist in Grau gedruckt und daher kaum sichtbar, die Berge links im Hintergrund sind dunkel- und hellgrau. |
| 25 b) |           | wie zuvor                                                                               | wie zuvor | Die Sandbank im Vordergrund ist gelblich, die Brücke in der Mitte ebenfalls, die Hügel im Hintergrund sind in Grün und das Dorf darin in Gelb, die Berge links im Hintergrund sind schwarz und dunkelgrau. |
| 26 a) |           | Nissaka (日坂), „Der Bergpass am (Berg) Sayo“ (Sayo no nakayama, 佐夜ノ中山)            | quadratisches Verlegersiegel: Tsuruki und Takemago; kiwame am unteren linken Rand                                        | Der Weg, der sich von links unten nach rechts oben zieht, ist in einem leicht rötlichen Farbton gehalten. Die Bergflanke links und die Bergspitze in der Senke sind fast vollständig blau. Über dem Berg in der Senke ist ein deutlicher, roter Farbstreifen. |
| 26 b) |           | wie zuvor                                                                               | wie zuvor | Der Weg, der sich von links unten nach rechts oben zieht, ist in einem gelblichen Farbton gehalten. Die Bergflanke links und die Bergspitze in der Senke sind nur in den jeweils oberen Teilen blau. Der Berg in der Senke hat nur noch links und rechts einen leicht rötlichen Schimmer. |
| 27 a) |           | Kagegawa (掛川), „Ansicht des Akiba-Berges“ (Akiba-san enbō, 秋葉山遠望)                | quadratisches Verlegersiegel: Hoeidō; kiwame am unteren linken Rand                                                      | Der Berg in der rechten oberen Bildhälfte ist in Grau mit grau-grünen Flächen gedruckt. Links über der Bildmitte ist Nebel in hellem Grau angedeutet. Die Pfeiler der Brücke sind dunkelgrau, die Brückenbegrenzung in hellem Grau. |
| 27 b) |           | wie zuvor                                                                               | wie zuvor | Der Berg in der rechten oberen Bildhälfte ist in Grau-braun mit grauen Flächen gedruckt. Links über der Bildmitte ist Nebel in mittlerem Grau deutlich sichtbar. Die Pfeiler der Brücke und die Brückenbegrenzung sind in dunklem Braun. |
| 27 c) |           | wie zuvor                                                                               | wie zuvor | Der Berg in der rechten oberen Bildhälfte ist in dunklem und hellem Grau gedruckt; am Bergfuß befindet sich ein Streifen in Braun. Links über der Bildmitte ist ein Wolkenstreifen in Orange angedeutet. Die Pfeiler der Brücke und die Brückenbegrenzung sind in einem mittleren Grauton gehalten. |
| 28 a) |           | Fukuroi (袋井), „Teeladen“ (dejaya no zu, 出茶屋ノ図)                                   | quadratisches Verlegersiegel: Senkakudō und Hoeidō; kiwame am unteren linken Rand                                        | Der Weg vom linken Rand zur rechten Bildmitte ist in einem rötlichen Braun gehalten. Die Wiese in der rechten vorderen Bildhälfte ist grau. Über der Horizontlinie quer durch die Bildmitte ist ein rötlicher Streifen. |
| 28 b) |           | wie zuvor                                                                               | wie zuvor | Der Weg vom linken Rand zur rechten Bildmitte ist in hellem Grau gehalten. Die Wiese in der rechten vorderen Bildhälfte ist grün. Über der Horizontlinie quer durch die Bildmitte ist ein blauer Himmel angedeutet. |
| 28 c) |           | wie zuvor                                                                               | wie zuvor | Der Weg vom linken Rand zur rechten Bildmitte ist in hellem Grau gehalten. Die Wiese in der rechten vorderen Bildhälfte ebenfalls zum größeren Teil. Von links nach rechts vorne ist ein schmaler Streifen in Grün gedruckt. Der aus dem Feuer unter dem Teekessel aufsteigende Qualm ist auch über dem Hausdach am linken Bildrand durch schwarze Konturen strukturiert. |
| 28 d) |           | wie zuvor                                                                               | wie zuvor | Quer über den unteren Bildrand zieht sich ein breiter grüner Streifen, so dass Weg und Wiese nicht zu unterscheiden sind. Die Strukturierung des aus dem Feuer aufsteigenden Qualms ist wieder entfernt. |
| 29 a) |           | Mitsuke (見附), „Ansicht des Tenryū-Flusses“ (Tenryūgawa zu, 天竜川図)                  | rundes Verlegersiegel: Hoeidō; kiwame am unteren linken Rand                                                             | |
| 29 b) |           | wie zuvor                                                                               | wie zuvor | Links neben dem Boot im Vordergrund ist ein dunkelblauer Streifen eingefügt. Die angedeutete Wasserfläche oberhalb der Sandbank ist über die gesamte Breite des Druckes höher. Die Silhouette des Waldes, die sich von links oben bis in die Bildmitte erstreckt, endet vor der Stake, die der sitzende Bootsmann im Vordergrund in die Höhe hält. |
| 30 a) |           | Hamamatsu (浜松), „Winterliche Szene“ (fuyugare no zu, 冬枯ノ図)                        | quadratisches Verlegersiegel: Hoeidō; kiwame am unteren linken Rand                                                      | |
| 30 b) |           | wie zuvor                                                                               | wie zuvor | Die grüne Fläche im Vordergrund ist durch eine gelb-grüne Fläche ersetzt. Die Fläche hinter der Mulde ist in hellem Grau gehalten, ebenso der Qualm des Feuers links neben dem Baum im Vordergrund. |
| 31 a) |           | Maisaka (舞阪), „Ansicht von Imagiri“ (Imagiri shinkei, 今切真景)                       | quadratisches Verlegersiegel: Hoeidō; kiwame am unteren linken Rand                                                      | |
| 31 b) |           | wie zuvor                                                                               | wie zuvor | Auf der rechten Flanke des Berges in der Bildmitte fehlen die Bäume. Der Gipfel des Fuji in der rechten Bildmitte ist ohne schwarze Konturlinie gedruckt. Die Wasserfläche im Bildvordergrund ist in einem kräftigeren Farbton gehalten. |
| 31 c) |           | wie zuvor                                                                               | wie zuvor | Über der Horizontlinie ist von links nach rechts, unterbrochen durch die Berge in der Bildmitte, ein kräftiger rot-brauner Streifen eingefügt. |
| 32 a) |           | Arai (荒井/新居), „Fährboot“ (watashibune no zu, 渡舟ノ図)                              | quadratisches Verlegersiegel: Takemago; kiwame am unteren linken Rand                                                    | Die Bekleidung der links im Boot sitzenden Personen sowie der in diesem Boot rechts stehenden Person ist ebenso wie einige der Dekore des Bootes in der Bildmitte in Lila gedruckt. Das Dunkelblau im Vordergrund erstreckt sich bis an den rechten Bildrand. |
| 32 b) |           | wie zuvor                                                                               | wie zuvor | Die Bekleidung der links im Boot sitzenden Personen sowie der in diesem Boot rechts stehenden Person ist ebenso wie einige der Dekore des Bootes in der Bildmitte in Blau-grün gedruckt. Das Dunkelblau im Vordergrund erstreckt sich über drei Viertel des Vordergrundes. |
| 32 c) |           | wie zuvor                                                                               | wie zuvor | Das Dekor der Bekleidung der links im Boot stehenden Person ist verändert. Die Wasserfläche unten im Bild ist mit einem kräftigen blauen Streifen von links nach rechts gedruckt. |
| 32 d) |           | wie zuvor                                                                               | wie zuvor | Die gesamte Wasserfläche ist in Blau gedruckt. |
| 33 a) |           | Shirasuka (白須賀), „Ansicht von Shiomizaka“ (Shiomizaka zu, 汐見坂図)                  | rundes Verlegersiegel: Hoeidō; kiwame am unteren linken Rand                                                             | Die Wasserfläche ist großflächig in dunklem Blau gehalten. |
| 33 b) |           | wie zuvor                                                                               | wie zuvor | Die Wasserfläche ist zur Hälfte nicht bedruckt, der Rest in hellem Blau, die auf der Wasserfläche befindlichen Boote sind gut sichtbar. |
| 34 a) |           | Futagawa (二川), „Das Plateau der Affen“ (Sarugababa, 猿ヶ馬場)                         | quadratisches Verlegersiegel: Hoeidō; kiwame am unteren linken Rand                                                      | |
| 34 b) |           | wie zuvor                                                                               | wie zuvor | Die untere grüne Fläche ist auf ca. die Hälfte reduziert und zum Vordergrund durch einen kräftigen dunkelgrauen Streifen abgesetzt. |
| 35 a) |           | Yoshida (吉田), „Die Brücke über den Toyo“ (Toyokawabashi, 豊川橋)                      | rundes Verlegersiegel: Takemago; kiwame am unteren linken Rand                                                           | Der angedeutete Wolkenschleier über dem Horizont ist in einem hellen Orangeton gehalten. |
| 35 b) |           | wie zuvor                                                                               | wie zuvor | Der angedeutete Wolkenschleier über dem Horizont ist in einem mittleren Blauton gehalten. |
| 35 c) |           | wie zuvor                                                                               | wie zuvor | Der angedeutete Wolkenschleier über dem Horizont ist in einem hellen Orangeton gehalten. Die dunkelblauen Flächen des Flusses sind unten und oben um ca. die Hälfte reduziert. |
| 36 a) |           | Goyu (御油), „Frauen, die die Reisenden aufhalten“ (tabibito tomeru onna, 旅人留女)     | quadratisches Verlegersiegel: Takeuchi; kiwame am unteren linken Rand                                                    | Am oberen Rand befindet sich ein breiter schwarzer Streifen. In der Bildmitte befindet sich ein großes blaues Feld, in dem die in Grau angedeuteten Wolken kaum sichtbar sind. Die graue Farbe der Straße in der Bildmitte zieht sich bis an das vordere grüne Feld. |
| 36 b) |           | wie zuvor                                                                               | wie zuvor | Der schwarze Streifen am oberen Rand ist um die Hälfte reduziert. Das Blau in der Bildmitte wurde ebenfalls reduziert, so dass die in Grau angedeuteten Wolken sichtbar sind. Die graue Farbe der Straße in der Bildmitte endet ungefähr in der Mitte des Druckes. |
| 36 c) |           | wie zuvor                                                                               | wie zuvor | Die Straße durch den Ort ist vollständig in Grün gedruckt. |
| 37 a) |           | Akasaka (赤坂), „Gasthaus mit weiblicher Bedienung“ (ryosha shōfu no zu, 旅舎招婦ノ図)  | rechteckiges Verlegersiegel: Hoeidō; kiwame am unteren linken Rand                                                       | |
| 37 b) |           | wie zuvor                                                                               | wie zuvor | Der schwarze Balken am oberen Bildrand ist fast bis auf die linke Dachkante herabgezogen. Das Grau auf dem Dach rechts fehlt. Im Vordergrund unten ist ein schwarzer Balken eingefügt, der die Details des Druckes an dieser Stelle fast versteckt. |
| 38    |           | Fujikawa (藤川), „Außerhalb einer Poststation“ (bōhana no zu, 棒鼻ノ図)                 | quadratisches Verlegersiegel: Takemago; kiwame am unteren linken Rand                                                    | |
| 39    |           | Okazaki (岡崎), „Die Yahagi-Brücke“ (Yahagi no hashi, 矢矧の橋)                         | quadratisches Verlegersiegel: Hoeidō; kiwame am unteren linken Rand                                                      | |
| 40 a) |           | Chiryū (地鯉鮒), „Der Sommerpferdemarkt“ (shuka uma ichi, 首夏馬市)                     | quadratisches Verlegersiegel: Hoeidō; kiwame am unteren linken Rand                                                      | |
| 40 b) |           | wie zuvor                                                                               | wie zuvor | Der walförmige Hügel über der Horizontlinie rechts neben dem Baum ist weggelassen. |
| 40 c) |           | wie zuvor                                                                               | wie zuvor | Die gelb-grünen Farbflächen sind durch ein Hellgrün ersetzt. Das blaue Wolkenband über der Horizontlinie ist ungefähr auf die halbe Höhe reduziert. |
| 41 a) |           | Narumi (鳴海), „Die berühmte Arimatsu-Färberei“ (meibutsu Arimatsu shibori, 名物有松絞) | rundes Verlegersiegel: Hoeidō han; kiwame am unteren linken Rand                                                         | Am oberen Rand befindet sich ein schmaler blauer Streifen. Die freie Fläche im Vordergrund und in der rechten Bildhälfte hat jeweils unten und oben einen grünen Streifen. |
| 41 b) |           | wie zuvor                                                                               | wie zuvor | Der blaue Streifen am oberen Rand ist in der Höhe ungefähr verdoppelt. Die freie Fläche im Vordergrund und in der rechten Bildhälfte ist bis auf einen schmalen Streifen in der Mitte in hellem Grün gedruckt. |
| 41 c) |           | wie zuvor                                                                               | wie zuvor | Am oberen Rand befindet sich ein sehr schmaler blauer Streifen. Die freie Fläche im Vordergrund und in der rechten Bildhälfte ist vollständig in Grün gedruckt, am oberen Rand befindet sich eine dunkelgrüne Fläche. |
| 42 a) |           | Miya (宮), „Fest am Atsuta-Schrein“ (Atsuta shinji, 熱田神事)                           | kalebassenförmiges Verlegersiegel: Hoeidō; kiwame am unteren linken Rand                                                 | Die große freie Fläche des Bildes ist in einem kräftigen Grauton gehalten. |
| 42 b) |           | wie zuvor                                                                               | wie zuvor | Die große freie Fläche des Bildes ist in einem leichten Grauton gehalten. |
| 42 c) |           | wie zuvor                                                                               | wie zuvor | Die große freie Fläche des Bildes ist in einem mittleren Grauton gehalten. Der schwarze Balken am unteren Bildrand ist weggelassen. |
| 43    |           | Kuwana (桑名), „Überfahrt in Shichiri“ (Shichiri watashiguchi, 七里渡口)                | rundes Verlegersiegel: Hoeidō; kiwame am unteren linken Rand                                                             | |
| 44 a) |           | Yokkaichi (四日市), „Der Mie-Fluss“ (Miegawa, 三重川)                                   | länglich ovales Verlegersiegel: Hoeidō; kiwame am unteren linken Rand                                                    | Die Kleidung des Mannes links auf dem Damm ist in gelblich, hellgrünen Tönen gehalten. Über dem Horizont ist ein schmaler blauer Streifen. |
| 44 b) |           | wie zuvor                                                                               | wie zuvor | Die Kleidung des Mannes links auf dem Damm ist in Grün und Blau gedruckt. Über dem Horizont ist ein breiter blauer Streifen. |
| 45 a) |           | Ishiyakushi (石薬師), „Der Ishiyakuchi-Tempel“ (Ishiyakushi-ji, 石薬師寺)               | rechteckiges, horizontales Verlegersiegel: Hoeidō; kiwame am unteren linken Rand                                         | Der hintere Bergrücken ist in kräftigem Blau gehalten. Die davor liegenden Hügel sind in ihren oberen Teilen schwarz. Die Ränder des Weges von rechts vorne nach links haben eine kräftige schwarze Farbe. |
| 45 b) |           | wie zuvor                                                                               | wie zuvor | Nur noch der sich in der Mitte befindliche Hügel ist auf seinem Gipfel in Schwarz gedruckt, die davor liegenden Hügel sind grün. Die dunklen Wegränder sind weggelassen. |
| 45 c) |           | wie zuvor                                                                               | wie zuvor | Vom hinteren Bergrücken ist nur noch der mittlere Gipfel gedruckt. Der Hügel auf der rechten Seite hat eine graue Kuppe. Das Feld im Vordergrund ist bis auf einen grünen Streifen unten nicht bedruckt. |
| 46    |           | Shōno (庄野), „Strömender Regen“ (hakuu, 白雨)                                          | quadratisches Verlegersiegel: Hoeidō han; kiwame am unteren linken Rand                                                  | |
| 47 a) |           | Kameyama (亀山), „Klares Wetter nach Schneefall“ (yukibare, 雪晴)                       | rundes Verlegersiegel: Hoeidō; kiwame am unteren linken Rand                                                             | |
| 47 b) |           | wie zuvor                                                                               | wie zuvor | Der blaue Streifen am oberen Bildrand ist auf ca. die Hälfte reduziert. Der rechte untere Rand ist nur noch rechts unten in einem leicht dunkleren Grau gehalten. Das Schwarz in der Begrenzung des Weges von links unten nach rechts oben ist weggelassen. |
| 48 a) |           | Seki (関), „Abreise eines Daimyō“ (honjin hayadachi, 本陣早立)                          | rechteckiges, horizontales Verlegersiegel: Hoeidō; kiwame am unteren linken Rand                                         | Das Tuch oberhalb des Tors in der Bildmitte und der Hintergrund des Tors sind in einem rot-braunen Farbton gehalten. |
| 48 b) |           | wie zuvor                                                                               | wie zuvor | Die grüne Fläche am Bildrand unten ist auf ca. die Hälfte reduziert. Das Tuch oberhalb des Tors in der Bildmitte und der Hintergrund des Tors sind in einem blau-grünen Farbton gehalten. |
| 49 a) |           | Sakanoshita (坂之下), „Der Fudesute-Berg“ (Fudesute mine, 筆捨嶺)                       | quadratisches Verlegersiegel: Hoeidō; kiwame am unteren linken Rand                                                      | Die grüne Fläche links im Vordergrund ist bis auf ein Viertel der Bildhöhe ausgedehnt. Der Berggipfel links ist in Schwarz und Blau gedruckt. |
| 49 b) |           | wie zuvor                                                                               | wie zuvor | Die grüne Fläche links im Vordergrund ist auf die Hälfte der ursprünglichen Höhe reduziert. Der Berggipfel links ist in Schwarz und Grau gedruckt. Die Bergflanke selbst ist bis unterhalb des Wasserfalls in einem mittleren Grau gehalten. |
| 50    |           | Tsuchiyama (土山), „Frühlingsregen“ (haru no ame, 春之雨)                               | quadratisches Verlegersiegel: Hoeidō; kiwame am unteren linken Rand                                                      | |
| 51 a) |           | Minakuchi (水口), „1000 Kürbisse, eine Spezialität“ (meibutsu kampyō, 名物千瓢)         | rundes Verlegersiegel: Hoeidō han; kiwame am unteren linken Rand                                                         | Die Berge im Hintergrund sind in Grau-braun gedruckt. |
| 51 b) |           | wie zuvor                                                                               | wie zuvor | Die Berge im Hintergrund sind in Blau gedruckt. |
| 52 a) |           | Ishibe (石部), „Das Dorf Megawa“ (Megawa no sato, 目川ノ里)                             | rundes Verlegersiegel: Hoeidō; kiwame am unteren linken Rand                                                             | Die Berge im Hintergrund sind in dunklem Grau gedruckt. Die angedeuteten Nebel über den Häusern und Bäumen in der Bildmitte sind in einem schmalen Streifen ausgeführt. Im Vordergrund ist der Wegrand von der Mitte unten nach rechts Mitte nach links hin in leichtem Grau gedruckt. |
| 52 b) |           | wie zuvor                                                                               | wie zuvor | Die Berge im Hintergrund sind in hellem Grau gedruckt. Die angedeuteten Nebel über den Häusern und Bäumen in der Bildmitte sind in der Höhe bis über den Berggipfel rechts ausgedehnt. Im Vordergrund ist nur der Wegrand von der Mitte unten nach rechts Mitte Grau gedruckt. |
| 52 c) |           | wie zuvor                                                                               | wie zuvor | Die Berge im Hintergrund sind weggelassen. Die angedeuteten Nebel über den Häusern und Bäumen in der Bildmitte sind nur noch rechts in Rot ausgeführt. Der Vordergrund und die Bäume rechts im Bild sind in dunklem Grau. Der Wegrand ist rötlich-braun. Die Dächer der Häuser und die Baumkronen in der linken Bildhälfte sind grün. |
| 53 a) |           | Kusatsu (草津), „Ein berühmtes Rasthaus“ (meibutsu tateba, 名物立場)                    | rundes Verlegersiegel: Takemago; kiwame am unteren linken Rand                                                           | Im Vordergrund ein schmaler gelber Streifen, der größte Teil der freien Fläche ist nicht bedruckt. Das Dach des Hauses im Hintergrund ist in Blau-grau gedruckt. Die Straße rechts des Hauses ist in hellem Grau. |
| 53 b) |           | wie zuvor                                                                               | wie zuvor | Die Höhe des gelben Streifens wurde verdoppelt. Das Dach des Hauses im Hintergrund ist in Dunkelgrau gedruckt, ebenso die Straße rechts des Hauses und der Platz links neben dem Haus. |
| 54 a) |           | Ōtsu (大津), „Das Hashirii-Teehaus“ (Hashirii chaya, 走井茶店)                          | länglich ovales Verlegersiegel: Takemago; kiwame am unteren linken Rand                                                  | |
| 54 b) |           | wie zuvor                                                                               | wie zuvor | Rechts im Hintergrund wurde ein Berg in bläulich gedruckten Umrissen hinzugefügt. |
| 54 c) |           | wie zuvor                                                                               | wie zuvor | Die Umrisse des Berges im Hintergrund sind in Grau gedruckt hinzugefügt. Der Himmel ist durchgehend in Blau-grau gedruckt. Die Dachgiebel der Häuser haben einen dunkelgrauen Schatten. |
| 54 d) |           | wie zuvor                                                                               | wie zuvor | Der Umriss des Berges im Hintergrund ist links von den Bäumen in der Bildmitte wieder entfernt. Der Himmel ist am oberen Bildrand mit einem schmalen Streifen blau gedruckt. Die Dachgiebel der Häuser sind schwarz, die Dächer selbst in dunklem Grau, ebenso das Laub der Bäume sowie ein Teil des Himmels oberhalb der Häuser. |
| 55    |           | Keishi (京市), „Die große Brücke über den Sanjō“ (Sanjō ōhashi, 三條大橋)               | rechteckiges, horizontales Verlegersiegel: Hoeidō; kiwame am unteren linken Rand                                         | |

## Verlegersiegel
Die beiden Verleger der Serie, Tsuruya Kiemon (鶴屋喜右衛門) und Takenouchi Magohachi (竹内孫八), verwendeten Siegel mit unterschiedlichen Formen und unterschiedlichen Schriftzügen zur Kennzeichnung ihrer Herausgeberschaft. Für die Namensbezeichnung wurden sowohl die jeweiligen Dōgō (堂号), die Bezeichnung des offiziell registrierten Firmennamens der Verleger, als auch die Gagō (雅号), inoffizielle Siegelnamen, die sich häufig, aber nicht immer aus dem offiziellen Geschäftsnamen (Yagō, 屋号) ableiteten, verwendet. Tsuruya Kiemons Dōgō lautete Senkakudō (僊鶴堂 bzw. 仙霍堂), sein Gagō war Tsuruki (鶴喜); die entsprechenden Namen von Takenouchi Magohachi waren Hoeidō (保永堂) als Dōgō und Take (竹), Takemago (竹孫) bzw. Takeuchi (竹内) als Gagō.
Die Formen der Siegel waren quadratisch, rechteckig, rund, oval oder kalebassenförmig; gedruckt wurden sie sowohl im Positiv- als auch im Negativdruck, in einzelnen Fällen auch im gemischten Positiv-Negativ-Druck für ein Siegel. In den Fällen, in denen beide Verleger als gemeinsame Herausgeber fungierten, steht mit Ausnahme der Stationen Mariko und Hiratsuka immer Tsuruya Kiemon an der rechten bzw. oberen und damit prominenteren Stelle.
Der Zusatz han (板) hinter dem Namen hat die Bedeutung „Verleger“.
Gemeinsame Siegel von Tsuruya Kiemon und Takenouchi Magohachi

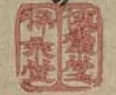
Senkakudō (僊鶴堂) und Hoeidō (保永堂)
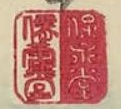
Hoeidō (保永堂) und Senkakudō (僊鶴堂)
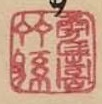
Tsuruki (鶴喜) und Takemago (竹孫)
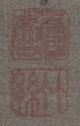
Tsuruki (鶴喜) und Takemago (竹孫)
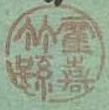
Tsuruki (鶴喜) und Takemago (竹孫)
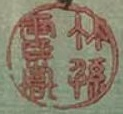
Takemago (竹孫) und Tsuruki (鶴喜)

Siegel von Tsuruya Kiemon alleine

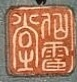
Senkakudō (仙霍堂)

Siegel von Takenouchi Magohachi alleine

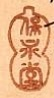
Hoeidō (保永堂)
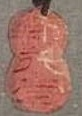
Hoeidō (保永堂)
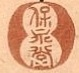
Hoeidō (保永堂)
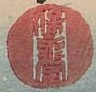
Hoeidō (保永堂)
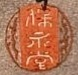
Hoeidō (保永堂)
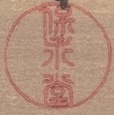
Hoeidō (保永堂)
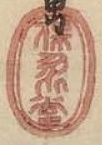
Hoeidō (保永堂)
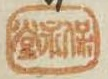
Hoeidō (保永堂)
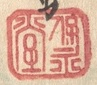
Hoeidō (保永堂)
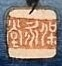
Hoeidō (保永堂)
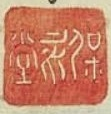
Hoeidō (保永堂)
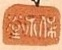
Hoeidō (保永堂)
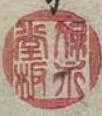
Hoeidō han (保永堂 板)
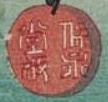
Hoeidō han (保永堂 板)
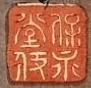
Hoeidō han (保永堂 板)
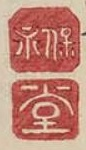
Hoei dō (保永 堂)
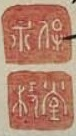
Hoei dōhan (保永 堂板)
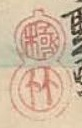
Take (竹) mit integriertem Zensursiegel kiwame (極) für ‚geprüft‘
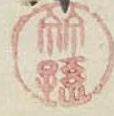
Takemago (竹孫)
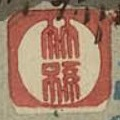
Takemago (竹孫)
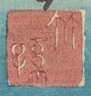
Takemago (竹孫)
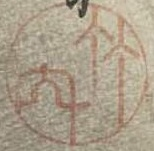
Takeuchi (竹内)
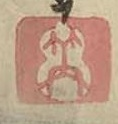
Takeuchi (竹内)
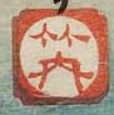
Takeuchi (竹内)
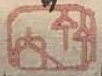
Takeuchi (竹内)
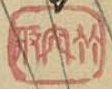
Takeuchi han (竹内版)

## Serien im Zusammenhang mit der Veröffentlichung

### Serien von Hiroshige

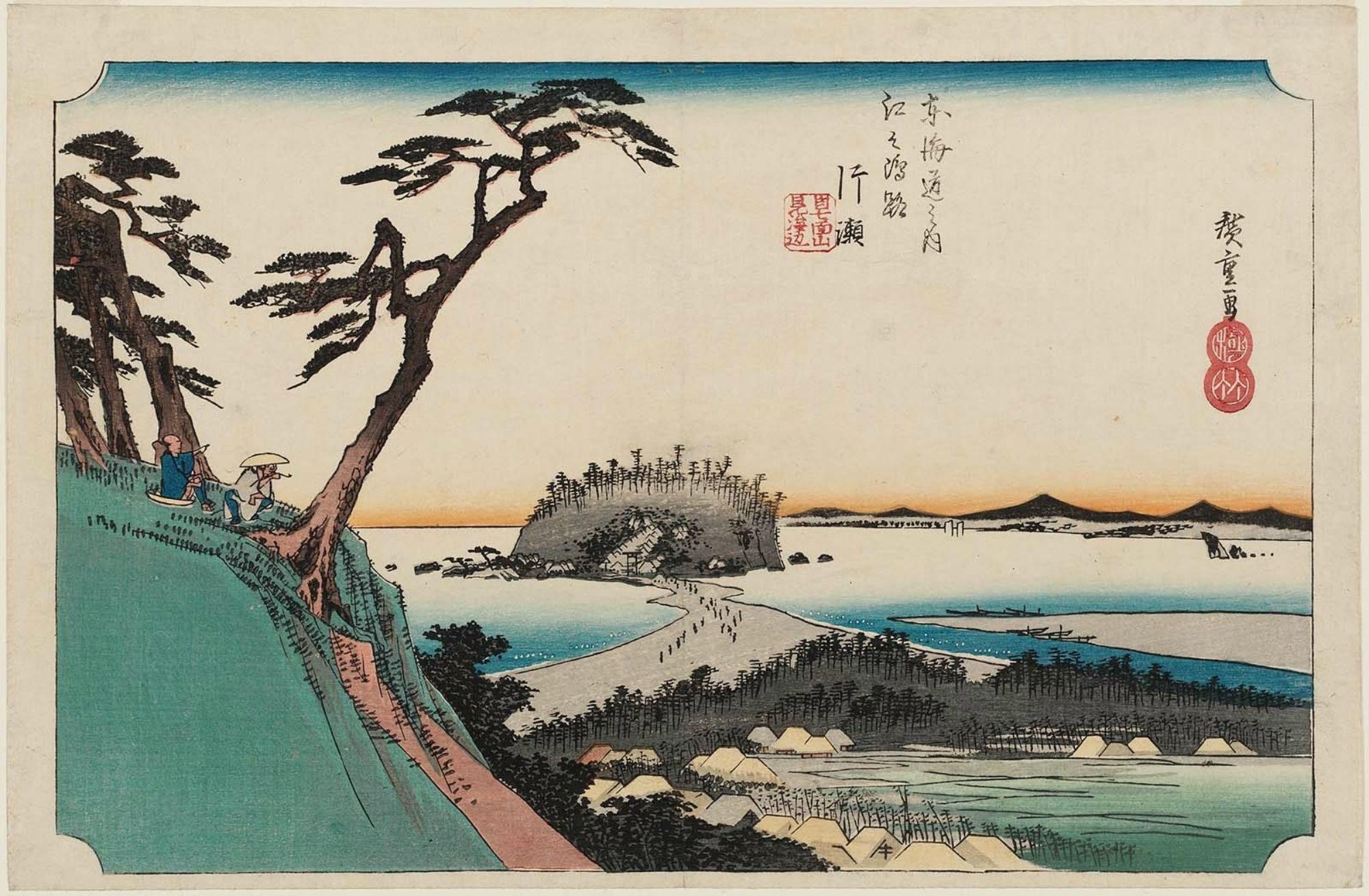
Die Station Katase aus der Serie „Tōkaidō – Der Weg nach Enoschima“, Titel: „Blick auf die Küste vom Berg Shichimen aus“ (Shichimenzan yori umibe o miru, 自七面山見海辺), um 1835

Im Nachwort der Gesamtausgabe kündigte der Verleger Takenouchi Magohachi das Erscheinen weiterer sechs Serien Hiroshiges an. Vier davon sollten die Sehenswürdigkeiten an den Straßen nach Ōyama, Akibayma, Ise und Enoshima beschreiben. Von diesen Serien sind nur zwei Drucke, die im Bildaufbau mit den Drucken des Hoeidō-Tōkaidō identisch sind, aus der Serie „Tōkaidō – Der Weg nach Enoshima“ (Tōkaidō no uchi – Enoshima michi, 東海道之内 江ノ島路) bekannt: die Stationen Katase (片瀬) und Shichirigahama (七里ヶ濱 bzw. neu 七里ヶ浜). Ob jemals weitere Drucke in diesem Zusammenhang entstanden sind, ist ungeklärt.

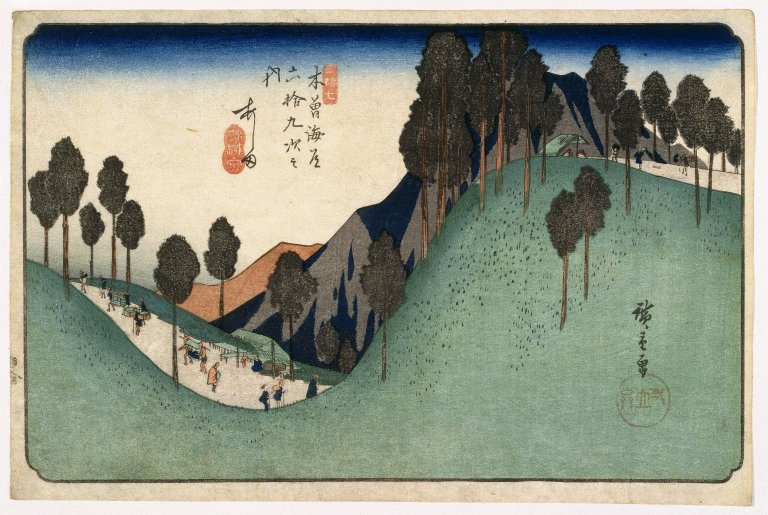
Die Station Ashida aus der Serie „Die 69 Stationen des Kisokaidō“, um 1835

Die fünfte angekündigte Serie waren die Drucke der Acht Ansichten des Biwa-Sees (Ōmi Hakkei, 近江八景). Jeweils vier von den insgesamt acht Blättern der Serie wurden von den Verlegern Takenouchi Magohachi und Yamamotya Heikichi publiziert.
Die sechste annoncierte Serie war „Die 69 Stationen des Kisokaidō“ (Kisokaidō rokujūkyū-tsugi, 木曾街道六十九次), deren Umfang mit insgesamt 70 Blättern sogar noch den der Tōkaidō-Serie übertreffen sollte. In der Bildgestaltung ebenfalls identisch mit jener, sind auf den Drucken der Kisokaidō-Serie die Stationen des Kisokaidō, der Inlandsverbindung von Edo nach Kyōto, dargestellt. Die ersten 20 Drucke dieser Serie sind allerdings von Keisai Eisen gestaltet und wurden 1835/36 durch Takenouchi Magohachi veröffentlicht. Unter Beteiligung des Verlegers Iseiya Rihei erschienen um 1836 noch weitere vier von Eisen entworfene Drucke und erst danach war Hiroshige derjenige, der die restlichen 46 Drucke der Serie entwarf. Ende 1836 wiederum schied Takenouchi Magohachi, wahrscheinlich aus finanziellen Gründen, aus diesem Projekt aus, so dass 42 Drucke alleine von Iseya Rihei publiziert wurden. Der Erfolg beim Publikum war weit geringer als der der Tōkaidō-Serie, da der Kisokaidō weniger bereist wurde und der Markt für solche Drucke gesättigt war.

### Serien von Kunisada

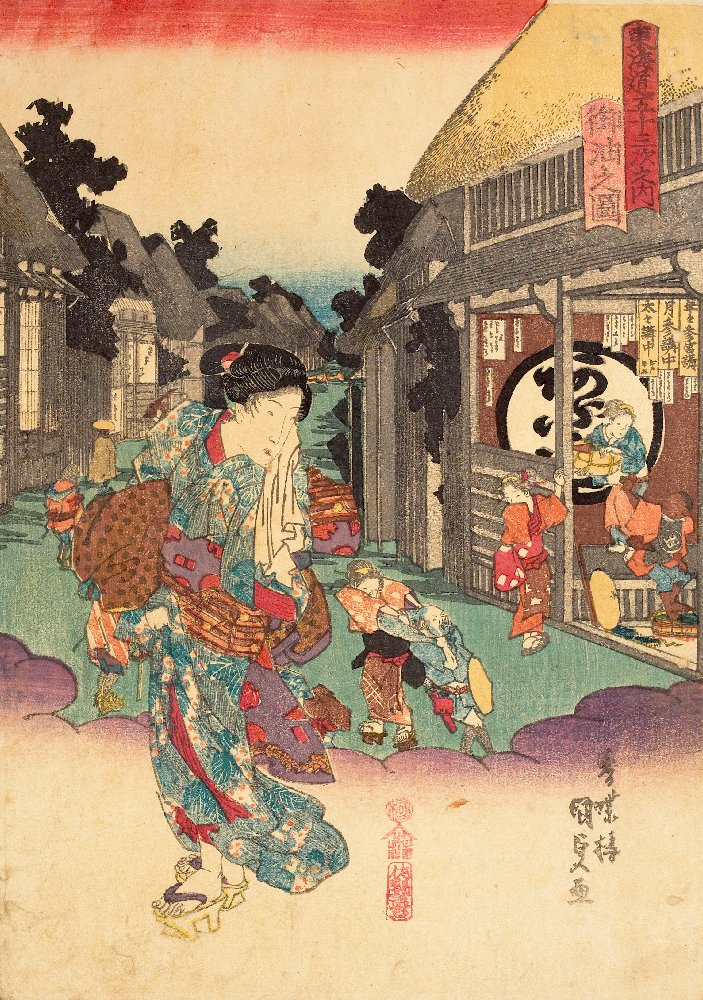
Kunisada, Station Goyu, aus der Serie „Die 53 Stationen des Tōkaidō“, ca. 1835

Vermutlich im Jahr 1833 begann Kunisada mit den Entwürfen für eine bjin-Serie mit dem gleichnamigen Titel „Die 53 Stationen des Tōkaidō“ (Tōkaidō gojūsan tsugi no uchi, 東海道五十三次之内). Herausgeber der 56 Drucke umfassenden Serie im chūban-Format waren die Verleger Sanoya Kihei und Moriya Jihei. Diese Serie war die erste Farbholzschnittserie in Japan, die schöne Frauen darstellte und die die Betonung auf eine szenische, landschaftliche Darstellung des Hintergrundes legte. Zwei Drittel des Hintergrunds sind auf diesen Drucken von einer Landschaft ausgefüllt, im unteren Drittel sind Frauen in unterschiedlichen Posen auf einem Wolkenband zu sehen. Die ersten 42 Stationen und die Station 44 waren dabei eng an die Landschaften von Hiroshiges Tōkaidō angelehnt, allerdings auf Hochformat umgearbeitet und auf das chūban-Format verkleinert.
Zur Entstehungsgeschichte der Kunisada-Serie gibt es drei Theorien. Nach der ersten erfolgte der Auftrag von Sanoya Kihei an Kunisada, da der Verleger mit einer ähnlichen Serie am kommerziellen Erfolg der Motive teilhaben wollte. Die zweite Theorie besagt, dass Takenouchi Magohachi Sanoya Kihei gebeten habe, eine Serie mit Kunisada-Drucken herauszugeben, um den Verkauf der Drucke seiner Serie anzukurbeln. Vertreter der dritten Theorie nehmen an, Kunisada selbst habe den Anstoß zur Produktion seiner Serie gegeben, um den Verkauf der Drucke seines Freundes Hiroshige zu fördern. Welche der Theorien zutreffend ist, ist nicht entscheidbar. Anzunehmen ist, dass Hiroshige mit der Verwendung seiner Motive durch Kunisada einverstanden war. Ebenso kann davon ausgegangen werden, dass Kunisadas Serie mit großer Wahrscheinlichkeit früher vollendet war als diejenige Hiroshiges, da Kunisada bei den letzten 13 Blättern seiner Serie andere Hintergründe aus zeitgenössischen Reiseführern verwendete als Hiroshige auf seinen Drucken. Angesichts der Tatsache, dass sehr viele unterschiedliche Druckvarianten bzw. Druckzustände erhalten sind, war Kunisadas Serie mindestens so erfolgreich, wenn nicht sogar erfolgreicher als Hiroshiges Serie, und ihr Verkauf hat den Verkauf der Hiroshige-Drucke begünstigt.

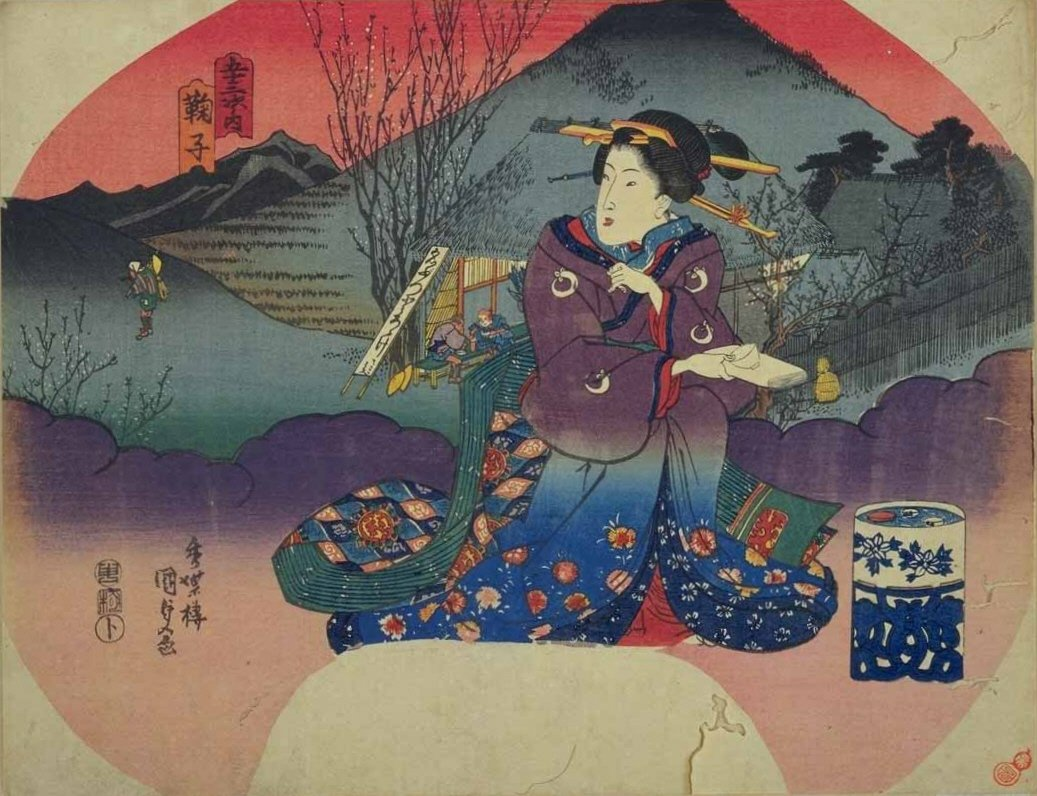
Kunisada, die Station Mariko aus der Serie „Die 53 Stationen“, 1836

Die Motive von Hiroshiges Tōkaidō-Serie verwendete Kunisada noch in drei weiteren Serien:
- 1835 in der von Takenouchi Magohachi produzierten Serie „Die 53 Stationen“ (Gojūsan tsugi no uchi, 五十三次之内). Die Blätter der Serie zeigen Schauspieler in Rollen aus dem im selben Jahr aufgeführten Kabuki-Stück „Die 53 Stationen während des Pflaumenfrühlings“ (Ume no haru gojūsan tsugi, 梅初春五十三駅). Sieben Drucke im ōban-Format sind bekannt und alle sieben haben ein kleines Kartuschenbild mit Abbildungen aus Hiroshiges Tōkaidō.[40]
- 1836 erschien eine Fächerblatt-Serie mit dem Titel „Die 53 Stationen“ (Gojūsan tsugi no uchi, 五十三次之内) im Auftrag des Verlegers Enshūya Matabei. Die Darstellungen sind denen aus Kunisadas bijin-Tōkaidō-Serie ähnlich, allerdings auf ein horizontales Format umgearbeitet. Drei Drucke dieser einzigen als Fächerblätter entworfenen Tōkaidō-Serie sind bekannt.[41]

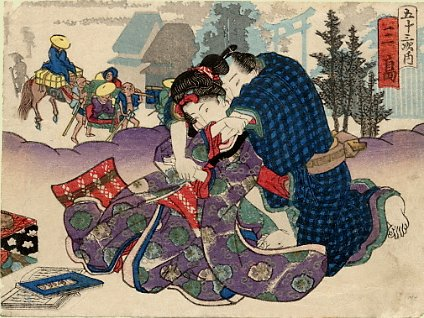
Kunisada zugeschrieben, die Station Mishima aus der Shunga-Serie „Die 53 Stationen“, ca. 1835

- 1837/38 in der von Sanoya Kihei produzierten Serie Titel „53 Paare von Schauspielern in fiktiven Rollen“ (Mitate yakusha gojūsan tsui no uchi, 見立役者五十三對の内). Die 31 bekannten Drucke der Serie im chūban-Format zeigen Schauspieler in fiktiven Rollen und sind in der Bildgestaltung an der bijin-Serie orientiert, wobei die Landschaften nur jeweils das obere Drittel der Drucke einnehmen und nicht so detailliert ausgearbeitet sind wie in der als Vorlage dienenden Serie.[42]

Darüber hinaus existiert noch eine kleinformatige Serie von Shunga-Drucken im Querformat mit dem Titel „Die 53 Stationen“ (Gojūsan tsugi no uchi, 五十三次ノ内). Zwölf Drucke dieser Serie sind bekannt. Im Hintergrund sind die Landschaften der Drucke Hiroshiges zu sehen und im Vordergrund auf einem Wolkenband Paare bei sexuellen Handlungen. Da diese Drucke, wie die meisten Shunga, nicht signiert sind, sind sie nur stilistisch einem Künstler zuzuordnen; mit großer Wahrscheinlichkeit waren sie ebenfalls von Kunisada gestaltet.

### Serien von Sadanobu I.
In den 1850er Jahren erschien in Ōsaka eine Serie im mameban-Format (112 × 78 mm), deren Drucke mit „Sekka ga“ (dt. „gezeichnet von Sekka“) signiert sind und die die Drucke der Hiroshige-Serie im Kleinformat wiedergeben. Die Drucke dieser Serie tragen kein Verlegersiegel, sind aber im Unterschied zu den Vorlagen am linken Rand nummeriert; wobei die Nummern der Drucke der Abfolge der Stationen auf der Tōkai-Straße entsprechen. „Sekka“ (雪化) war mit großer Wahrscheinlichkeit ein Aliasname des Sadamasu-Schülers Sadanobu I. (貞信), von dem weitere drei kleinformatige Tōkaidō-Serien bekannt sind, die nach der Vorlage der Hiroshige-Serie entworfen wurden.

## Weitere Tōkaidō-Serien von Hiroshige
Insgesamt entwarf Hiroshige mehr als 700 Drucke mit Motiven von der Tōkai-Straße. Sie war mit Abstand sein erfolgreichster künstlerischer Gegenstand und machte ihn zum erfolgreichsten Künstler auf diesem Gebiet, was ihm auch den Spitznamen Tōkaidōshige (東海道重) einbrachte. Nach Andreas Marks sind mindestens 22 weitere Tōkaidō-Serien bekannt, die von Hiroshige entworfen wurden bzw. an deren Entwurf er beteiligt war. Von einigen Serien sind nur wenige Blätter bekannt, so dass nicht sicher ist, ob diese jemals vollständig gedruckt wurden. Möglich, aber nicht gesichert ist die Existenz weiterer Serien, die geplant waren und/oder von deren Drucken nur eine sehr kleine Auflage hergestellt worden war, so dass mit Stand 2013 keine Drucke erhalten bzw. publiziert sind.
Keine dieser Serien erreichte beim Publikum seiner Zeit eine ähnliche Bekannt- und Beliebtheit wie die erste Tōkaidō-Serie. Selbst unter heutigen Sammlern japanischer Farbholzschnitte ist nur ein Teil der Serien bekannt.
- ca. 1838–42: „Tōkaidō“ (Tōkaidō, 東海道), Verleger Yamadaya Shōjirō, 56 Drucke, yotsugiri (ca. 19 × 13 cm), Querformat
- 1840: „53 Stationen des Tōkaidō“ (Tōkaidō gojūsan tsugi, 東海道五十三次), Verleger Sanoya Kihei, 56 Drucke, chūban (ca. 26 × 19 cm), Querformat[46]
- ca. 1841: „Senjokō-Tōkaido. 53 Stationen“ (Senjokō-Tōkaidō gojūsan tsugi, 千女香 東海道   五十三次), Verleger unbekannt, 56 Drucke, yotsugiri, Hochformat
- ca. 1841/42: „53 Stationen des Tōkaidō“ (Tōkaidō gojūsan tsugi no uchi, 東海道五十三次之内), Verleger Ezakiya Tatsuzō, 55 Drucke, aiban (ca. 33 × 23 cm), Querformat[47]
- ca. 1842/43: „Aufeinanderfolgende Zeichnungen berühmter Ansichten entlang des Tōkaidō“ (Tōkaidō gojūsan tsugi meisho tsuzuki ga, 東海道五十三次名所続画), Verleger Joshūya Kinzō, 55 Drucke, nijūgiri (dt. ‚20 Teile‘), auf drei ōban (ca. 39 × 26 cm) plus Umschlag, Hochformat
- ca. 1843–46: „Tōkaidō – 53 Stationen“ (Tōkaidō - gojūsan tsugi no uchi, 東海道 五十三次之内), Verleger Aritaya Seimon, 56 Drucke, yotsugiri, Querformat[48]
- ca. 1843–46: „Sammlung von Ansichten bei der Erkundung der 53 Stationen des Tōkaidō“ (Tōkaidō gojūsan tsugi saiken zue, 東海道五十三次細見図絵), Verleger Murataya Tetsu, ōban, Hochformat, zehn Drucke bekannt
- ca. 1844–47: „53 Stationen des Tōkaidō“ (Tōkaidō gojūsan tsugi no uchi, 東海道五十三次之内), Verleger Shimizuya, futatsugiri (ca. 14 × 28 cm), Querformat, drei Drucke bekannt
- 1845: „53 paarweise (Bilder) des Tōkaidō“ (Tōkaidō gojūsan tsui, 東海道五十三対), Verleger Ebiya Rinnosuke, Enshūya Matabei, Ibaya Kyūbei, Ibaya Senzaburō, Iseya Ichiemon und Kojimaya Jūbei, insgesamt 59 Drucke plus ein Entwurf, ōban, Hochformat, von Hiroshige 21 Drucke plus ein Entwurf, die anderen Drucke der Serie sind von Kuniyoshi (30) bzw. Kunisada (8) entworfen worden[49]
- ca. 1847/48: „Tōkaidō – 53 Stationen“ (Tōkaidō - gojūsan tsugi no uchi, 東海道  五十三次之内), Verleger Tsutaya Kichizō, 54 Drucke, chūban, Querformat[50]
- Ende der 1840er Jahre: „Ausschneidebilder des Tōkaidō“ (Tōkaidō harimaze zue, 東海道張交図会), Verleger Ibaya Senzaburō, 12 Drucke, ōban, Hochformat[51]
- ca. 1849: „53 Stationen des Tōkaidō“ (Tōkaidō gojūsan tsugi, 東海道五十三次), Verleger Sanoya Kihei, yotsugiri, Querformat, vier Drucke bekannt
- ca. 1850/51: „53 Stationen des Tōkaidō“ (Tōkaidō gojūsan tsugi, 東海道五十三次), Verleger Maruya Seijirō, 55 Drucke, ōban, Querformat[52]
- ca. 1850: „Tōkaidō – 53 Stationen“ (Tōkaidō - gojūsan tsugi no uchi, 東海道 五十三次之内), Verleger Hayashiya Shōgorō, ōban, Querformat, zehn Drucke bekannt
- ca. 1850: „Gemütliche Pilgerreise entlang des Tōkaidō nach Ise“ (Ise sangū hizakurige Tōkaidōchū, 伊勢参宮膝栗毛東海道中), Verleger Fujiki, ōban, Hochformat, fünf Drucke bekannt
- 1851/52: „53 Stationen“ (Gojūsan tsugi, 五十三次), Verleger Murataya Ichigorō, 56 Drucke, chūban, Hochformat[53]
- ca. 1851: „53 Bilder vom Tōkaidō“ (Tōkaidō gojūsan zue, 東海道五十三図絵), Verleger Fujiokaya Keijirō, ōban, Hochformat, 34 Drucke bekannt[54]
- 1852: „Ausschneidebilder der 53 Stationen“ (Gojūsan harimaze zue, 五十三張交図会), Verleger Izumiya Ichibei, 14 Drucke, ōban, Hochformat
- 1854: „53 Stationen des Tōkaidō“ (Tōkaidō gojūsan tsugi, 東海道五十三次), Verleger Yamashiroya Jinbei, 56 Drucke, yotsugiri, Querformat
- 1855: „Sammlung von Ansichten berühmter Orte entlang der 53 Stationen“ (Gojūsan tsugi meisho zue, 五十三次名所図絵), Verleger Tsutaya Kichizō, 55 Drucke, ōban, Hochformat[55]
- 1854–57: „53 Stationen, gemalt von zwei Pinseln“ (Sōhitsu gojūsan tsugi, 雙筆五十三次), Verleger Maruya Kyūshirō, 55 Drucke, ōban, Hochformat; alle Drucke sind gemeinsam mit Kunisada gestaltet worden, wobei der Landschaftsteil jeweils von Hiroshige und die Figuren im Druck von Kunisada entworfen wurden[56]
- 1856: „Aufeinanderfolgende Zeichnungen der 53 Stationen entlang des Tōkaidō“ (Tōkaidō gojūsan tsugi tsuzuki ga, 東海道五十三次続画), Verleger Yamaguchiya Tōbei, 15 Drucke plus Umschlag, ōban, Hochformat